# Список французских командиров Наполеоновских и Революционных войн
Ниже представлен список высших офицеров, служивших Франции в эпоху Революции и Первой Империи. С 1789 по 1815 года их количество было свыше двух тысяч.
Важно помнить, что:
- До принятия Национальным Конвентом декрета о реорганизации армии от 21 февраля 1793 бригадный генерал (Général de brigade) именовался «Maréchal de camp» (лагерный маршал), а дивизионный генерал (Général de division) — «Lieutenant général» («генерал-лейтенант»). В период Ста дней генералам были возвращены звания времён Старого порядка.
- Звание маршала Империи было введено сенатус-консультом (акт, принятый Сенатом) 18 мая 1804.

Легенда:
- Маршал Франции.
- Дивизионный генерал.
- Бригадный генерал.

## А
- Аббатуччи, Жак-Пьер (Jacques Pierre Abbatucci) — дивизионный генерал
- Аббатуччи, Жан-Шарль (Jean-Charles Abbatucci) — бригадный генерал
- Аббе, Луи Жан Николя (Louis Jean Nicolas Abbé) — дивизионный генерал
- Абер, Пьер Жозеф (Pierre Joseph Habert) — дивизионный генерал
- Ави, Антуан Сильвен (Antoine Sylvain Avy) — бригадный генерал
- Авис, Жак Филипп (Jacques Philippe Avice) — бригадный генерал
- Авриль, Жан-Жак (Jean-Jacques Avril) — дивизионный генерал
- Азар, Пьер Николя Жозеф (Pierre Nicolas Joseph Hazard) — бригадный генерал
- Аземар, Франсуа Базиль (François Basile Azemar) — бригадный генерал
- Акен, Оноре Александр (Honoré Alexandre Haquin) — дивизионный генерал
- Аксамитовский, Винцент (Vincent Axamitowski) — бригадный генерал
- Аксо, Франсуа Николя Бенуа (François Nicolas Benoît Haxo) — дивизионный генерал
- Аксо, Николя (Nicolas Haxo) — бригадный генерал
- Аллан, Пьер Александр Жозеф (Pierre Alexandre Joseph Allent) — бригадный генерал
- Алликс де Во, Жак Александр Франсуа (Jacques Alexandre Allix de Vaux) — дивизионный генерал
- Алло, Жан-Батист Шарль (Jean-Baptiste Charles Hallot) — дивизионный генерал
- Альбер, Жозеф Жан-Батист (Joseph Jean-Baptiste Albert) — дивизионный генерал
- Амбер, Жан-Жак (Jean-Jacques Ambert) — дивизионный генерал
- Альмера, Луи (Louis Alméras) — дивизионный генерал
- Аме, Франсуа Пьер (François Pierre Amey) — дивизионный генерал
- Амей, Огюст Жан (Auguste Jean Ameil) — дивизионный генерал
- Аммель, Кристиан Жозеф (Christian Joseph Hammel) — бригадный генерал
- Андреосси, Антуан Франсуа (Antoine François Andréossy) — дивизионный генерал
- Андреосси, Викто́р Антуан (Victor Antoine Andréossy) — бригадный генерал
- Аник, Антуан Александр (Antoine Alexandre Hanicque) — дивизионный генерал
- Анри, Жан-Пьер (Jean-Pierre Henri) — бригадный генерал
- Анрик, Жан-Батист (Jean-Baptiste Henric, dit Henry) — бригадный генерал
- Анрио, Франсуа (François Hanriot) — дивизионный генерал
- Анрио, Жан-Франсуа (Jean-François Henriod) — бригадный генерал
- Анрион, Кристоф (Christophe Henrion) — бригадный генерал
- Ансель, Луи (Louis Ancel) — бригадный генерал
- Антенг, Шарль Анри (Charles Henri Anthing) — дивизионный генерал
- Антуан, Франсуа Луи (François Louis Antoine) — бригадный генерал
- Арго, Франсуа (François Argod) — бригадный генерал
- Аргу, Пьер (Pierre Argoud) — бригадный генерал
- Арди, Жан (Jean Hardy) — дивизионный генерал
- Арисп, Жан Изидор (Jean Isidore Harispe) — дивизионный генерал
- Арле, Луи (Louis Harlet) — бригадный генерал
- Арно, Антуан (Antoine Arnaud) — бригадный генерал
- Арно, Жан (Jean Arnaud) — бригадный генерал
- Арриги де Казанова, Жан-Тома (Jean-Thomas (Toussaint) Arrighi de Casanova) — дивизионный генерал
- Арти, Оливье (Olivier Harty) — дивизионный генерал
- Аслен де Вильянкур, Доминик Жозеф (Dominique Joseph Asselin de Williencourt) — бригадный генерал
- Атри, Жак Морис (Jacques Maurice Hatry) — дивизионный генерал
- Ашар, Мишель-Жак-Франсуа (Michel-Jacques-François Achard) — бригадный генерал

## Б

### Ба
- Бавиль, Арман (Armand Baville) — бригадный генерал
- Баже, Жан (Jean Bajet) — бригадный генерал
- Базанкур, Жан-Батист Максимильен Жозеф Антуан Лека (Jean-Baptiste Maximilien Joseph Antoine Lecat Bazancourt) — бригадный генерал
- Бай, Луи Поль (Louis Paul Baille) — бригадный генерал
- Байи де Монтион, Франсуа Жедеон (François Gédéon Bailly de Monthion) — дивизионный генерал
- Байо, Жан-Пьер (Jean-Pierre Baillod) — дивизионный генерал
- Байо-Фараль, Антуан Раймон (Antoine Raymond Baillot-Faral) — бригадный генерал
- Бакле д’Альб, Луи Альбер Гислен (Louis Albert Guislain Bacler d’Albe) — бригадный генерал
- Баллан, Антуан (Antoine Balland) — дивизионный генерал
- Балатье де Бражелон, Элуа Шарль (Éloi Charles Balathier de Bragelonne) — бригадный генерал
- Бальтюс де Пуйи, Базиль Ги Мари Виктор (Basile Guy Marie Victor Baltus de Pouilly) — дивизионный генерал
- Банди де Налеш, Жильбер Жак (Gilbert Jacques Bandy de Nalèche) — бригадный генерал
- Баньери, Франсуа (François Bagnéris) — бригадный генерал
- Банкаль де Сен-Жюльен, Жан-Луи (Jean-Louis Bancal de Saint-Julien) — бригадный генерал
- Банель, Пьер (Pierre Banel) — бригадный генерал
- Бар, Антуан Мари (Antoine Marie Bard) — дивизионный генерал
- Бараге д’Илье, Луи (Louis Baraguey d’Hilliers) — дивизионный генерал
- Барбанегр, Жозеф (Joseph Barbanègre) — бригадный генерал
- Барбу де Курьер, Габриэль (Gabriel Barbou des Courières) — дивизионный генерал
- Барбье, Жан-Франсуа Терез (Jean-François Thérèse Barbier) — бригадный генерал
- Барбье, Пьер (Pierre Barbier) — бригадный генерал
- Барбюа де Мезон-Руж де Буажерар, Анн Мари Франсуа (Anne Marie François Barbuat de Maison-Rouge de Boisgérard) — бригадный генерал
- Барбюа де Мезон-Руж де Буажерар, Жак Франсуа (Jacques François Barbuat de Maison-Rouge de Boisgérard) — бригадный генерал
- Барде де ля Мэзон-Руж, Марсьяль (Martial Bardet de la Maison-Rouge) — дивизионный генерал
- Бардене, Жак (Jacques Bardenet) — бригадный генерал
- Барруа, Пьер (Pierre Barrois) — дивизионный генерал
- Барриэ, Жан Леонар (Jean Léonard Barrié) — бригадный генерал
- Бартелеми, Николя Мартен (Nicolas Martin Barthélemi) — бригадный генерал
- Бартелеми де Бурне, Антуан Франсуа (Antoine François Barthélemi de Bournet) — бригадный генерал
- Бартель, Николя (Nicolas Barthel) — дивизионный генерал
- Бартье де Сент-Илер, Жан Этьен (Jean Étienne Bartier de Saint-Hilaire) — бригадный генерал
- Бачиокки, Феликс Паскаль (Félix Pascal Baciocchi) — дивизионный генерал
- Бассе де Монтегю, Анн Шарль (Anne Charles Basset de Montaigu) — дивизионный генерал
- Бастуль, Луи (Louis Bastoul) — бригадный генерал
- Баш, Жак Франсуа (Jacques François Bache) — бригадный генерал
- Башле-Дамвиль, Луи Александр (Louis Alexandre Bachelet-Damville) — бригадный генерал
- Башелю, Жильбер Дезире Жозеф (Gilbert Désiré Joseph Bachelu) — дивизионный генерал

### Бе
- Бедо, Жан-Пьер (Jean-Pierre Bedos) — бригадный генерал
- Бегино, Франсуа Бартелеми (François Barthélemy Beguinot) — дивизионный генерал
- Беран, Марсьяль (Martial Beyrand) — бригадный генерал
- Бессе(р), Жан Мишель (Jean Michel Beysser) — бригадный генерал
- Беке́р, Николя Леонар Бажер (Nicolas Léonard Bagert Beker) — дивизионный генерал
- Бекур, Николя Жозеф (Nicolas Joseph Bécourt) — дивизионный генерал
- Беллавен, Жак Николя (Jacques Nicolas Bellavène) — дивизионный генерал
- Бельвез де Ларю де Совьяк, Жозеф Александр (Joseph Alexandre Belvèze de Larue de Sauviac) — дивизионный генерал
- Бельфор Ренар, Жак (Jacques Belfort Renard) — бригадный генерал
- Белер, Александр Пьер Жюльен (Alexandre Pierre Julienne Bélair) — дивизионный генерал
- Бельяр, Огюстен Даниэль (Augustin Daniel Belliard) — дивизионный генерал
- Берж, Франсуа (François Berge) — бригадный генерал
- Берлье, Пьер Андре Эркюль (Pierre André Hercule Berlier) — бригадный генерал
- Бернадот, Жан-Бати́ст Жюль (Jean-Baptiste Jules Bernadotte) — маршал Империи
- Бернар, Жак Бернар (Jacques Bernard Bernard) — бригадный генерал
- Бернар, Симон (Simon Bernard) — дивизионный генерал
- Бернон, Габриель Гаспар Ашиль Адольф (Gabriel Gaspard Achille Adolphe Bernon) — дивизионный генерал
- Беррюйе, Пьер Мари-Огюст (Pierre Marie-Auguste Berruyer) — бригадный генерал
- Бертезен, Пьер (Pierre Berthezène) — дивизионный генерал
- Бертелеми (Бертельми), Этьен Амбруаз (Étienne Ambroise Berthellemy, dit Berthelmy) — бригадный генерал
- Берто, Жак (Jacques Berthault, dit Bertaux) — бригадный генерал
- Бертолетти, Антуан Марк Огюстен (Antoine Marc Augustin Bertoletti) — бригадный генерал
- Бертолози, Жан-Батист (Jean-Baptiste Bertolosi) — бригадный генерал
- Бертран, Антуан Жозеф (Antoine Joseph Bertrand) — бригадный генерал
- Бертран, Эдме Виктор (Edmé Victor Bertrand) — бригадный генерал
- Бертран, Анри Гасьен (Henri Gatien Bertrand) — дивизионный генерал
- Бертран де Сивре, Луи (Louis Bertrand de Sivray) — бригадный генерал
- Бертье, Леопольд (Victor Léopold Berthier) — дивизионный генерал
- Бертье, Луи Александр (Louis-Alexandre Berthier) — маршал Империи
- Бертье де Берлюи, Луи Сезар Габриель (Louis César Gabriel Berthier de Berluy) — дивизионный генерал
- Бертен, Николя (Nicolas Bertin) — бригадный генерал
- Бесс, Марсьяль (Martial Besse) — бригадный генерал
- Бессьер, Бертран (Bertrand Bessières) — дивизионный генерал
- Бессьер, Франсуа (François Bessières) — бригадный генерал
- Бессьер, Жан-Батист (Jean-Baptiste Bessières) — маршал Империи
- Бетей, Жан Алексис (Jean Alexis Béteille) — бригадный генерал
- Беше де Леокур, Луи Самюэль Альбер Дезире (Louis Samuel Albert Désiré Béchet de Léocour) — дивизионный генерал
- Бешо, Жан-Пьер (Jean-Pierre Béchaud) — бригадный генерал

### Бё
- Бёрне, Жан Давид (Jean David Boerner) — бригадный генерал
- Бёре, Жорж Эмманюэль (Georges Emmanuel Beuret) — дивизионный генерал

### Би
- Бигарре, Огюст Жюльен (Auguste Julien Bigarré) — дивизионный генерал
- Бидуа, Жак (Jacques Bidoit) — бригадный генерал
- Бизане, Гилен Лоран (Guilin Laurent Bizanet) — дивизионный генерал
- Бикилей, Пьер Мари (Pierre Marie Bicquilley) — бригадный генерал
- Бильяр, Пьер Жозеф (Pierre Joseph Billard) — дивизионный генерал
- Бино, Луи Франсуа (Louis François Binot) — бригадный генерал
- Бине де Марконье, Пьер-Луи (Pierre-Louis Binet de Marcognet) — дивизионный генерал
- Биссон, Батист Пьер Франсуа Жан Гаспар (Baptiste Pierre François Jean Gaspard Bisson) — дивизионный генерал

### Бл
- Блан (Леблан), Жан-Жак (Jean-Jacques Blanc, dit Leblanc) — бригадный генерал
- Блан (Леблан), Клод Мари-Жозеф (Claude Marie-Joseph Blanc, dit Leblanc) — бригадный генерал
- Бланден де Шален, Шарль Этьен Гийом (Charles Étienne Guillaume Blandin de Chalein) — бригадный генерал
- Бланкар, Амабль Ги (Amable Guy Blancard) — бригадный генерал
- Блен, Анж Франсуа (Ange François Blein) — бригадный генерал
- Блондо, Жак (Jacques Blondeau) — бригадный генерал
- Блондо дю Фэй, Антуан Франсуа Раймон (Antoine François Raymond Blondeau du Fays) — бригадный генерал
- Блосс, Луи (Louis Blosse) — бригадный генерал

### Бо
- Бове, Луи Жак (Louis Jacques Beauvais) — бригадный генерал
- Бове де Прео, Шарль Теодор (Charles Théodore Beauvais de Préau) — бригадный генерал
- Богарне, Евгений (Eugène-Rose de Beauharnais) — дивизионный генерал
- Бодлен, Пьер (Pierre Bodelin) — бригадный генерал
- Бодо, Огюст Николя (Auguste Nicolas Baudot) — бригадный генерал
- Бодюи, Луи Александр Амели (Louis Alexandre Amélie Bauduy) — марешаль де камп
- Бодюэн, Пьер Франсуа (Pierre François Bauduin) — бригадный генерал
- Бомон, Марк-Антуан (Marc-Antoine de Beaumont) — дивизионный генерал
- Бон, Луи Андре (Louis André Bon) — дивизионный генерал
- Бон д'Этурнель, Кристоф (Christophe Bon d’Estournelles) — бригадный генерал
- Бонами де Бельфонтен, Шарль Огюст Жан-Батист Луи-Жозеф (Charles Auguste Jean-Baptiste Louis-Joseph Bonnamy de Bellefontaine) — бригадный генерал
- Бонапарт, Жером (Jérôme Bonaparte) — дивизионный генерал
- Бонапарт, Жозеф (Joseph Bonaparte) — дивизионный генерал
- Бонапарт, Луи (Louis Bonaparte) — дивизионный генерал
- Бони́, Франсуа (François Bony) — бригадный генерал
- Боннар, Шарль Робер Андре (Charles Robert André Bonnard) — бригадный генерал
- Боннар, Энемон (Ennemond Bonnard) — бригадный генерал
- Боннафу де Каминель, Жан-Батист (Jean-Baptiste Bonnafoux de Caminel) — бригадный генерал
- Боннемен, Пьер (Pierre Bonnemains) — дивизионный генерал
- Бонно, Жак-Филипп (Jacques-Philippe Bonnaud) — дивизионный генерал
- Бонне, Александр Франсуа Серафен (Alexandre François Séraphin Bonnet) — бригадный генерал
- Боне, Жан Пьер Франсуа (Jean Pierre François Bonet) — дивизионный генерал
- Бонне, Франсуа Антуан (François Antoine Bonnet) — бригадный генерал
- Бонне де Труафонтен, Жак (Jacques Bonnay de Troisfontaines) — бригадный генерал
- Боннэр, Жан Жерар (Jean-Gérard Bonnaire) — бригадный генерал
- Боннэр, Луи (Louis Bonnaire) — дивизионный генерал
- Бонтам, Франсуа (François Bontemps) — бригадный генерал
- Бонте, Мишель Луи Жозеф (Michel Louis Joseph Bonté) — дивизионный генерал
- Боне дю Лува де Шамполлон, Гаспар Адриан (Gaspard Adrien Bonet du Louvat de Champollon) — дивизионный генерал
- Боргез(е), Франсуа Кажетан Доминик Филипп Андре Антуан Венсан Николя Луи Гаспар Мельшиор Бальтазар (François Cajetan Dominique Philippe André Antoine Vincent Nicolas Louis Gaspard Melchior Balthazard Borghèse) — дивизионный генерал
- Бори де Кастельпер, Пьер Оноре (Pierre Honoré Bories de Castelpers) — бригадный генерал
- Боро́, Жан-Батист Шарль (Jean-Baptiste Charles Baurot) — бригадный генерал
- Боррелли́, Шарль Люк Полин Клеман (Charles Luc Paulin Clément Borrelli) — дивизионный генерал
- Боррель, Жан-Батист Жозеф Ноэль (Jean-Baptiste Joseph Noël Borrel) — бригадный генерал
- Бото-Дюмениль, Жак Мари (Jacques Marie Botot-Dumesnil) — бригадный генерал
- Ботта́, Пьер-Поль (Pierre-Paul Botta) — бригадный генерал
- Бофор де Ториньи, Жан-Батист Бофоль (Jean-Baptiste Beaufol Beaufort de Thorigny) — бригадный генерал

### Бр
- Брайе, Мишель Сильвестр (Michel Silvestre Brayer) — дивизионный генерал
- Брессан, Жозеф (Joseph Breissand) — бригадный генерал
- Брен, Жак Франсуа (Jacques François Brun) — бригадный генерал
- Брен, Жан Антуан (Jean Antoine Brun) — бригадный генерал
- Брен (Лебрен), Клод Луи (Claude Louis Brun, dit Lebrun) — бригадный генерал
- Брен де Вильре, Луи Бертран Пьер (Louis Bertrand Pierre Brun de Villeret) — дивизионный генерал
- Брессон де Вальмабель, Жан-Пьер Александр (Jean-Pierre Alexandre Bresson de Valmabelle) — бригадный генерал
- Бретон (Бертон), Жан-Батист (Jean-Baptiste Breton, dit Berton) — бригадный генерал
- Брёнье-Монморан, Антуан Франсуа (Antoine François Brenier-Montmorand) — дивизионный генерал
- Брис Монтиньи, Луи-Адриан (Louis-Adrien Brice Montigny) — дивизионный генерал
- Бриссе де Монбрен де Помаред (Hugues Brisset de Montbrun de Pomarède) — бригадный генерал
- Бриш, Андре Луи Элизабет Мари (André Louis Elisabeth Marie Briche) — дивизионный генерал
- Брон де Байи, Андре Франсуа (André François Bron de Bailly) — бригадный генерал
- Брониковски, Николя (Nicolas Bronikowski) — дивизионный генерал
- Бруар, Этьен (Étienne Brouard) — бригадный генерал
- Бруссье, Жан-Батист (Jean-Baptiste Broussier) — дивизионный генерал
- Брюйер, Жан Пьер Жозеф (Jean Pierre Joseph Bruguière, dit Bruyère(s)) — дивизионный генерал
- Брюле, Николя (Nicolas Brulé) — бригадный генерал
- Брюн, Гийом Мари-Анн (Guillaume Marie-Anne Brune) — маршал Империи
- Брюни, Жан-Батист (Jean-Baptiste Bruny) — бригадный генерал
- Брюно, Франсуа-Ксавье (François-Xavier Bruno) — бригадный генерал
- Брюнто де Сент-Сюзанн, Жильбер Жозеф Мартен (Gilles Joseph Martin Bruneteau) — дивизионный генерал
- Брюне, Жан-Батист (Jean-Baptiste Brunet) — дивизионный генерал
- Брюне, Жан-Батист Гаспар (Gaspard Jean-Baptiste Brunet) — дивизионный генерал
- Брюс, Давид Андрикьюс (David Hendrikius Bruce) — бригадный генерал

### Бу
- Буа, Луи Франсуа (Louis François Boy) — бригадный генерал
- Буавен, Жак Дени́ (Jacques Denis Boivin) — бригадный генерал
- Буавен де ля Мартиньер, Гийом (Guillaume Boyvin de La Martinière) — бригадный генерал
- Буайе, Жак (Jacques Boyé) — бригадный генерал
- Буайе, Шарль Жозеф (Charles Joseph Boyé) — бригадный генерал
- Буайе, Анри Жак Жан (Henri Jacques Jean Boyer) — бригадный генерал
- Буайе, Жан-Батист Николя Анри (Jean-Baptiste Nicolas Henri Boyer) — бригадный генерал
- Буайе, Жозеф (Joseph Boyer) — бригадный генерал
- Буайе, Пьер Франсуа Жозеф (Pierre François Xavier Boyer) — дивизионный генерал
- Буайе де Ребваль, Жозеф (Joseph Boyer de Rébeval) — дивизионный генерал
- Буало, Жан (Jean Boillaud) — бригадный генерал
- Буальдьё, Луи Леже (Louis Léger Boyeldieu) — дивизионный генерал
- Бувар, Жан Луи Элуа (Jean Louis Éloi Bouvard) — бригадный генерал
- Бувье дез Эклаз, Жозеф (Joseph Bouvier des Eclaz) — бригадный генерал
- Буде, Жан (Jean Boudet) — дивизионный генерал
- Будинон-Вальде́к, Жан-Клод (Jean-Claude Boudinhon-Valdec) — бригадный генерал
- Буден, Жак Жан-Мари Франсуа (Jacques Jean-Marie François Boudin) — дивизионный генерал
- Буден де Ровиль, Франсуа Луи (François Louis Boudin de Roville) — бригадный генерал
- Букре, Жан-Пьер (Jean-Pierre Boucret) — дивизионный генерал
- Буланже, Серве Бодуэн (Servais Beaudouin Boulanger) — бригадный генерал
- Булар, Жан-Франсуа (Jean-François Boulard) — бригадный генерал
- Бульнуа, Луи Жак Франсуа (Louis Jacques François Boulnois) — дивизионный генерал
- Бурдуа де Шамфор, Эдме Мартен (Edmé Martin Bourdois de Champfort) — бригадный генерал
- Буржа, Жан-Доминик (Jean-Dominique Bourgeat) — бригадный генерал
- Буржуа, Шарль-Франсуа (Charles François Bourgeois) — бригадный генерал
- Бурк, Жан Раймон Шарль (Jean Raymond Charles Bourke) — дивизионный генерал
- Бурсье, Франсуа Антуан Луи (François Antoine Louis Bourcier) — дивизионный генерал
- Буссар, Андре Жозеф (André Joseph Boussart) — дивизионный генерал
- Буссар, Жан-Батист (Jean-Baptiste Boussard) — бригадный генерал
- Буссон, Иньяс Франсуа (Ignace François Bousson) — бригадный генерал
- Бутарель де Ланжероль, Жильбер (Gilbert Boutarel de Langerolle) — бригадный генерал
- Бутто, Жан-Филипп (Jean-Philippe Boutteaux) — бригадный генерал
- Буше, Бенуа Луи (Benoît Louis Bouchet) — дивизионный генерал
- Бушель Меранвё, Жан-Франсуа (Jean-François Bouchel Merenveüe) — дивизионный генерал
- Бушю, Франсуа Луи (François Louis Bouchu) — дивизионный генерал
- Буэн де Мариньи, Жан Фортюне (Jean Fortuné Boüin de Marigny) — бригадный генерал

### Бь-Бю
- Бьянвеню дю Пюже, Иларион Поль Франсуа (Hilarion Paul François Bienvenu du Puget) — дивизионный генерал
- Бюже, Клод Жозеф (Claude Joseph Buget) — дивизионный генерал
- Бюке, Шарль Жозеф (Charles Joseph Buquet) — бригадный генерал
- Бюке, Луи Леопольд (Louis Léopold Buquet) — бригадный генерал
- Бюрт, Андре (André Burthe) — бригадный генерал
- Бютро, Жак (Jacques Butraud) — бригадный генерал
- Бюх(ш)ольд (Бухольд), Шарль Андре (Charles André Buchold) — бригадный генерал
- Бюше, Жак Бонавантюр (Jacques Bonaventure Buchet) — бригадный генерал

## В

### Ва
- Вайан, Жан-Батист (Jean-Baptiste Vaillant) — бригадный генерал
- Валантен, Франсуа (François Valentin) — бригадный генерал
- Валлен, Луи (Louis Vallin) — дивизионный генерал
- Валье де Лаперуз, Габриель Теодор (Gabriel Théodore Vallier de Lapeyrouse) — бригадный генерал
- Вальтер, Фредерик Анри (Frédéric Henri Walther) — дивизионный генерал
- Вальтер, Франсуа (François Valterre) — бригадный генерал
- Вальто, Жан Андре (Jean André Valletaux) — бригадный генерал
- Вальфрамбер, Поль Изаи (Исаия) (Paul Isaïe Valframbert) — бригадный генерал
- Валюбер, Жан-Мари Меллон Роже (Jean-Marie Mellon Roger Valhubert) —  бригадный генерал
- Ван Дедем ван дер Гельдер, Антуан Бодуэн Гисбер (Antoine Baudoin Gisbert Van de Dedem van de Gelder) — дивизионный генерал
- Ван Мерлан, Жан Батист (Jean Baptiste Van Merlen) — бригадный генерал
- Ван Риссель, Альбер (Albert Van Ryssel) — бригадный генерал
- Ван Сандик, Онно Ксавье (Onno Xavier Van Sandick) — бригадный генерал
- Ван Эльдан (Хельден), Адриан (Adrien Van Helden) — бригадный генерал
- Вандам, Жозеф Доминик Рене, граф де Юнсебург (Dominique-Joseph René Vandamme, comte d’Unseburg) — дивизионный генерал
- Вандермезан, Любен Мартен (Lubin Martin Vandermaesen) — дивизионный генерал
- Вард, Жан Тома (Jean Thomas Ward) — бригадный генерал
- Варе, Луи-При (Louis-Prix Varé) — бригадный генерал
- Варель де Бовуар, Николя Даниэль (Nicolas Daniel Warel de Beauvoir) — дивизионный генерал
- Варен, Жан-Пьер (Jean-Pierre Varin) — бригадный генерал
- Варнессон де Граншан, Жан-Батист (Jean-Baptiste Warnesson de Grandchamps) — бригадный генерал
- Васро, Луи (Louis Vasserot) — дивизионный генерал
- Ватрен, Франсуа (François Watrin) — дивизионный генерал
- Ватье, Пьер (генерал) (Pierre Watier) — дивизионный генерал
- Ватье, Франсуа Изидор (François Isidore Wathiez) — дивизионный генерал
- Вашо, Марсьяль (Martial Vachot) — дивизионный генерал
- Вашо, Франсуа (François Vachot) — бригадный генерал

### Ве
- Ведель, Доминик Оноре Антуан (Dominique Honoré Antoine Vedel) — дивизионный генерал
- Везю, Клод (Claude Vezu) — дивизионный генерал
- Венанс, Луи Леонар Антуан Жозеф Гаспар (Louis Léonard Antoine Joseph Gaspard Venance) — дивизионный генерал
- Венсан, Юмбер Мари (Humbert Marie Vincent) — бригадный генерал
- Венсан, Люк Антуан (Luc Antoine Vincent) — бригадный генерал
- Венсан, Реми (Rémy Vincent) — дивизионный генерал
- Вердье, Жан Антуан (Jean Antoine Verdier) — дивизионный генерал
- Верже-Дюбаро (Верже-Дебарро), Пьер Франсуа (Pierre François Verger-Dubareau, dit Verger-Desbarreaux) — бригадный генерал
- Верже, Жан-Мари (Jean-Marie Vergez) — бригадный генерал
- Верле, Франсуа Жан (François Jean Werlé) — бригадный генерал
- Верн, Пьер Франсуа (Pierre François Verne) — бригадный генерал
- Вернеке, Жан Гийом Кретьен (Jean Guillaume Chrétien Wernecke) — бригадный генерал
- Вернь, Жак Поль (Jacques Paul Vergnes) — бригадный генерал
- Вернье, Франсуа (François Vernier) — бригадный генерал
- Вернье (Верни), Сезар (César Verny, dit Vernier) — бригадный генерал
- Вестерманн, Франсуа-Жозеф (François-Joseph Westermann) — бригадный генерал

### Ви
- Виала, Себастьян (Sébastien Viala) — бригадный генерал
- Виалан, Жан-Батист Теодор (Jean-Baptiste Théodore Vialanes) — бригадный генерал
- Виаль, Оноре (Honoré Vial) — дивизионный генерал
- Виаль, Жак Лоран Луи Огюстен (Jacques Laurent Louis Augustin Vial) — дивизионный генерал
- Виаль, Пьер (Pierre Vialle) — дивизионный генерал
- Виаль д’Але, Шарль Гийом (Charles Guillaume Vial d’Alais) — бригадный генерал
- Вивьес, Гийом Раймон Аман (Guillaume Raymond Amant Viviès) — бригадный генерал
- Видало дю Сира, Пьер Мари Габриель (Pierre Marie Gabriel Vidalot du Sirat) — бригадный генерал
- Виктор, Клод-Виктор Перрен (Claude-Victor Perrin, dit Victor) — маршал Империи
- Виллатт, Эжен-Казимир (Eugène-Casimir Villatte) — дивизионный генерал
- Виллат, Жан-Луи (Jean-Louis Villatte) — бригадный генерал
- Вилло, Жан Жозеф (Jean Joseph Villot) — бригадный генерал
- Вилло (де Ля Тур), Мишель (Michel Villot, dit de La Tour) — бригадный генерал
- Вилло, Амеде (Amédée Willot) — дивизионный генерал
- Вильхорски, Жозеф (Joseph Wielhorski de Kierdeja) — дивизионный генерал
- Вимё, Луи Антуан (Louis Antoine Vimeux) — дивизионный генерал
- Вино, Жильбер Жюлиан (Gilbert Julian Vinot) — бригадный генерал
- Винь, Франсуа Феликс (François Félix Vignes) — бригадный генерал
- Виньоль, Мартен (Martin Vignolle) — дивизионный генерал
- Вирион, Луи (Louis Wirion) — бригадный генерал
- Виро де Сомбрёй, Франсуа Шарль (François Charles Vireau de Sombreuil) — дивизионный генерал
- Виталь, Этьен Луи (Étienne Louis Vital) — бригадный генерал
- Витенгофф, Жорж Мишель (Georges Michel Vietinghoff) — дивизионный генерал[3]
- Виш, Жан-Кристоф (Jean-Christophe Wisch) — дивизионный генерал
- Вишери, Луи Жозеф (Louis Joseph Vichery) — дивизионный генерал

### Во-Ву
- Во, Антуан Жозеф (Antoine Joseph Veaux) — дивизионный генерал
- Вольф, Марк Франсуа Жером (Marc François Jérôme Wolff) — дивизионный генерал
- Вондервейдт, Франсуа Пьер Феликс (François Pierre Félix Vonderweidt) — бригадный генерал
- Вондервейдт, Мари Жозеф Серион Алексис (Marie Joseph Serion Alexis Vonderweidt) — бригадный генерал
- Воэ, Жоан Андрик (Johann Hendrick Voet) — дивизионный генерал
- Вуймон де Вивье, Арман Николя (Armand Nicolas Wouillemont de Vivier) — бригадный генерал
- Вуалло, Жан-Батист (Jean-Baptiste Voillot) — бригадный генерал
- Вуллан, Александр (Alexandre Voulland) — дивизионный генерал

## Г

### Га-Ге
- Газан, Оноре Теодор Максим (Honoré Théodore Maxime Gazan) — дивизионный генерал
- Галлуа, Антуан Пьер (Antoine Pierre Gallois) — бригадный генерал
- Гальбо-Дюфор, Франсуа Тома (François Thomas Galbaud-Dufort) — бригадный генерал
- Гальдемар, Анн Жак Жан Луи (Anne Jacques Jean Louis Galdemar) — бригадный генерал
- Гамбен, Жан Юг (Jean Hugues Gambin) — бригадный генерал
- Ганье, Матюрен (Mathurin Gasnier) — бригадный генерал
- Гарб, Мари Теодор Юрбен (Marie Théodore Urbain Garbe) — дивизионный генерал
- Гардан, Клод Матьё (Claude Mathieu de Gardane) — бригадный генерал
- Гарданн, Гаспар Амеде (Gaspard Amédée Gardanne) — дивизионный генерал
- Гардера, Жан (Jean Garderat) — бригадный генерал
- Гарнье, Пьер Доминик (Pierre Dominique Garnier) — дивизионный генерал
- Гаро, Луи (Louis Gareau) — бригадный генерал
- Гаске, Жозеф (Joseph Gasquet) — бригадный генерал
- Гаше де Сент-Сюзанн, Жан Эдме Франсуа (Jean Edmé François Gachet de Sainte-Suzanne) — бригадный генерал
- Ге, Луи (Louis Gay) — бригадный генерал
- Гейдан, Пьер (Pierre Gueydan) — бригадный генерал
- Гейо де Селон, Луи Жан (Louis Jean Gayault de Celon) — бригадный генерал
- Генон-Дешам, Жан-Луи Шарль Виктор (Jean-Louis Charles Victor Guesnon-Deschamps) — бригадный генерал
- Герен, Жак Жюльен (Jacques Julien Guérin) — бригадный генерал
- Герен д’Этокиньи, Франсуа (François Guérin d’Etoquigny) — дивизионный генерал
- Герио де Сен-Мартен, Николя Луи (Nicolas Louis Guériot de Saint-Martin) — бригадный генерал
- Геэнёк, Шарль Луи Жозеф Оливье (Charles Louis Joseph Olivier Gueheneuc) — дивизионный генерал

### Ги
- Гидаль, Эмманюэль Максимилиен Жозеф (Emmanuel Maximilien Joseph Guidal) — бригадный генерал
- Гиё, Жан Жозеф (Jean Joseph Guieu) — дивизионный генерал
- Гийе, Пьер-Жозеф (Pierre-Joseph Guillet) — бригадный генерал
- Гийемино, Арман Шарль (Armand Charles Guilleminot) — дивизионный генерал
- Гийме, Жан-Пьер (Jean-Pierre Guillemet) — бригадный генерал
- Гийо, Абель Жозеф (Abel Joseph Guillot) — бригадный генерал
- Гийо, Франсуа Жиль (François Gilles Guillot) — бригадный генерал
- Гийо де Лакур, Николя Бернар (Nicolas Bernard Guiot de Lacour) — дивизионный генерал
- Гийо дю Репер, Жан (Jean Guiot du Repaire) — бригадный генерал
- Гийом, Жозеф (Joseph Guillaume) — бригадный генерал
- Гийом де Водонкур, Фредерик Франсуа (Frédéric François Guillaume de Vaudoncourt) — бригадный генерал
- Гине, Андре (André Guinet) — бригадный генерал
- Гискар де Бар, Жорж (Georges Guiscard de Bar) — бригадный генерал
- Гитон, Мари Адриан Франсуа (Marie Adrien François Guiton) — бригадный генерал

### Го
- Го, Бенжамен (Benjamin Gault) — бригадный генерал
- Гобрехт, Мартен Шарль (Martin Charles Gobrecht) — дивизионный генерал
- Гобер, Жак Николя (Jacques Nicolas Gobert) — дивизионный генерал
- Гоге, Жак Жиль Анри (Jacques Gilles Henri Goguet) — дивизионный генерал
- Гоге, Луи Антуан Васт Вит (Louis Antoine Vast Vite Goguet) — бригадный генерал
- Гогендорп, Дирк ван (Dirk van Hogendorp) — дивизионный генерал
- Говилье, Жан-Мари Гаспар (Jean-Marie Gaspard Gauvilliers) — дивизионный генерал
- Годар, Рош (Roch Godart) — бригадный генерал
- Годе, Филибер (Philibert Gaudet) — бригадный генерал
- Годен, Жан-Оливье (Jean-Olivier Gaudin) — бригадный генерал
- Годино, Део Грасья Николя (Deo Gratias Nicolas Godinot) — дивизионный генерал
- Гондалье де Тюни, Николя Франсуа Терез (Nicolas François Thérèse Gondallier de Tugny) — бригадный генерал
- Гори, Жером Жозеф (Jérôme Joseph Goris) — бригадный генерал
- Госс, Франсуа Клод (François Claude Gosse) — бригадный генерал
- Госсар, Луи Мари (Louis Marie Gaussart) — бригадный генерал
- Готрен, Пьер Эдме (Pierre Edmé Gautherin) — дивизионный генерал
- Готье, Жан-Жозеф (Jean-Joseph Gauthier) — бригадный генерал
- Готье, Николя Иасент (Nicolas Hyacinthe Gautier) — бригадный генерал
- Готье (Леклерк), Жан-Пьер (Jean-Pierre Gauthier, dit Leclerc) — бригадный генерал
- Готье, Этьен (Étienne Gauthier) — бригадный генерал
- Готье де Кервёген, Поль Луи (Paul Louis Gaultier de Kerveguen) — дивизионный генерал
- Готье де Монжеру, Андре Мари (André Marie Gautier de Montgeroult) — бригадный генерал
- Готье де Мюрнан, Жан-Бернар (Jean-Bernard Gauthier de Murnan) — бригадный генерал
- Гофрен де Понтиф, Жан Фре(д) (Jean Fred Godfrin de Pontif) — дивизионный генерал
- Гоффар, Жан-Клод (Jean-Claude Goffard) — бригадный генерал
- Гош, Луи Лазар (Louis Lazare Hoche) — дивизионный генерал

### Гр
- Грандо, Луи Жозеф (Louis Joseph Grandeau) — дивизионный генерал
- Гранжан, Бальтазар (Balthazard Grandjean) — бригадный генерал
- Гранжан, Жан Себастьян (Jean Sébastien Grandjean) — бригадный генерал
- Гранжан, Шарль Луи Дьёдонне (Charles Louis Dieudonné Grandjean) — дивизионный генерал
- Гранжере, Жан (Jean Grangeret) — бригадный генерал
- Гранжье де Ла Ферьер, Шарль (Charles Grangier de La Ferrière) — бригадный генерал
- Грасьен, Пьер Гийом (Pierre Guillaume Gratien) — дивизионный генерал
- Грате, Франсуа-Жозеф (François-Joseph Gratet) — дивизионный генерал
- Грендорж, Жан-Франсуа (Jean-François Graindorge) — бригадный генерал
- Гренье, Жан Жорж (Jean Georges Grenier) — бригадный генерал
- Гренье, Поль (Paul Grenier) — дивизионный генерал
- Грийо, Реми (Rémy Grillot) — бригадный генерал
- Гриньи, Ашиль Клод Мари Тосип (Achille Claude Marie Tocip Grigny) — бригадный генерал
- Гриньон, Луи (Louis Grignon) — бригадный генерал
- Гро, Жан Луи (Jean Louis Gros) — бригадный генерал
- Гробон, Пьер Андре (Pierre André Grobon) — бригадный генерал
- Громар, Жан Гастон Кентен (Jean Gaston Quentin Gromard) — дивизионный генерал
- Груан, Жозеф (Joseph Groisne) — бригадный генерал
- Грувель, Франсуа (François Grouvel) — дивизионный генерал
- Груши, Эмманюэль (Emmanuel de Grouchy) — маршал Империи
- Грезьё, Пьер Жозеф Берардье (Pierre Joseph Bérardier Grézieu) — бригадный генерал
- Грессо, Франсуа Жозеф Фидель (François Joseph Fidèle Gressot) — бригадный генерал
- Грюарде, Николя (Nicolas Gruardet) — бригадный генерал
- Грюйе, Антуан (Antoine Gruyer) — бригадный генерал
- Грюндлер, Луи Себастьян (Louis Sébastien Grundler) — дивизионный генерал

### Гу-Гю
- Гувьон, Луи Жан-Батист (Louis Jean-Baptiste Gouvion) — дивизионный генерал
- Гуге, Сибар Флоримон (Cybard Florimond Gouguet) — бригадный генерал
- Гужло, Жан-Флоримон (Jean-Florimond Gougelot) — бригадный генерал
- Гуллю, Франсуа (François Goullus) — бригадный генерал
- Гурго, Гаспар (Gaspard Gourgaud) — дивизионный генерал
- Гуре (Вильмонте), Луи Анн Мари (Louis Anne Marie Gouré, dit Villemontée) — бригадный генерал
- Гюден де ла Бардельер, Пьер Сезар (Pierre César Gudin des Bardelières) — дивизионный генерал
- Гюден де ла Саблоньер, Шарль Этьен (Charles Étienne Gudin de la Sablonnière) — дивизионный генерал
- Гюйарде, Пьер Жюль Сезар (Pierre Jules César Guyardet) — бригадный генерал
- Гюйе, Николя Филипп (Nicolas Philippe Guye) — бригадный генерал
- Гюйо, Клод Этьен (Claude Étienne Guyot) — дивизионный генерал
- Гюйо, Этьен (Étienne Guyot) — бригадный генерал
- Гюйон, Клод Раймон (Claude Raymond Guyon) — бригадный генерал
- Гюйонно де Памбур, Франсуа Алексис (François Alexis Guyonneau de Pambour) — бригадный генерал

## Д

### Д'
- Д'Абовиль, Огюстен Габриэль (Augustin Gabriel d’Aboville) — бригадный генерал
- Д'Абовиль, Огюстен Мари (Augustin Marie d’Aboville) — бригадный генерал
- Д'Абовиль, Франсуа Мари (François Marie d’Aboville) — дивизионный генерал
- Д’Авранж д’Ожранвиль, Франсуа (François d’Avranges d’Haugeranville) — бригадный генерал
- Д'Агу, Пьер Николя (Pierre Nicolas d’Agoult) — бригадный генерал
- Д'Альбиньяк, Луи Александр (Louis Alexandre d’Albignac) — дивизионный генерал
- Д'Альбиньяк, Филипп Франсуа Мори́с (Philippe François Maurice d’Albignac) — бригадный генерал
- Д'Альмейда, Пьер (Pierre d’Almeïda) — дивизионный генерал
- Д'Ансельм, Жак Бернар Модест (Jacques Bernard Modeste d’Anselme) — дивизионный генерал
- Д'Антуар де Вренкур, Шарль Николя (Charles Nicolas d’Anthouard de Vraincourt) — дивизионный генерал
- Д’Арамбюр, Луи Франсуа Александр (Louis François Alexandre d’Harambure) — дивизионный генерал
- Д'Арбонно, Матьё Жозеф (Mathieu Joseph d’Arbonneau) — бригадный генерал
- Д'Арбуа де Жюбенвиль, Жозеф Луи (Joseph Louis d’Arbois de Jubainville) — бригадный генерал
- Д'Аргубе, Жан (Jean d’Argoubet) — бригадный генерал
- Д’Аржанвилье, Жозеф Этьен Тимолеон (Joseph Étienne Timoléon d’Hargenvilliers) — бригадный генерал
- Д'Арланд де Сальтон, Луи Франсуа Пьер (Louis François Pierre d’Arlandes de Salton) — бригадный генерал
- Д'Арно, Пьер Луи (Pierre Louis d’Arnauld) — бригадный генерал
- Д'Арьюль, Жан-Люк (Jean-Luc d’Arriule) — дивизионный генерал
- Д'Арю де Гранпре, Луи (Louis d’Arut de Grandpré) — дивизионный генерал
- Д’Астрель де Ривду, Этьен (Étienne d’Hastrel de Rivedoux) — дивизионный генерал
- Д’Изамбур, Шарль Фредерик Луи Морис (Charles Frédéric Louis Maurice d’Isemburg) — бригадный генерал
- Д’Иллер де Шамвер, Франсуа (François d’Hillaire de Chamvert) — бригадный генерал
- Д'Обержон, Антуан Виктор Огюстен (Antoine Victor Augustin d’Auberjon) — бригадный генерал
- Д’Ольер де Сент-Мем, Жан-Батист Луи Филипп Феликс (Jean-Baptiste Louis Philippe Félix d’Ollières de Sainte-Maime comte du Muy) — дивизионный генерал
- Д’Опуль, Жан Жозеф Анж (Jean Joseph Ange d’Hautpoul) — дивизионный генерал
- Д'Ориоль, Венсан (Vincent d’Auriol) — бригадный генерал
- Д’Орнано, Филипп Антуан (Philippe Antoine Ornano) — дивизионный генерал
- Д’Орсе, Жан-Франсуа Луи Мари Альбер (Jean-François Louis Marie Albert d’Orsay) — дивизионный генерал
- Д'Отанкур, Пьер (Pierre d’Autancourt) — бригадный генерал
- Д’Оффанстен (Оффенштейн), Франсуа-Жозеф (François-Joseph d’Offenstein) — дивизионный генерал (1793—1794); бригадный генерал (1807—1816)
- Д’Удето, Сезар Луи Мари Франсуа Анж (César Louis Marie François Ange d’Houdetot) — дивизионный генерал
- Д’Улланбур, Иньяс Лоран Жозеф Станислас (Ignace Laurent Joseph Stanislas d’Oullenbourg) — дивизионный генерал
- Д'Уст Юсташ Шарль Жозеф (Eustache Charles Joseph d’Aoust) — дивизионный генерал
- Д'Эгремон, Гийом Франсуа (Guillaume François d’Aigremont) — бригадный генерал
- Д’Эдувиль, Габриэль Мари Жозеф Теодор (Gabriel Marie Joseph Théodore d’Hédouville) — дивизионный генерал
- Д’Экзеа, Мари Сипион (Marie Scipion d’Exéa) — бригадный генерал
- Д’Эльбе де Ля Саблоньер, Франсуа Анри (François Henri d’Elbée de La Sablonière) — бригадный генерал
- Д’Энезель де Вальруа, Шарль Николя Антуан (Charles Nicolas Antoine d’Hennezel de Valleroy) — бригадный генерал
- Д’Энен, Франсуа Нивар Шарль Жозеф (François Nivard Charles Joseph d’Hénin) — дивизионный генерал
- Д’Эрлаш де Жеженсторфф, Шарль Луи (Charles Louis d’Erlach de Jegenstorff) — бригадный генерал
- д’Эскорш де Сент-Круа, Шарль Мари Робер (Charles Marie Robert d’Escorches de Sainte-Croix) — бригадный генерал
- Д’Эскорш де Сент-Круа, Мари Луи Анри (Marie Louis Henri d’Escorches de Sainte-Croix) — бригадный генерал
- Д'Эспань, Жан-Луи-Брижит (Jean Louis Brigitte Espagne) — дивизионный генерал
- Д’Эспарбе де Люссан (Jean Jacques Pierre d’Esparbès de Lussan) — дивизионный генерал
- Д’Эспинасси, Антуан Жозеф Мари (Antoine Joseph Marie d’Espinassy) — бригадный генерал
- Д’Эстко, Сикст (Sixte d’Estko) — бригадный генерал
- Д’Эстурмель, Луи Мари (Louis Marie d’Estourmel) — дивизионный генерал
- Д’Эстьен де Шоссгро де Лери, Франсуа-Жозеф (François Joseph d’Estienne de Chaussegros de Léry) — дивизионный генерал
- Д’Юр де Молан, Жозеф Франсуа Жан-Батист (Joseph François Jean-Baptiste d’Urre de Molans) — дивизионный генерал

### Да
- Дабади де Берне, Жан Мельшиор (Jean Melchior Dabadie de Bernet) — бригадный генерал
- Давен, Жан-Батист (Jean-Baptiste Davaine) — бригадный генерал
- Давен, Жан (Jean Davin) — бригадный генерал
- Дави, Жан Антуан (Jean Antoine David) — бригадный генерал
- Давизар, Жозеф Гийом (Joseph Guillaume Davisard) — бригадный генерал
- Даву, Луи Николя (Louis Nicolas d’Avout, dit Davout) — маршал Империи
- Даву, Луи Александр (Louis Alexandre Edme François Davout) — бригадный генерал
- Дагобер де Фонтенилль, Люк Симеон Огюст (Luc Siméon Auguste Dagobert de Fontenille) — дивизионный генерал
- Даземар, Жан-Жак (Jean-Jacques Dazémar) — бригадный генерал
- Далем, Жан-Батист (Jean-Baptiste Dalesme) — дивизионный генерал
- Дальманн, Николя (Nicolas Dahlmann) — бригадный генерал
- Дальмань, Клод (Claude Dallemagne) — дивизионный генерал
- Д’Альтон, Александр (Alexandre d’Alton) — дивизионный генерал
- Дамас, Франсуа Огюст (François Auguste Damas) — бригадный генерал
- Дамбовски, Луи Матьё (Louis Mathieu Dembowski) — бригадный генерал
- Данглар-Бассиньяк, Жан (Jean Danglars-Bassignac) — бригадный генерал
- Данделс, Херман Виллем (Herman Willem Daendels) — дивизионный генерал
- Данзель, Андре Шарль Эмманюэль (André Charles Emmanuel Danzel) — бригадный генерал
- Данзель, Жорж Фредерик (Georges Frédéric Dentzel) — бригадный генерал
- Даникан (Тевене), Луи Мишель Огюст (Louis Michel Auguste Thévenet, dit Danican) — бригадный генерал
- Данлу-Верден, Луи (Louis Danloup-Verdun) — бригадный генерал
- Дар д’Эспине, Луи Гаспар (Louis Gaspard Dard d’Espinay) — бригадный генерал
- Дарденн, Шарль Амбруаз (Charles Ambroise Dardenne) — бригадный генерал
- Даржио де ла Ферьер, Поль Луи (Paul Louis Dargiot de La Ferrière) — бригадный генерал
- Дарманьяк, Жан Бартелеми Клод Туссен (Jean Barthélemy Claude Toussaint Darmagnac) — дивизионный генерал
- Дарно, Жак (Jacques Darnaud) — дивизионный генерал
- Дарно, Жан Бонифас (Jean Boniface Darnaud) — бригадный генерал
- Дарнода, Анри Пьер (Henri Pierre Darnaudat) — бригадный генерал
- Даррико, Огюстен (Augustin Darricau) — дивизионный генерал
- Дарьюль, Жан-Люк (Jean-Lucq Darriule) — дивизионный генерал
- Дарю, Пьер-Антуан-Ноёль-Матье Брюно (Pierre-Antoine-Noël-Mathieu Bruno Daru) — генерал-интендант

### Де
- Де Ба де л'Ольн, Николя (Nicolas de Bas de L’Aulne) — бригадный генерал
- Де Байе де Латур, Луи Виллибро Антуан (Louis Willibrod Antoine de Baillet de Latour) — дивизионный генерал
- Де Бальби де Бертон де Крийон, Феликс Франсуа Дороте (Félix François Dorothée de Balbis de Berton de Crillon) — дивизионный генерал
- Де Бальби де Бертон де Крийон, Луи Пьер Ноляск (Louis Pierre Nolasque de Balbis de Berton de Crillon) — дивизионный генерал
- Де Бар, Жан-Франсуа (Jean-François de Bar) — бригадный генерал
- Де Барра, Поль Франсуа Жан Николя (Paul François Jean Nicolas de Barras) — дивизионный генерал
- Де Баразе, Жиль Жан Мари Ролан (Gilles Jean Marie Roland de Barazer) — бригадный генерал
- Де Бараль де Рошшинар, Андре Орас Франсуа (André Horace François de Barral de Rochechinard) — бригадный генерал
- Де Барбазан, Антуан Эдме Адам (Antoine Edme Adam de Barbazan) — бригадный генерал
- Де Барбо, Мари-Этьен (Marie Étienne de Barbot) — дивизионный генерал
- Де Баркье, Жозеф Давид (Joseph David de Barquier) — бригадный генерал
- Де Барро-Шампули де Мюратель, Дави Морис (David Maurice de Barreau-Champoulies de Muratel) — бригадный генерал
- Де Башарети де Бопюи, Мишель Арман (Michel Armand de Bacharetie de Beaupuy) — дивизионный генерал
- Де Беаг де Вильнёв, Жан Антуан Пьер (Jean Antoine Pierre de Behague de Villeneuve) — дивизионный генерал
- Де Белье, Клод (Claude de Beylié) — бригадный генерал
- Де Бессак, Жан Ромен Кониль (Jean Romain Conilh de Beyssac) — бригадный генерал
- Де Беллон де Сент-Маргерит, Луи Анри Шарль (Louis Henri Charles de Bellon de Sainte-Marguerite) — бригадный генерал
- Де Бельгран де Вобуа, Шарль Анри (Charles Henri de Belgrand de Vaubois) — дивизионный генерал
- Де Бельмонтр, Андре (André de Bellemontre) — бригадный генерал
- Де Бельэр, Антуан Александр Жюльен (Antoine Alexandre Julienne de Bellair) — бригадный генерал
- Де Беркейм, Сигизмон-Фредерик (Sigismond-Frédéric de Berckheim) — дивизионный генерал
- Де Бернерон, Бенуа Герен (Benoît Guérin de Berneron) — бригадный генерал
- Де Берю, Антуан Анн Лекур (Antoine Anne Lecourt de Béru) — дивизионный генерал
- Де Бессон, Жак (Jacques de Besson) — бригадный генерал
- Де Бетанкур, Антуан (Antoine de Béthencourt) — бригадный генерал
- Де Беффруа, Луи Поль (Louis Paul de Beffroy) — бригадный генерал
- Де Бёрманн, Фредерик Огюст (Frédéric Auguste de Beurmann) — бригадный генерал
- Де Бёрманн, Жан Эрне (Jean Ernest de Beurmann) — бригадный генерал
- Де Бёрнонвиль, Пьер Риэль (Pierre Riel de Beurnonville) — маршал Франции
- Де Бийи, Жан Луи (Jean Louis de Billy) — бригадный генерал
- Де Бланмон, Исидор Мари Пьер (Marie Pierre Isidore de Blanmont) — бригадный генерал
- Де Блотфиер, Пьер Луи (Pierre Louis de Blottefière) — бригадный генерал
- Де Блу де Шаденак, Жан-Антуан (Jean-Antoine de Blou de Chadenac) — дивизионный генерал
- Де Богарне, Александр Франсуа Мари (Alexandre François Marie de Beauharnais) — дивизионный генерал
- Де Бодине де Романе де Летранж, Луи Шарль Сезар (Louis Charles César de Beaudiné de Romanet de Lestranges) — бригадный генерал
- Де Бодр, Оливье Виктор (Oliver Victor de Beaudre ou de Baudre) — бригадный генерал
- Де Божё, Эдме Анри (Edme Henri de Beaujeu) — бригадный генерал
- Де Бонарди де Сен-Сюльпис, Раймон Гаспар (Raymond Gaspard de Bonardi de Saint-Sulpice) — дивизионный генерал
- Де Бонвуст, Шарль (Charles de Bonvoust) — бригадный генерал
- Де Бонгар, Жан-Франсуа Мари (Jean-François Marie de Bongard ou Bongars) — бригадный генерал
- Де Бонне д’Онниер, Жозеф Альфонс Иасент Александр (Joseph Alphonse Hyacinthe Alexandre de Bonnet d’Honnières) — бригадный генерал
- Де Борегар, Пьер Рафаэль Пайо (Pierre Raphaël Paillot de Beauregard) — дивизионный генерал
- Де Борегар, Шарль Виктор Вуаргар (Charles Victor Woirgard de Beauregard) — бригадный генерал
- Де Боссанкур, Франсуа (François de Baussancourt) — бригадный генерал
- Де Бофранше д'Эйя, Луи Шарль Антуан (Louis Charles Antoine de Beaufranchet d’Ayat) — бригадный генерал
- Де Брессоль де Сисе, Жан-Батист (Jean-Baptiste de Bressolles de Siscé) — бригадный генерал(Charles-Louis-Victor de Broglie)
- Де Брогли, Виктор-Франсуа (Victor-François de Broglie) — бригадный генерал
- Де Брюно, Адриан Франсуа (Adrien François de Bruno) — бригадный генерал
- Де Брюссель, Кристоф Жозеф (Christophe Joseph de Brusselles) — бригадный генерал
- Де Буажелен де Кердю, Жиль Доминик Жан Мари (Gilles Dominique Jean Marie de Boisgelin de Kerdu) — бригадный генерал
- Де Буасроль-Буавильер, Орель Жан (Aurèle Jean de Boisserolle-Boisvilliers) — бригадный генерал
- Де Буасси де Банн, Луи Режи (Louis Régis de Boissy de Bannes) — бригадный генерал
- Де Буассе, Жозеф Валериан (Joseph Valérian de Boisset) — бригадный генерал
- Де Буассьё, Анри Луи Огюстен (Henri Louis Augustin de Boissieu) — бригадный генерал
- Де Бубер-Мазенган, Александр Франсуа Жозеф (Alexandre François Joseph de Boubers-Mazingan) — бригадный генерал
- Де Буйе дю Шарьоль, Луи Жозеф Амур (Louis Joseph Amour de Bouillé du Chariol) — дивизионный генерал
- Де Булар, Анри Франсуа Мориль (Henri François Maurille de Boulard) — бригадный генерал
- Де Бюрси, Пьер Огюстен Франсуа (Pierre Augustin François de Burcy) — бригадный генерал
- Де Валетт, Антуан Жозеф Мари (Antoine Joseph Marie de Valette) — бригадный генерал
- Де Валори, Ги Луи Анри (Guy Louis Henri de Valory) — бригадный генерал
- Де Варенн, Мари Луи (Marie Louis de Varennes) — бригадный генерал
- Де Вашон де Бриансон, Франсуа (François de Vachon de Briançon) — дивизионный генерал
- Де Ведель, Эрхард Гюстав (Erhard Gustave de Wedel) — бригадный генерал
- Де Вержес, Франсуа (François de Vergès) — бригадный генерал
- Де Вилларе-Жуайёз, Жан-Мари (Jean-Marie de Villaret-Joyeuse) — бригадный генерал
- Де Вилье, Клод Жермен Луи (Claude Germain Louis de Villiers) — дивизионный генерал
- Де Вилькье, Луи Ги (Louis Guy de Villequier) — дивизионный генерал
- Де Вильон, Пьер Жюстен Маршан (Pierre Justin Marchand de Villionne) — бригадный генерал
- Де Вимёр де Рошамбо, Жан Мари Донасьен (Jean Marie Donatien de Vimeur de Rochambeau) — дивизионный генерал
- Де Вимпффен, Жорж Феликс (Georges Félix de Wimpffen) — дивизионный генерал
- Де Вимпффен де Борнебур, Франсуа Луи (François Louis de Wimpffen de Bornebourg) — дивизионный генерал
- Де Винеро дю Плесси Де Ришельё, Арман Дезире (Armand Désiré de Vignerot du Plessis de Richelieu) — бригадный генерал
- Де Володкович, Витольд Жан Анри (Vitold Jean Henri de Wolodkowicz, dit Jean Henri) — бригадный генерал
- Де Вофрлан-Пикатори, Ашиль Виктор Фортюне (Achille Victor Fortuné de Vaufreland-Piscatory) — бригадный генерал
- Де Вриньи, Дени Феликс (Denis Félix de Vrigny) — бригадный генерал
- Де Вьёссё, Жан-Луи (Jean-Louis de Vieusseux) — бригадный генерал
- Де Вьянте, Франсуа Пьер (François Pierre de Viantaix) — бригадный генерал
- Де Вюрмзер, Максимилиан Константен (Maximilien Constantin de Wurmser) — бригадный генерал
- Де Гассенди, Жан-Жак Базильян (Jean-Jacques Basilien de Gassendi) — дивизионный генерал
- Де Генан, Луи Шарль (Louis Charles de Guénand) — бригадный генерал
- Де Го де Фрежвиль, Шарль Луи Жозеф (Charles Louis Joseph de Gau de Fregeville) — дивизионный генерал
- Де Гонто-Бирон, Арман Луи (Armand Louis de Gontaut-Biron) — дивизионный генерал
- Де Грав, Пьер Мари (Pierre Marie de Grave) — дивизионный генерал
- Де Гранваль, Жан Анри Николя Ги (Jean Henri Guy Nicolas de Grandval) — дивизионный генерал
- Де Гримоар, Филипп Анри (Philippe Henri de Grimoard) — дивизионный генерал
- Де Гримоар де Бовуар дю Рур де Бомон, Николя Луи-Огюст (Nicolas Louis-Auguste de Grimoard de Beauvoir du Roure de Beaumont) — бригадный генерал
- Де Гуи, Луи Март (Louis Marthe de Gouy) — бригадный генерал
- Де Дамас, Франсуа-Этьен (François-Étienne de Damas) — дивизионный генерал
- Де Дампьер, Огюст Анри Мари Пико (Auguste Marie Henri Picot de Dampierre) — дивизионный генерал
- Де Дампьер, Ашиль Пьер Анри Пико (Achille Pierre Henri Picot de Dampierre) — бригадный генерал
- Де Диесбаш, Фредерик (Frédéric de Diesbach) — бригадный генерал
- Де Диесбаш, Родольф (Rodolphe de Diesbach) — бригадный генерал
- Де Дийон, Артур (Arthur de Dillon) — бригадный генерал
- Де Дийон, Теобальд (Theobald de Dillon) — бригадный генерал
- Де Доно, Фредерик Гийом (Frédéric Guillaume de Donop) — бригадный генерал
- Де Друа де Буссей, Жак Мари Шарль (Jacques Marie Charles de Drouâs de Boussey) — бригадный генерал
- Де Жеста, Себастьян Шарль Юбер (Sébastien Charles Hubert de Gestas) — бригадный генерал
- Де Жимель де Тюдей, Пьер (Pierre de Gimel de Tudeils) — дивизионный генерал
- Де Жокур, Арнай Франсуа (Arnail François de Jaucourt) — дивизионный генерал
- Де Жуффруа, Жан-Пьер (Jean-Pierre de Jouffroy) — бригадный генерал
- Де Жюржи де Ля Варенн, Луи Шарль (Louis Charles de Jurgy de La Varenne) — бригадный генерал
- Де Зиммерман, Кристиан Ноэль (Christian Noël de Zimmerman) — бригадный генерал
- Де Казабьянка, Жозеф Мари (Joseph Marie de Casabianca) — дивизионный генерал
- Де Казабьянка, Рафаэль (Raphaël de Casabianca) — дивизионный генерал
- Де Калон, Этьен Николя (Étienne Nicolas de Calon) — бригадный генерал
- Де Кампредон, Жак Давид Мартин (Jacques David Martin de Campredon) — дивизионный генерал
- Де Канкло, Жан Батист Камиль (Jean Baptiste Camille de Canclaux) — дивизионный генерал
- Де Каноль де Лекур, Шарль (Charles de Canolles de Lescours) — бригадный генерал
- Де Карль, Жак (Jacques de Carles) — дивизионный генерал
- Де Карове, Антуан Жан Анри Теодор (Antoine Jean Henri Théodore de Carové) — бригадный генерал
- Де Каррион де Локонд, Мартен Жан Франсуа (Martin Jean François de Carrion de Loscondes) — бригадный генерал
- Де Кастелла де Монтаньи, Симон Николя Константен (Simon Nicolas Constantin de Castella de Montagny) — бригадный генерал
- Де Кастеллан, Бонифас Луи Андре (Boniface Louis André de Castellane) — дивизионный генерал
- Де Каффарелли дю Фальга, Луи Мари Жозеф Максимилиан (Louis Marie Joseph Maximilien de Caffarelli du Falga) — бригадный генерал
- Де Каффарелли дю Фальга, Мари Франсуа Огюст (Marie François Auguste de Caffarelli du Falga) — дивизионный генерал
- Де Келен де Стюэ де Коссад, Поль Ив Бернар (Paul Yves Bernard de Quélen de Stuer de Caussade) — дивизионный генерал
- Де Керанвейе, Франсуа Николя Паскаль (François Nicolas Pascal de Kerenveyer) — дивизионный генерал
- Де Керверсо, Франсуа Мари Перишо (François Marie Périchon de Kerverseau) — бригадный генерал
- Де Кенделан, Жан (Jean de Kindelan) — дивизионный генерал
- Де Клозен, Жан Кристоф Луи Фредерик Иньяс (Jean Christophe Louis Frédéric Ignace de Closen) — бригадный генерал
- Де Ко де Блакто, Жан-Батист (Jean-Baptiste de Caux de Blacquetot) — дивизионный генерал
- Де Коленкур, Арман Огюстен Луи (Armand Augustin Louis de Caulaincourt) — дивизионный генерал
- Де Коленкур, Огюст Жан-Габриэль (Auguste Jean-Gabriel de Caulaincourt) — дивизионный генерал
- Де Коленкур, Габриэль Луи (Gabriel Louis de Caulaincourt) — дивизионный генерал
- Де Коллер, Жан Антуан (Jean Antoine de Collaert) — бригадный генерал
- Де Кольбер-Шабане, Луи Пьер Альфонс (Louis Pierre Alphonse de Colbert) — бригадный генерал
- Де Кольбер-Шабане, Огюст Франсуа-Мари (Auguste François-Marie de Colbert-Chabanais) — бригадный генерал
- Де Кольбер-Шабане, Пьер Давид (Pierre David de Colbert-Chabanais, dit Édouard de Colbert-Chabanais) — дивизионный генерал
- Де Корвен-Красински, Венсан (Vincent de Corvin-Krasinski) — дивизионный генерал
- Де Корпоранди д'Овар(э), Жозеф Гаспар (Joseph Gaspard de Corporandi d’Auvare) — дивизионный генерал
- Де Коссе, Луи Эркюль Тимолеон (Louis Hercule Timoléon de Cossé) — дивизионный генерал
- Де Коссон, Антуан Александр (Antoine Alexandre de Cosson) — бригадный генерал
- Де Коэорн, Луи Жак (Louis Jacques de Coehorn) — бригадный генерал
- Де Крюссоль д’Амбруаз, Анн Эмманюэль Франсуа Жорж (Anne Emmanuel François Georges de Crussol d’Ambroise) — дивизионный генерал
- Де Курпон, Жан Гийом (Jean Guillaume de Courpon) — бригадный генерал
- Де Куртен, Жан Антуан Адриан (Jean Antoine Adrien de Courten) — бригадный генерал
- Де Кюстин, Адам Филипп (Adam Philippe de Custine) — дивизионный генерал
- Де Лабади, Жан (Jean de Labadie) — бригадный генерал
- Де Лабоэссьер, Луи Жозеф Жан-Батист (Louis Joseph Jean-Baptiste de Laboëssière) — бригадный генерал
- Де Лабуассьер, Пьер Гарнье (Pierre Garnier de Laboissière) — бригадный генерал
- Де Лабуассьер, Франсуа Гарнье (François Garnier de Laboissière) — бригадный генерал
- Де Лавалетт, Луи Жан-Батист (Louis Jean-Baptiste de Lavalette) — бригадный генерал
- Де Лавиль, Жозеф Александр Феликс Мари (Joseph Alexandre Félix Marie de Laville) — бригадный генерал
- Де Лавиль де Вилла-Стеллон, Гаэтан Жозеф Проспер Сезар (Gaëtan Joseph Prosper César de Laville de Villa-Stellone) — бригадный генерал
- Де Лаво, Этьен Мено Бизефран (Étienne Maynaud Bizefranc de Lavaux) — дивизионный генерал
- Де Лагард, Сипион Шарль Виктор Огюст (Scipion Charles Victor Auguste de La Garde) — бригадный генерал
- Де Лажоле, Фредерик Мишель Франсуа Жозеф (Frédéric Michel François Joseph de Lajolais) — бригадный генерал
- Де Лазовски, Жозеф Феликс (Joseph Félix de Lazowski) — бригадный генерал
- Де Лакост-Дювивье, Жан Лоран Жюслен (Jean Laurent Juslin Lacoste-Duvivier) — дивизионный генерал
- Де Лакруа, Франсуа Жозеф Памфиль (François Joseph Pamphile de Lacroix) — дивизионный генерал
- Де Ламер, Шарль Пьер (Charles Pierre de Lamer) — дивизионный генерал
- Де Ламет, Александр Теодор Виктор (Alexandre Théodore Victor de Lameth) — бригадный генерал
- Де Ламет, Шарль Мало (Charles Malo de Lameth) — бригадный генерал
- Де Лами, Шарль Франсуа Жозеф (Charles François Joseph de Lamy) — бригадный генерал
- Де Ламорандьер, Этьен Франсуа Дюкудре Рокбер (Étienne François Ducoudray Rocbert de Lamorendière) — бригадный генерал
- Де Ландремон, Шарль Иасент Леклерк (Charles Hyacinthe Leclerc de Landremont) — дивизионный генерал
- Де Лану, Рене Жозеф (René Joseph de Lanoue) — дивизионный генерал
- Де Лапланш-Мортьер, Клод Жозеф (Claude Joseph de Laplanche-Morthières) — бригадный генерал
- Де Лардмелль, Жозеф Туссен (Toussaint Joseph de Lardemelle) — бригадный генерал
- Де Ларибуазьер, Жан Амбруаз Бастон (Jean Ambroise Baston de Lariboisière) — дивизионный генерал
- Де Ластик, Франсуа (François de Lastic) — дивизионный генерал
- Де Латеррад, Жан-Жак (Jean-Jacques de Laterrade) — бригадный генерал
- Де Латур-Фуассак, Антуан Анри Арман Жюль Элизабет (Antoine Henri Armand Jules Elisabeth de Latour-Foissac) — дивизионный генерал
- Де Латур-Фуассак, Франсуа Филипп (François Philippe de Latour-Foissac) — дивизионный генерал
- Де Лафон-Бланьяк, Гийом Жозеф Николя (Guillaume Joseph Nicolas de Lafon-Blaniac) — дивизионный генерал
- Де Леглантье, Шарль Филибер (Charles Philibert de Lenglentier) — дивизионный генерал
- Де Леспинасс, Огюстен (Augustin de Lespinasse) — дивизионный генерал
- Де Ливрон, Пьер Гастон Анри (Pierre Gaston Henri de Livron) — бригадный генерал
- Де Линивиль, Рене Шарль Элизабет (René Charles Élisabeth de Ligniville) — дивизионный генерал
- Де Лобадер, Жермен Феликс Тенне (Germain Félix Tennet de Laubadère) — дивизионный генерал
- Де Лобадер, Жозеф Мари Тенне (Joseph Marie Tennet de Laubadère) — дивизионный генерал
- Де Ловердо, Николя (Nicolas de Loverdo) — дивизионный генерал
- Де Ломуа, Жан-Батист (Jean-Baptiste de Laumoy) — бригадный генерал
- Де Ломюр, Мишель (Michel de Laumur) — бригадный генерал
- Де Лорансе, Гийом Латрий (Guillaume Latrille de Lorencez) — дивизионный генерал
- Де Лорсе, Жан-Батист (Jean-Baptiste de Lorcet) — бригадный генерал
- Де Л’Эскюйе, Шарль Луи Жозеф (Charles Louis Joseph de L’Escuyer) — бригадный генерал
- Де Любиц-Милиус, Эрне Альбер Анри (Ernest Albert Henri de Lubicz-Mylius) — бригадный генерал
- Де Любьянски, Тома (Thomas de Lubienski) — бригадный генерал
- Жан де Ля Амелине, Жак-Феликс (Jacques Félix Jan de la Hamelinaye) — дивизионный генерал
- Де Ла Барр, Андре (André de La Barre) — дивизионный генерал
- Де Ля Брюйер, Андре Адриан Жозеф (André Adrien Joseph de La Bruyère) — бригадный генерал
- Де Ла Брюйер, Этьен Шассен (Étienne Chassin de La Bruyère) — бригадный генерал
- Де Ла Виль-сюр-Иллон, Фердинан (Ferdinand de La Ville-sur-Illon) — бригадный генерал
- Де Ла Мартильер, Жан Фабр (Jean Fabre de la Martillière) — дивизионный генерал
- де Ла Мотт Анго де Флер, Луи Шарль (Louis Charles de La Motte-Ango de Flers) — дивизионный генерал
- Де Ла Пуап, Жан Франсуа Корню (Jean François Cornu de La Poype) — дивизионный генерал
- Де Ла Ривьер де Монрёй де Куэнси, Жан-Батист (Jean-Baptiste de La Rivière de Montreuil de Coincy) — дивизионный генерал
- Де Ла Рок, Жан Александр Дюран (Jean Alexandre Durand de La Roque) — дивизионный генерал
- Де Ла Рок, Жан-Луи (Jean-Louis de La Roque) — бригадный генерал
- Де Ла Рок д’Оле д’Орнак, Жан Жак (Jean Jacques de La Roque d’Olès d’Ornac) — дивизионный генерал
- Де Ла Ронсьер, Франсуа Мари Клеман (François Marie Clément de la Roncière) — дивизионный генерал
- Де Ла Рошфуко, Франсуа Александр Фредерик (François Alexandre Frédéric de La Rochefoucauld) — дивизионный генерал
- Де Ля Уссе, Арман Лебрен (Armand Lebrun de La Houssaye) — дивизионный генерал
- Де Ла Фаррель, Бартелеми-Симон-Франсуа (Barthélémy-Simon-François de La Farelle) — бригадный генерал
- Де Ла Шапель де Бельгард, Луи Франсуа Пассра (Louis François Passerat de La Chapelle de Bellegarde) — бригадный генерал
- Де Ла Шиш, Клод Кентен (Claude Quentin de La Chiche) — бригадный генерал
- Де Мальтцан, Теобальд Франсуа (François Théobald de Maltzan) — бригадный генерал
- Де Мандвиль, Эжен Огюст Дави (Eugène Charles Auguste David de Mandeville) — бригадный генерал
- Де Манкур дю Розуа, Жан-Батист Феликс (Jean-Baptiste Félix de Manscourt du Rozoy) — бригадный генерал
- Де Мансон, Жак Шарль (Jacques Charles de Manson) — бригадный генерал
- Де Марассе, Жан Рене Поль Бландин (Jean René Paul Blandine de Marassé) — дивизионный генерал
- Де Маргена, Жак Филипп (Jacques Philippe de Marguenat) — бригадный генерал
- Де Мареско, Арман Самюэль (Armand Samuel de Marescot) — дивизионный генерал
- Де Марсе, Луи Анри Франсуа (Louis Henri François de Marcé) — дивизионный генерал
- Де Мартиньяк, Шарль Паскали (Charles Pascalis de Martignac) — дивизионный генерал
- Де Массья, Жан (Jean de Massia) — бригадный генерал
- Де Мелле, Шарль Марк Луи (Charles Marc Louis de Mellet) — бригадный генерал
- Де Менар, Жан-Франсуа Ксавье (Jean-François Xavier de Ménard) — дивизионный генерал
- Де Менго, Франсуа Ксавье (François Xavier de Mengaud) — дивизионный генерал
- Де Мийо, Жан-Мишель Александр (Jean-Michel Alexandre de Millo) — бригадный генерал
- Де Миолли, Бальтазар (Balthazard de Miollis) — бригадный генерал
- Де Миолли, Секстиус Александр Франсуа (Sextius Alexandre François de Miollis) — дивизионный генерал
- Де Миранда, Франсиско (Francisco de Miranda) — дивизионный генерал
- Де Мирондель (Миронде), Антуан Рене (Antoine René de Mirondel, dit Mirdonday) — бригадный генерал
- Де Мицковски, Жан Керен (Jean Quirin de Mieszkowski) — бригадный генерал
- Де Моде, Пьер Адриан (Pierre Adrien de Maudet) — дивизионный генерал
- Де Мольд, Эмманюэль Габриэль (Emmanuel Gabriel de Maulde) — бригадный генерал
- Де Монар, Жан Николя (Jean Nicolas de Monard) — бригадный генерал
- Де Монжене, Франсуа Бернар (François Bernard de Mongenet) — бригадный генерал
- Де Монморанси, Матьё Поль Луи (Mathieu Paul Louis de Montmorency) — бригадный генерал
- Де Монредон, Жозеф Луи Франсуа Иасент (Joseph Louis François Hyacinthe de Montredon) — дивизионный генерал
- Де Монталамбер, Марк Рене (Marc René de Montalembert) — дивизионный генерал
- Де Монтескью-Фезенсак, Анн Пьер (Anne Pierre de Montesquiou-Fézensac) — дивизионный генерал
- Де Монтескью-Фезенсак, Раймон Эмерик Филипп Жозеф (Raymond Aymeric Philippe Joseph de Montesquiou-Fézensac) — дивизионный генерал
- Де Монтескью-Фезенсак (де Монтескью-Марсан), Филипп Андре Франсуа (Philippe André François de Montesquiou-Marsan) — дивизионный генерал
- Де Монтиньи, Луи-Адриан Брис (Louis-Adrien Brice De Montigny) — дивизионный генерал
- Де Монтолон-Семонвиль, Шарль Тристан (Charles Tristan de Montholon-Sémonville) — бригадный генерал
- Де Монфор, Жак (Jacques de Montfort) — бригадный генерал
- Де Морган, Жак Поликарп (Jacques Polycarpe de Morgan) — дивизионный генерал
- Де Море (Дю Жале), Дени Жак (Denis Jacques de Moret seigneur du Jalet) — бригадный генерал
- Де Морес, Анн Жозеф Ипполит (Anne Joseph Hippolyte de Maurès) — дивизионный генерал
- Де Моретон де Шабрийан, Жак Эмар (Jacques Aimard de Moreton de Chabrillant) — дивизионный генерал
- Де Моретон де Шабрийан, Жак Анри Себастьян Сезар (Jacques Henri Sébastien César de Moreton de Chabrillant) — дивизионный генерал
- Де Мюзино, Бенуа Пьер Шарль (Benoît Pierre Charles de Musino) — дивизионный генерал
- Де Мюрнан, Жан-Бернар-Бур-Готье (Jean-Bernard-Bourg-Gauthier de Murnan) — бригадный генерал
- Де Мячински, Жозеф (Joseph de Miaczynski) — бригадный генерал
- Де Нансути, Этьен Мари Антуан Шампьон (Étienne Marie Antoine Champion de Nansouty) — дивизионный генерал
- Де Нарбонн Лара, Луи Мари Жак Альмарик (Louis Marie Jacques Almaric de Narbonne Lara) — дивизионный генерал
- Де Ноай, Луи-Мари (Louis-Marie de Noailles) — бригадный генерал
- Де Нозьер д’Анвёзен, Шарль Жозеф (Charles Joseph de Nozières d’Envezin) — дивизионный генерал
- Де Нюсе, Леопольд Анн-Мари Жозеф (Léopold Anne-Marie Joseph de Nucé) — бригадный генерал
- Де Пали, Анри Доминик Мариус (Henri Dominique Marius de Palys) — бригадный генерал
- Де Пальмароль, Франсуа Жозеф Антуан Бертран (François Joseph Antoine Bertrand de Palmarole) — бригадный генерал
- Де Пернети, Жозеф Мари (Joseph Marie de Pernety) — дивизионный генерал
- Де Поммеру де Бордесуль, Этьен Тардиф (Étienne Tardif de Pommeroux de Bordessoulle) — дивизионный генерал
- Де Поммрёль, Жан Рене Франсуа (François René Jean de Pommereul) — дивизионный генерал
- Де Пре де Крассье, Жан Этьенн Филибер (Jean Étienne Philibert de Prez de Crassier) — дивизионный генерал
- Де Преваль, Клод Антуан Ипполит (Claude Antoine Hippolyte de Préval) — дивизионный генерал
- Де Пюлли, Шарль Жозеф Рандон де Мальбуассьер (Charles Joseph Randon de Malboissière de Pully) — дивизионный генерал
- Де Равель де Пюиконталь, Жан-Франсуа (Jean-François de Ravel de Puycontal) — бригадный генерал
- Де Рансонне-Бофор, Жан-Пьер (Jean-Pierre de Ransonnet-Bosford) — бригадный генерал
- Де Рафели(с), Мари Этьенн (Marie Étienne de Raphélis) — бригадный генерал
- Де Резе, Мари Антуан (Marie Antoine de Reiset) — дивизионный генерал
- Де Рёрга де Сервье, Эмманюэль Жерве (Emmanuel Gervais de Roergaz de Serviez) — бригадный генерал
- Де Рёсс-Шлез (Шлейц), Анри (Henri de Reuss-Schleiz) — бригадный генерал
- Де Рива, Пьер Эмманюэль Жак (Pierre Emmanuel Jacques de Rivaz) — бригадный генерал
- Де Риксе, Габриэль Мари (Gabriel Marie de Riccé) — бригадный генерал
- Де Ровер де Фонвиэль, Жозеф Станисла(с) Франсуа Ксавье Алексис (Joseph Stanislas François Xavier Alexis de Rovère de Fontvielle) — бригадный генерал
- Де Розьер, Поль Луи Антуан (Paul Louis Antoine de Rosières) — дивизионный генерал
- Де Рокплан де л’Эстрад, Клод Эмабль Венсан (Claude Aimable Vincent de Roqueplant de L’Estrade) — дивизионный генерал
- Де Роме, Альбер Мари (Albert Marie de Romé) — бригадный генерал
- Де Ронивинен де Пире, Ипполит Мари Гийом (Hippolyte Marie Guillaume de Rosnyvinen de Piré) — дивизионный генерал
- Де Росси, Антуан Франсуа (Antoine François de Rossi) — дивизионный генерал
- Де Росси, Камиль (Camille de Rossi) — дивизионный генерал
- Де Ростен, Филипп Жозеф (Philippe Joseph de Rostaing) — дивизионный генерал
- Де Рошон, Жан-Пьер-Морис (Jean-Pierre-Maurice de Rochon) — бригадный генерал
- Де Реж, Александр (Alexandre de Rège) — дивизионный генерал
- Де Рюттамбер, Эрнест (Ernest de Ruttemberg) — бригадный генерал
- Де Сабарден, Жозеф Франсуа Клод (Joseph François Claude de Sabardin) — бригадный генерал
- Де Саблоне, Кристоф-Кортасс (Christophe-Cortasse de Sablonet) — бригадный генерал
- Де Сабрвуа д’Уанвиль, Жак Анри (Jacques Henri de Sabrevois d’Oyenville) — бригадный генерал
- Де Савурнен, Жан-Батист Огюст Рено (Jean-Baptiste Auguste Reynaud de Savournin) — бригадный генерал
- Де Саломон, Франсуа Николя (François Nicolas de Salomon) — дивизионный генерал
- Де Сань де Ломбар, Антуан (Antoine de Sagne de Lombard) — дивизионный генерал
- Де Сарре, Анри Амабль Александр (Henri Amable Alexandre de Sarret) — бригадный генерал
- Де Сегон де Седрон, Жак Мари Блез (Jacques Marie Blaise de Segond de Sederon) — бригадный генерал
- Де Сегюр, Филипп Поль (Philippe Paul de Ségur) — бригадный генерал
- Де Сегюр д’Огссо, Луи-Филипп (Louis-Philippe de Ségur d’Auguesseau) — бригадный генерал
- Де Седийо де Фонтен, Этьенн Венсан (Étienne Vincent de Sédillot de Fontaine) — бригадный генерал
- Де Семле, Жан-Батист Пьер (Jean-Baptiste Pierre de Semellé) — дивизионный генерал
- Де Сенармон, Александр-Франсуа Юро (Alexandre-François Hureau de Sénarmont) — дивизионный генерал
- Де Сенармон, Александр-Антуан Юро (Alexandre-Antoine Hureau de Senarmont) — дивизионный генерал
- Де Сеннвиль, Филипп Жозеф Виктуар (Philippe Joseph Victoire de Senneville) — бригадный генерал
- Де Сен э Витжанстен, Жорж Эрнст (George Ernst de Sayn et Wittgenstein) — бригадный генерал
- Де Сен-Жан, Франсуа Жозеф (François Joseph de Saint-Jean) — бригадный генерал
- Де Сен-Кантен, Клод Мари (Claude Marie de Saint-Quentin) — бригадный генерал
- Де Сен-Лоран, Луи Жозеф Огюст Габриэль (Louis Joseph Auguste Gabriel de Saint-Laurent) — дивизионный генерал
- Де Сен-Мишель д'Агу, Луи-Аннибаль (Louis-Annibal de Saint-Michel d’Agoult) — бригадный генерал
- Де Сен-Морис де Ля Редорт, Дави-Морис-Жозеф Матьё (David Maurice Joseph Mathieu de Saint-Maurice puis de La Redorte) — дивизионный генерал
- Де Сен-Поль, Франсуа-Узе (François-Houzé de Saint-Paul) — бригадный генерал
- Де Сен-Поль, Поль Вербижье (Paul Verbigier de Saint-Paul) — бригадный генерал
- Де Сен-Фьеф, Шарль Бартельми (Charles Barthélemy de Saint-Fief) — бригадный генерал
- Сент-Илер, Луи Ле Блон (Louis Charles Vincent Le Blond de Saint-Hilaire) — дивизионный генерал
- Де Сепо де Буа-Гиньо, Мари Поль Александр Сезар (Marie Paul Alexandre César de Scépeaux de Bois-Guignot) — бригадный генерал
- Де Серр де Гра, Жозеф Франсуа Режи Камилль (Joseph François Régis Camille de Serre de Gras) — бригадный генерал
- Де Систриер, Мишель Франсуа (Michel François de Sistrières) — бригадный генерал
- Де Сом де Фажак, Габриэль (Gabriel de Sombs de Fajac) — бригадный генерал
- Де Спарр, Александр Серафен Жозеф (Alexandre Séraphin Joseph de Sparre) — дивизионный генерал
- Де Спарр, Луи Эрне Жозеф (Louis Ernest Joseph de Sparre) — дивизионный генерал
- Де Станжель, Анри Кристиан Мишель (Henri Christian Michel de Stengel) — дивизионный генерал
- Де Сулье, Жан-Жак Франсуа (Jean-Jacques François de Soulier) — бригадный генерал
- Де Тийи (Тилли), Жак Луи Франсуа Делетр (Jacques Louis François Delaistre Tilly) — дивизионный генерал
- Де Толински, Жозеф (Joseph de Tolinski) — бригадный генерал
- Де Тользан, Луи (Louis de Tolzan) — бригадный генерал
- Де Тузар, Антуан Этьенн (Antoine Étienne de Tousard) — бригадный генерал
- Де Тулонжон, Анн Эдме Александр (Anne Edmé Alexandre de Toulongeon) — бригадный генерал
- Де Тулонжон, Ипполит-Жан-Рене (Hippolyte-Jean-René de Toulongeon) — дивизионный генерал
- Де Фальк-Регульски, Филипп Казимир (Philippe Casimir de Falk-Regulski) — дивизионный генерал
- Де Февр, Габриэль Луи Саба (Gabriel Louis Sabas de Faivre) — бригадный генерал
- Де Ферниг, Жан Луи Жозеф Сезар (Jean Louis Joseph César de Fernig) — бригадный генерал
- Де Феррье дю Шастеле, Пьер Жозеф (Pierre Joseph de Ferrier du Chastelet) — дивизионный генерал
- Де Фольне, Шарль Франсуа Монен (Charles François Monin de Folenay) — бригадный генерал
- Де Фольтрие, Симон (Simon de Faultrier) — бригадный генерал
- Де Фонбонн, Александр-Луи (Alexandre-Louis de Fontbonne) — дивизионный генерал
- Де Фоше, Мари Франсуа Этьен Сезар (Marie François Étienne César de Faucher) — бригадный генерал
- Фоше, Сезар и Константин (César et Constantin Faucher) — бригадный генерал
- Де Фран д’Англюр, Жан-Луи (Jean-Louis de Franc d’Anglure) — дивизионный генерал
- Де Фреволь, Андре Брюно (André Bruno de Frévol) — бригадный генерал
- Де Фрео Жан-Батист Симон Этьен Мари (Jean-Baptiste Simon Étienne Marie vicomte de Fréhaut) — дивизионный генерал
- Де Фуле, Альбер Луи Эмманюэль (Albert Louis Emmanuel de Fouler) — дивизионный генерал
- Де Фьет, Франсуа Луи (François Louis de Fiète) — бригадный генерал
- Де Фюльк, Анри (Henri de Fulque) — бригадный генерал
- Де Фюрстамберг, Анри Гийом (Henri Guillaume de Furstemberg) — бригадный генерал
- Де Шазо, Жан-Пьер Франсуа (Jean-Pierre François de Chasot) — дивизионный генерал
- Де Шамбарлак де Лобеспен, Жак Антуан (Jacques Antoine de Chambarlhac de Laubespin) — дивизионный генерал
- Де Шаморен, Мари Пьер Феликс Шенон (Marie Pierre Félix Chesnon de Champmorin) — бригадный генерал
- Де Шампо, Пьер Клеман (Pierre Clément de Champeaux) — бригадный генерал
- Де Шансель, Жан-Нестор (Jean-Nestor de Chancel) — дивизионный генерал
- Де Шасслу-Лоба, Франсуа (François de Chasseloup-Laubat) — дивизионный генерал
- Де Шастене, Арман Жак Марк (Armand Jacques Marc de Chastenet) — бригадный генерал
- Де Шатонёф-Рандон, Александр Поль Герен (Alexandre Paul Guérin de Châteauneuf-Randon) — дивизионный генерал
- Де Шварц, Франсуа Ксавье (François Xavier de Schwarz) — бригадный генерал
- Де Шевине, Огюстен Рене Кристоф (Augustin René Christophe de Chevigné) — дивизионный генерал
- Де Шермон, Доминик Проспер (Dominique Prosper de Chermont) — бригадный генерал
- Де Шуазёль, Антуан Сезар (Antoine César de Choiseul) — бригадный генерал
- Де Шуази, Клод Габриэль (Claude Gabriel de Choisy) — дивизионный генерал
- Де Эсс-Ренфель-Ротебур, Шарль Константен (Charles Constantin de Hesse-Rheinfels-Rothebourg) — дивизионный генерал
- Дебель, Сезар-Александр (César Alexandre Debelle) — бригадный генерал
- Дебель, Жан-Франсуа Жозеф (Jean-François Joseph Debelle) — дивизионный генерал
- Дебилли, Жан Луи (Jean Louis Debilly) — бригадный генерал
- Деборд, Сильвен Франсуа (Sylvain François Desbordes) — бригадный генерал
- Дебрен, Жан-Батист (Jean-Baptiste Debrun) — дивизионный генерал
- Деброк, Арман Луи (Armand Louis Debroc) — бригадный генерал
- Дебюро, Шарль Франсуа (Charles François Desbureaux) — дивизионный генерал
- Девернуа, Николя Филибер (Nicolas Philibert Desvernois) — бригадный генерал
- Девершен, Франсуа-Жозеф (François-Joseph Deverchin) — бригадный генерал
- Девилье, Клод Жермен (Claude Germain Louis Devilliers) — дивизионный генерал
- Девио де Сен-Совёр, Лоран (Laurent Deviau de Saint-Sauveur) — бригадный генерал
- Дево, Мари Жан-Батист Юрбен (Marie Jean-Baptiste Urbain Devaux) — бригадный генерал
- Дево, Пьер (Pierre Devaux) — бригадный генерал
- Дево (Дю Крозо), Луи Мари Франсуа Поль (Louis Marie François Paul Devaulx, dit Du Croseau) — дивизионный генерал
- Дево (Ленуар), Луи-Шарль (Louis-Charles Lenoir, dit Desvaux) — бригадный генерал
- Дево де Вотре, Филипп (Philippe Devaux de Vautray) — бригадный генерал
- Дево де Сен-Морис, Жан-Жак (Jean-Jacques Desvaux de Saint-Maurice) — дивизионный генерал
- Дегравье-Бертоле, Франсуа-Ганиве (François-Ganivet Desgraviers-Bertholet) — бригадный генерал
- Дегранж (Гранж), Антуан (Antoine Grange, dit Desgranges) — бригадный генерал
- Дедон-Дюкло, Франсуа Луи (François Louis Dedon-Duclos) — дивизионный генерал
- Дедорид, Жан-Франсуа Луи Пико (Jean-François Louis Picault Desdorides) — бригадный генерал
- Дежан, Жан Антуан (Jean Antoine Dejean) — бригадный генерал
- Дежан, Жан Франсуа Эме (Jean François Aimé Dejean) — дивизионный генерал
- Дежан, Пьер Франсуа Мари Огюст (Pierre François Marie Auguste Dejean) — дивизионный генерал
- Дежарден (Жарден), Жак (Jacques Jardin, dit Desjardin) — дивизионный генерал
- Дезайи, Жан-Шарль (Jean-Charles Desailly) — бригадный генерал
- Дезальмон, Жозеф Перрен (Joseph Perrin des Almons) — дивизионный генерал
- Дезанфан, Николя Жозеф (Nicolas Joseph Desenfans) — бригадный генерал
- Дезе, Луи Шарль Антуан (Louis Charles Antoine Desaix) — дивизионный генерал
- Деземери (Семери), Жак Филипп (Jacques Philippe Desemery, dit Semery) — бригадный генерал
- Дезербье де Летандюэр, Антуан Огюст (Antoine Auguste Desherbiers de Létanduère) — бригадный генерал
- Декан, Шарль Матье Изидор (Charles Mathieu Isidore Decaen) — дивизионный генерал
- Декле, Николя (Nicolas Declaye) — бригадный генерал
- Деклозо, Жак Оливье (Jacques Olivier Desclozeaux) — бригадный генерал
- Деконши, Венсан Мартель (Vincent Martel Deconchy) — дивизионный генерал
- Декре де Сен-Жермен, Антуан Луи (Antoine Louis Decrest de Saint-Germain) — дивизионный генерал
- Деку, Пьер (Pierre Decouz) — дивизионный генерал
- Делааж, Анри-Пьер (Henri-Pierre Delaage) — бригадный генерал
- Делааж, Амабль Анри (Amable Henri Delaage) — дивизионный генерал
- Делабассе, Матье (Mathieu Delabassée) — бригадный генерал
- Делаборд, Анри-Франсуа (Henri-François Delaborde) — дивизионный генерал
- Делакруа, Шарль Анри (Charles Henri Delacroix) — бригадный генерал
- Делален, Александр (Alexandre Delalain) — дивизионный генерал
- Делапуант, Жан-Батист Габриэль Мари Эмманюэль (Jean-Baptiste Gabriel Marie Emmanuel Delapointe) — бригадный генерал
- Делар Кампаньоль, Изаак Жак (Isaac Jacques Delart Campagnol) — бригадный генерал
- Деларош, Жан-Батист Грегуар (Jean-Baptiste Grégoire Delaroche) — дивизионный генерал
- Делатр, Луи Пьер Франсуа (Louis Pierre François Delattre) — бригадный генерал
- Делафон, Луи Анн (Louis Anne Delafons) — бригадный генерал
- Делетр, Антуан Шарль Бернар (Antoine Charles Bernard Delaitre) — дивизионный генерал
- Делиль де Фалькон де Сен-Женьес, Жан Мари Ноэль (Jean Marie Noël Delisle de Falcon de Saint-Geniès) — дивизионный генерал
- Деллар, Жан-Пьер (Jean-Pierre Dellard) — бригадный генерал
- Делом, Луи Пьер (Louis Pierre Delosme) — дивизионный генерал
- Делон, Шарль Николя Адриан (Charles Nicolas Adrien Delaunay) — бригадный генерал
- Делон, Жак Шарль Рене Делоне (Jacques Charles René Delaunay) — дивизионный генерал
- Делор, Жак Антуан Адриан (Jacques Antoine Adrien Delort) — дивизионный генерал
- Делор, Мари Жозеф Раймон (Marie Joseph Raymond Delort) — дивизионный генерал
- Делор де Глеон, Жан-Франсуа (Jean-François Delort de Gléon) — бригадный генерал
- Дельгорг, Франсуа-Жозеф (François-Joseph Augustin Delegorgue) — бригадный генерал
- Дельзон, Алексис Жозеф (Alexis Joseph Delzons) — дивизионный генерал
- Делькамбр, Виктор Жозеф (Victor Joseph Delcambre) — бригадный генерал
- Дельма, Антуан Гийом (Antoine Guillaume Maurailhac d’Elmas de La Coste, dit Delmas) — дивизионный генерал
- Дельпьер, Антуан Жозеф (Antoine Joseph Delpierre) — бригадный генерал
- Демарсе, Марк Жан (Marc Jean Demarçay) — бригадный генерал
- Дембаррер, Жан (Jean Dembarrère) — дивизионный генерал
- Демон, Жозеф Лоран (Joseph Laurent Demont) — дивизионный генерал
- Деморуа (Моруа), Дени Жозеф (Denis Joseph Demauroy, dit Mauroy) — бригадный генерал
- Денайе, Жозеф Мари (Joseph Marie Denayer) — бригадный генерал
- Денуайе, Франсуа Антуан (François Antoine Denoyé, dit Desnoyers) — дивизионный генерал
- Деошам (Вандеберг), Мишель (Michel Vandebergues, dit Deshautschamps) — бригадный генерал
- Депёти де Ля Саль, Луи Жан (Louis Jean Depetit de La Salle) — бригадный генерал
- Депинуа, Иасент Франсуа Жозеф (Hyacinthe François Joseph Despinoy) — дивизионный генерал
- Депланк, Жак Франсуа Анри (Jacques François Henri Deplanque) — бригадный генерал
- Депо, Элуа Лоран (Eloi Laurent Despeaux) — дивизионный генерал
- Депонтон, Шарль Франсуа (Charles François Deponthon) — дивизионный генерал
- Депоншес, Шарль Жозеф Поль Лейри (Charles Joseph Paul Leyris Desponchès) — бригадный генерал
- Депре (Ля Марльер), Альбер Виктуар (Albert Victoire Despret, dit La Marlière) — бригадный генерал
- Депре, Франсуа Александр (François Alexandre Desprez) — дивизионный генерал
- Дери, Пьер Сезар (Pierre César Dery) — бригадный генерал
- Дерио, Альбер Франсуа (Albert François Deriot) — дивизионный генерал
- Дермонкур, Поль Фердинан Станисла(с) (Paul Ferdinand Stanislas Dermoncourt) — бригадный генерал
- Дерок (Рок), Николя (Nicolas Roques, dit Deroques) — дивизионный генерал
- Дессаль, Виктор Абель (Victor Abel Dessales) — бригадный генерал
- Дессе, Жозеф Мари (Joseph Marie Dessaix) — дивизионный генерал
- Дессен, Бернар (Bernard Dessein) — дивизионный генерал
- Дессоба, Жан-Луи (Jean-Louis Dessaubaz) — бригадный генерал
- Дессоль, Жан-Жозеф (Jean Joseph Paul Auguste Dessolle) — дивизионный генерал
- Дестен, Жак Зашари (Jacques Zacharie Destaing) — дивизионный генерал
- Дестабанрат, Жан-Мари Элеонор Леопольд (Jean-Marie Eléonore Léopold Destabenrath) — бригадный генерал
- Детан (Лаке), Франсуа (François Laquet, dit Detang) — бригадный генерал
- Детрес, Франсуа (François Detrès) — дивизионный генерал
- Детютт, Анн Луи Клод (Anne Louis Claude Destutt) — бригадный генерал
- Дефранс, Жан-Мари Антуан (Jean-Marie Antoine Defrance) — дивизионный генерал
- Дефурно, Эдм Этьен Борн (Edme Étienne Borne Desfourneaux) — дивизионный генерал
- Дешам де ля Варенн, Жак Антуан (Jacques Antoine Deschamps de la Varenne) — бригадный генерал
- Деэ (де Монтиньи), Франсуа Эмманюэль (François Emmanuel Dehaies, dit de Montigny) — дивизионный генерал

### Ди
- Диану де Ля Перротин, Александр Сезар Илларион Эспри (Alexandre César Hilarion Esprit Dianous de La Perrotine) — бригадный генерал
- Дигоне, Антуан (Antoine Digonet) — бригадный генерал
- Дижон, Александр Элизабет Мишель (Alexandre Elisabeth Michel Digeon) — дивизионный генерал
- Дижон, Арман Жозеф Анри (Armand Joseph Henri Digeon) — дивизионный генерал
- Диттманн, Доминик (Dominique Diettmann) — дивизионный генерал
- Диэш, Антуан Клод (Antoine Claude Dièche) — дивизионный генерал

### До
- Догеро, Жан-Пьер (Jean-Pierre Doguereau) — бригадный генерал
- Дод де Ля Брюнери, Гийом (Guillaume Dode de La Brunerie) — дивизионный генерал
- Додьес, Мишель Жан Поль (Michel Jean Paul Daudiès) — бригадный генерал
- Дольтан (Фурнье де Луасонвиль), Жозеф Огюстен (Joseph Augustin Fournier de Loigsonville, dit Daultane) — дивизионный генерал
- Дома, Мари Гийом (Marie Guillaume Daumas) — бригадный генерал
- Домбровский, Ян Генрик (Jean Henri Dąbrowski de Dołęga, (dit Dombrowski)) — дивизионный генерал
- Домениль, Пьер (Pierre Daumesnil) — дивизионный генерал
- Домманже, Жан-Батист (Jean-Baptiste Dommanget) — бригадный генерал
- Домон, Жан Симеон (Jean Siméon Domon) — дивизионный генерал
- Донадьё, Жан (Jean Donadieu) — бригадный генерал
- Донзело, Франсуа Ксавье (François-Xavier Donzelot) — дивизионный генерал
- Доннадьё, Габриэль (Gabriel Donnadieu) — дивизионный генерал
- Доппе, Франсуа Амеде (François Amédée Doppet) — дивизионный генерал
- Дорбе, Жак (Jacques Dorbay) — дивизионный генерал
- Дорн, Жозеф (Joseph Dornеs) — бригадный генерал
- Дорнье, Жак Луи (Jacques Louis Dornier) — бригадный генерал
- Дорне, Жан Филипп Раймон (Jean Philippe Raymond Dorsner) — дивизионный генерал
- Дорсенн, Жан Мари Пьер (Jean Marie Pierre Lepaige, comte Dorsenne) — дивизионный генерал
- Дортоман, Жан-Жак (Jean-Jacques Dortoman) — бригадный генерал
- Дорье, Шарль (Charles Daurier) — дивизионный генерал
- Дотюр, Гийом (Guillaume Dauture) — бригадный генерал

### Др-Дь
- Друо, Антуан (Antoine Drouot) — дивизионный генерал
- Друэ, Франсуа Рише (François-Richer Drouet) — бригадный генерал
- Друэ д’Эрлон, Жан-Батист (Jean-Baptiste Drouet d’Erlon) — дивизионный генерал
- Дрюммон, Луи Пьер Мильколомб (Louis Pierre Milcolombe Drummond) — бригадный генерал
- Дрюммон де Перт, Луи Жан (Louis Jean Drummond de Perth) — дивизионный генерал
- Думерк, Жан-Пьер (Jean-Pierre Doumerc) — дивизионный генерал
- Дур, Жан-Франсуа (Jean-François Dours) — дивизионный генерал
- Дусе, Пьер (Pierre Doucet) — бригадный генерал
- Дьёде, Жан-Пьер Александр (Jean-Pierre Alexandre Dieudé) — бригадный генерал

### Дю
- Дю Боск, Адриан Жан-Батист Амабль Рамон (Adrien Jean-Baptiste Amable Ramond du Bosc) — дивизионный генерал
- Дю Буске д'Аржанс, Пьер Жак Жан Экто́р (Pierre Jacques Jean Hector du Bousquet d’Argence) — бригадный генерал
- Дю Каррель де Шарли, Жозеф Эмманюэль Лорран (Joseph Emmanuel Laurrans du Carrel de Charly) — бригадный генерал
- Дю Коэтлоске, Шарль Ив Сезар Сир (Charles Yves César Cyr du Coëtlosquet) — бригадный генерал
- Дю Ло д'Альман, Пьер Мари (Pierre Marie du Lau d’Allemans) — дивизионный генерал
- Дю Ма де Полар, Жан-Батист Шарль Рене Жозеф (Jean-Baptiste Charles René Joseph du Mas de Polart) — дивизионный генерал
- Дю Пон д’Обвуа де Лобердьер, Луи Франсуа (Louis François du Pont d’Aubevoye de Lauberdière) — дивизионный генерал
- Дю Пюже д’Орваль, Эдме Жан Антуан (Edmé Jean Antoine du Puget d’Orval) — бригадный генерал
- Дю Тей де Бомон, Жан[фр.] (Jean du Teil de Beaumont) — дивизионный генерал
- Дю Тей де Бомон, Жан Пьер[фр.] (Jean Pierre du Teil de Beaumont) — дивизионный генерал
- Дю Труссе, Панталеон Шарль Франсуа (Pantaléon Charles François du Trousset) — бригадный генерал
- Дю Шамбж, Пьер Жозеф (Pierre Joseph du Chambge) — дивизионный генерал
- Дю Шастелле, Ашиль Франсуа (Achille François du Chastellet) — дивизионный генерал
- Дюбретон, Жан-Луи (Jean-Louis Dubreton) — дивизионный генерал
- Дюбуа де Крансе, Эдмон Луи Алексис (Edmond Louis Alexis Dubois de Crancé) — дивизионный генерал
- Дюбуа де Темвиль, Жак Шарль (Jacques Charles Dubois de Thimville) — бригадный генерал
- Дюбуа, Пьер Алексис (Pierre Alexis Dubois) — дивизионный генерал
- Дюбуке, Луи (Louis Dubouquet) — дивизионный генерал
- Дюваль, Франсуа Раймон (François Raymond Duval) — бригадный генерал
- Дюваль (де Омаре), Блез (Blaise Duval, dit de Hautmaret) — дивизионный генерал
- Дюверже, Жозеф (Joseph Duverger) — дивизионный генерал
- Дюверже, Алексис Жан Анри (Alexis Jean Henri Duverger) — бригадный генерал
- Дювиньо, Бернар Этьен Мари (Ашиль) (Bernard Étienne Marie Duvignau, dit Achille Duvignau) — бригадный генерал
- Дювиньо, Жан-Пьер Тома (Jean-Pierre Thomas Duvignau) — бригадный генерал
- Дювиньо, Шарль Сиффрен д’Ансельм (Charles Siffrein d’Anselme Duvignot) — бригадный генерал
- Дюга, Шарль Франсуа Жозеф (Charles François Joseph Dugua) — дивизионный генерал
- Дюгомье (Кокий), Жак Кристоф (Jacques Christophe Coquille, dit Dugommier) — дивизионный генерал
- Дюгуло, Луи Франсуа Огюст Мазель (Louis François Auguste Mazel du Goulot, dit Dugoulot) — бригадный генерал
- Дюжар, Жан Ламбер Маршаль (Jean Lambert Marchal, chevalier Dujard) — бригадный генерал
- Дюкасс, Жан Николя Ксавье (Jean Nicolas Xavier Ducasse) — бригадный генерал
- Дюкенуа, Флоран Жозеф (Florent Joseph Duquesnoy) — дивизионный генерал
- Дюкло, Пьер Алексис (Pierre Alexis Duclaux) — бригадный генерал
- Дюко, Николя (Nicolas Ducos) — бригадный генерал
- Дюлолуа, Шарль Франсуа (Charles François Dulauloy) — дивизионный генерал
- Дюлон де Роне, Луи Этьен (Louis Étienne Dulong de Rosnay) — дивизионный генерал
- Дюма Дави де Ла Пайетри, Тома-Александр (Thomas Alexandre Davy de La Pailleterie), отец Александра Дюма — дивизионный генерал
- Дюма, Анн Жозеф (Anne Joseph Dumas) — бригадный генерал
- Дюма, Жан Луи (Jean Louis Dumas) — бригадный генерал
- Дюма, Гийом Матье (Mathieu Guillaume Dumas) — дивизионный генерал
- Дюмени (Саломон), Пьер Мари Жозеф (Pierre Marie Joseph Salomon, dit Dumesny) — дивизионный генерал
- Дюмонсо, Жан-Батист (Jean-Baptiste Dumonceau de Bergendael) — дивизионный генерал
- Дюмулен, Пьер Шарль (Pierre Charles Dumoulin) — бригадный генерал
- Шарль Дюмулен (Charles Dumoulin) — бригадный генерал
- Дюмустье, Пьер (Pierre Dumoustier) — дивизионный генерал
- Дюнем, Мартен Франсуа (Martin François Dunesme) — бригадный генерал
- Дюпа, Пьер Луи (Pierre Louis Dupas) — дивизионный генерал
- Дюпейру, Рене Жозеф (René Joseph Dupeyroux) — бригадный генерал
- Дюплен, Жан (Jean Duppelin) — бригадный генерал
- Дюплесси, Жан-Батист Вигурё (Jean-Baptiste Vigoureux Duplessis) — дивизионный генерал
- Дюпон де л'Этан, Пьер-Антуан (Pierre-Antoine Dupont de l'Étang) — дивизионный генерал
- Дюпон-Шомон, Пьер Антуан (Pierre Antoine Dupont-Chaumont) — дивизионный генерал
- Дюпот, Леонард Матюрен (Léonard Mathurin Duphot) — бригадный генерал
- Дюпра, Иасент Роже (Hyacinthe Roger Duprat) — дивизионный генерал
- Дюпра, Жан Этьен Бенуа (Jean Étienne Benoît Duprat) — бригадный генерал
- Дюпрес, Клод Франсуа (Claude François Duprès) — бригадный генерал
- Дюпюи, Доминик Мартен (Dominique Martin Dupuy) — бригадный генерал
- Дюпюи де Сен-Флоран, Франсуа Виктор (François Victor Dupuy de Saint-Florent) — бригадный генерал
- Дюран, Жан-Батист Мишель Рене (Jean-Baptiste Michel René Durand) — бригадный генерал
- Дюран, Мишель (Michel Durand) — бригадный генерал
- Дюран, Франсуа Мари (François Marie Durand) — бригадный генерал
- Дюранто де Бон, Люк Жозеф Жан (Luc Joseph Jean Duranteau de Baune) — бригадный генерал
- Дюрок, Жерар Кристоф Мишель (Gérard Christophe Michel Duroc) — дивизионный генерал
- Дюронель, Антуан Жан Огюст Анри (Antoine Jean Auguste Henri Durosnel) — дивизионный генерал
- Дюрриё, Антуан Симон (Antoine Simon Durrieu) — дивизионный генерал
- Дюртюбисс (Д’Юртюби де Рожикур), Теодор Бернар Симон (Théodore Bernard Simon Durtubisse, dit d’Urtubie de Rogicourt) — бригадный генерал
- Дюре, Антуан (Antoine Duret) — бригадный генерал
- Дюрютт, Пьер Франсуа Жозеф (Pierre François Joseph Durutte) — дивизионный генерал
- Дюселлье, Николя Жозеф (Nicolas Joseph Ducellier) — бригадный генерал
- Дютей д’Озан, Жильбер Луи Робине (Gilbert Louis Robinet Duteil d’Ozane) — дивизионный генерал
- Дютертр, Франсуа (François Dutertre) — бригадный генерал
- Дютиль, Этьен Мари (Étienne Marie Dutilh) — бригадный генерал
- Дютрюи, Жак (Jacques Dutruy) — дивизионный генерал
- Дютур де Нуарфосс, Клод-Тома (Claude-Thomas Dutour de Noirfosse) — бригадный генерал
- Дюу, Шарль Франсуа (Charles François Duhoux) — дивизионный генерал
- Дюфо, Леонар (Léonard Duphot) — бригадный генерал
- Дюфресс, Симон Камиль (Simon Camille Dufresse) — бригадный генерал
- Дюфриш, Элеонор Бернар Анн Кристоф Зоа (Eléonor Bernard Anne Christophe Zoa Dufriche) — дивизионный генерал
- Дюфур, Жорж Жозеф (Georges Joseph Dufour) — дивизионный генерал
- Дюфур, Франсуа Бертран (François Bertrand Dufour) — бригадный генерал
- Дюфур, Франсуа Мари (François Marie Dufour) — дивизионный генерал
- Дюшерон, Николя (Nicolas Ducheyron) — бригадный генерал
- Дюэм, Филибер Гийом (Guillaume Philibert Duhesme) — дивизионный генерал

## Ж

### Жа
- Жадар дю Мербьон, Пьер (Pierre Jadart du Merbion) — дивизионный генерал
- Жаке, Жан-Пьер (Jean-Pierre Jacquet) — бригадный генерал
- Жакен, Жан-Батист (Jean-Baptiste Jacquin) — бригадный генерал
- Жакино, Шарль-Клод (Charles-Claude Jacquinot) — дивизионный генерал
- Жакмар, Николя (Nicolas Jacquemard) — бригадный генерал
- Жакоб, Филипп Жозеф (Philippe Joseph Jacob) — дивизионный генерал
- Жакоб, Максимилиан Анри Николя (Maximilien Henri Nicolas Jacob) — бригадный генерал
- Жакобе де Триньи, Огюстен Жан-Батист (Augustin Jean-Baptiste Jacobé de Trigny) — бригадный генерал
- Жакомони, Гаспар Венсан Феликс (Gaspard Vincent Félix Giacomoni) — дивизионный генерал
- Жакопен, Жан-Батист (Jean-Baptiste Jacopin) — бригадный генерал
- Жальра, Франсуа (François Jalras) — бригадный генерал
- Жамен, Жан-Батист (Jean-Baptiste Jamin) — дивизионный генерал
- Жамен, Жан-Батист Огюст Мари (Jean-Baptiste Auguste Marie Jamin) — бригадный генерал
- Жан, Жак Феликс (Jacques Félix Jan) — дивизионный генерал
- Жангу, Луи Тома (Louis Thomas Gengoult) — дивизионный генерал
- Жанен, Жан-Батист (Jean-Baptiste Jeanin) — дивизионный генерал
- Жанен, Жан-Луи (Jean-Louis Jenin) — бригадный генерал
- Жанне, Луи Франсуа (Louis François Jeannet) — бригадный генерал
- Жаннинг де Кильмен, Шарль Эдуар Сауль (Charles Édouard Saül Jennings de Kilmaine) — дивизионный генерал
- Жанси, Клод Юрсюль (Claude Ursule Gency) — дивизионный генерал
- Жантий де Сент-Альфонс, Альфонс Луи (Alphonse Louis Gentil de Saint-Alphonse) — дивизионный генерал
- Жантийи, Антуан (Antoine Gentili) — дивизионный генерал
- Жардон, Анри Антуан (Henri Antoine Jardon) — бригадный генерал
- Жарри, Этьен Анатоль Жедеон (Étienne Anatole Gédéon Jarry) — бригадный генерал
- Жарри де Вриньи де Ля Вилетт, Франсуа (François Jarry de Vrigny de La Villette) — бригадный генерал

### Же
- Жейте(р), Жан Мишель (Jean Michel Geither) — бригадный генерал
- Желли, Луи (Louis Gelly) — бригадный генерал
- Жельб, Николя Луи (Nicolas Louis Gelb) — дивизионный генерал
- Жерар, Франсуа-Жозеф (François-Joseph Gérard) — дивизионный генерал
- Жерар, Морис Этьен (Maurice Étienne Gérard) — дивизионный генерал
- Жербу де Ла Гранж, Жан-Шарль (Jean-Charles Gerbous de La Grange) — бригадный генерал
- Жеслен де Тремарга, Морис Жерве Жоашим (Maurice Gervais Joachim Geslin de Trémargat) — бригадный генерал

### Жи
- Жиго, Андре (André Gigaux) — бригадный генерал
- Жилибер де Мерльяк, Жан Жозеф Гийом Маргерит (Jean Joseph Guillaume Marguerite Gilibert de Merlhiac) — бригадный генерал
- Жилли, Жак Лоран (Jacques Laurent Gilly) — дивизионный генерал
- Жило, Жозеф (Joseph Gilot) — дивизионный генерал
- Жиньиу де Бернед, Жан-Филипп (Jean-Philippe Gignious de Bernède) — бригадный генерал
- Жирар, Жан-Батист (Jean-Baptiste Girard) — дивизионный генерал
- Жирар, Жан-Пьер (Jean-Pierre Girard) — бригадный генерал
- Жирар, Пьер Луи Пелажи (Pierre Louis Pélagie Girard) — бригадный генерал
- Жирарден д’Эрменонвиль, Александр Луи Робер (Alexandre Louis Robert Girardin d’Ermenonville) — дивизионный генерал
- Жирардон, Антуан (Antoine Girardon) — дивизионный генерал
- Жирардо, Жан-Франсуа (Jean-François Girardot) — бригадный генерал
- Жиро, Антуан (Antoine Giraud) — бригадный генерал
- Жиро де Вьенней, Виктор-Бонавантюр (Victor-Bonaventure Girod de Vienney) — бригадный генерал

### Жо
- Жоба, Доминик (Dominique Joba) — бригадный генерал
- Жокур-Латур, Жак Луи (Jacques Louis Jaucourt-Latour) — бригадный генерал
- Жоли, Этьен (Étienne Joly) — бригадный генерал
- Жоли Тома (Thomas Joly) — бригадный генерал
- Жомар, Жак (Jacques Jomard) — бригадный генерал
- Жомини, Антуан-Анри (Antoine-Henri de Jomini) — бригадный генерал
- Жоне де Лавиоле, Жан-Луи Гаспар (Jean-Louis Gaspard Josnet de Laviolais) — бригадный генерал
- Жорди, Луи Николя (Nicolas Louis Jordy) — дивизионный генерал

### Жу
- Жуан, Жак Казимир (Jacques Casimir Jouan) — бригадный генерал
- Жубер, Бартелеми-Катрин (Barthélemy-Catherine Joubert) — дивизионный генерал
- Жубер, Жозеф Антуан Рене (Joseph Antoine René Joubert) — бригадный генерал
- Жубер де Ля Салетт, Пьер Жозеф (Pierre Joseph Joubert de La Salette) — бригадный генерал
- Журдан, Жан-Батист (Jean-Baptiste Jourdan) — маршал Империи

### Жю
- Жювеналь Дез Юрсен д’Арвиль, Луи Огюст (Louis Auguste Juvénal des Ursins d’Harville) — дивизионный генерал
- Жюльен, Жозеф Франсуа Бенинь (Joseph François Bénigne Julhien) — бригадный генерал
- Жюльен де Бидон, Луи Жозеф Виктор (Louis Joseph Victor Jullien de Bidon) — дивизионный генерал
- Жюмель, Жан-Мари (Jean-Marie Jumel) — бригадный генерал
- Жюно, Жан Андош (Jean Andoche Junot) — дивизионный генерал

## З
- Зайончек, Иосиф (Joseph de Zajaczek, dit Zayonchek) — дивизионный генерал
- Зенарди, Жозеф Камиль Жюль (Joseph Camille Jules Zenardi) — бригадный генерал
- Зентрай, Шарль Антуан Доминик (Charles Antoine Dominique Xaintrailles) — дивизионный генерал
- Зепфель (Цепфель), Франсуа Луи (François Louis Zaepffel) — бригадный генерал
- Зиравски де Гоздава, Жан Жюльен (Jean Julien Sierawski de Gozdawa) — бригадный генерал
- Золтовски, Эдуар (Édouard Zoltowski) — бригадный генерал

## И
- Ивандорфф, Жан-Фредерик (Jean-Frédéric Yvendorff) — бригадный генерал
- Игоне, Жозеф (Joseph Higonet) — полковник
- Изамбер, Огюстен Жозеф (Augustin Joseph Isambert) — бригадный генерал
- Иле(р), Жан Александр (Jean Alexandre Ihler) — дивизионный генерал
- Иле(р), Луи Теобальд (Louis-Théobald Ihler) — бригадный генерал
- д'Имбер де Ла Платьер, Сюльпис (Sulpice d’Imbert de La Platière) — бригадный генерал
- Имер, Пьер (Pierre Ismert) — бригадный генерал
- Иннидаль де Фюмаль, Луи Максимилиан Франсуа Эрман (Louis Maximilien François Herman Hinnisdal de Fumal) — бригадный генерал

## К

### Ка
- Кабан де Пюимиссон, Марк (Marc Cabanes de Puymisson) — бригадный генерал
- Кавеньяк, Жак Мари (Jacques Marie Cavaignac) — дивизионный генерал
- Кавруа, Жан-Батист Александр (Jean-Baptiste Alexandre Cavrois) — бригадный генерал
- Кавруа, Луи-Жозеф (Louis-Joseph Cavrois) — бригадный генерал
- Казаль, Луи-Жозеф Элизабет (Louis-Joseph Elisabeth Cazals) — бригадный генерал
- Казальта, Антуан Филипп Дарьюс (Antoine Philippe Darius Casalta) — бригадный генерал
- Кайе, Жан-Жак (Jean-Jacques Caillet) — бригадный генерал
- Какатт, Леонар (Léonard Cacatte) — бригадный генерал
- Како, Жан-Батист (Jean-Baptiste Cacault) — бригадный генерал
- Калье, Юбер (Hubert Callier) — дивизионный генерал
- Камбасерес, Жан-Пьер-Юг (Jean-Pierre-Hugues Cambacérès) — бригадный генерал
- Камбронн, Пьер Жак Этьен (Pierre Jacques Étienne Cambronne) — дивизионный генерал
- Камбре, Алексис Эме Пьер (Alexis Aimé Pierre Cambray) — дивизионный генерал
- Кампана, Франсуа Фредерик (François Frédéric Campana) — бригадный генерал
- Кампи, Туссен (Toussaint Campi) — дивизионный генерал
- Камю, Кристиан Франсуа (Christian François Camus) — бригадный генерал
- Камю, Луи (Louis Camus) — бригадный генерал
- Камю (Лекамю), Жан (Jean Lecamus, dit Camus) — бригадный генерал
- Канье, Самюэль (Samuel Canier) — бригадный генерал
- Канюэль, Симон (Simon Canuel) — дивизионный генерал
- Капон де Шато-Тьерри, Клод Антуан (Claude Antoine Capon de Château-Thierry) — бригадный генерал
- Кантен, Пьер (Pierre Quantin) — дивизионный генерал
- Карвен (Кальвен), Андре (André Carvin, dit Calvin) — бригадный генерал
- Кардено, Бернар Огюстен (Bernard Augustin Cardenau) — бригадный генерал
- Карком-Лобо, Жозеф (Joseph Carcome-Lobo) — дивизионный генерал
- Карланк, Жан Паскаль Раймон (Jean Pascal Raymond Carlenc) — дивизионный генерал
- Карно де Фёлен, Клод Мари (Claude Marie Carnot de Feulins) — дивизионный генерал
- Карно, Лазар Николя Маргерит (Lazare Nicolas Marguerite Carnot) — дивизионный генерал
- Карпантье, Франсуа (François Carpantier) — бригадный генерал
- Карра-Сен-Сир, Клод (Claude Carra de Saint-Cyr) — дивизионный генерал
- Каррье, Луи (Louis Carrier) — бригадный генерал
- Каррье де Буасси, Жан Огюстен (Jean Augustin Carrié de Boissy) — бригадный генерал
- Каррьер, Луи Кретьен (Louis Chrétien Carrière) — дивизионный генерал
- Карто, Жан-Франсуа (Jean-François Carteaux) — дивизионный генерал
- Картье, Жан-Батист Жак (Jean-Baptiste Jacques Cartier) — бригадный генерал
- Кассан, Луи Пьер Жан Афродиз (Louis Pierre Jean Aphrodise Cassan) — бригадный генерал
- Кассань, Луи Викторен (Louis Victorin Cassagne) — дивизионный генерал
- Кассань, Пьер (Pierre Cassagne) — бригадный генерал
- Кастекс, Бертран Пьер (Bertrand Pierre Castex) — дивизионный генерал
- Кастельбер де Кастельвер, Жан (Jean Castelbert de Castelverd) — дивизионный генерал
- Кастелла, Пьер Франсуа Жильбер (Pierre François Gilbert Castella) — бригадный генерал
- Кастелла де Берлан, Николя Антуан Ксавье (Nicolas Antoine Xavier Castella de Berlens) — бригадный генерал
- Катлан, Жозеф Леон (Joseph Léon Cathelan) — бригадный генерал
- Каттанео, Бернар Луи (Bernard Louis Cattanaeo) — дивизионный генерал
- Каффен, Жан Александр (Jean Alexandre Caffin) — бригадный генерал

### Ке-Кн
- Кейсса́, Габриэль (Gabriel Queyssat) — бригадный генерал
- Келлерман, Франсуа Кристоф (François Christophe Kellermann) — почётный маршал Империи
- Келлерман, Франсуа-Этьен (François-Étienne Kellermann) — дивизионный генерал
- Кенель дю Тор, Франсуа Жан Батист (François Jean Baptiste Quesnel du Torpt) — дивизионный генерал
- Кено, Матьё (Mathieu Queunot) — бригадный генерал
- Кессель, Жан-Жак (Jean-Jacques Kessel) — бригадный генерал
- Кетар де Ля Порт, Жак (Jacques Quétard de La Porte) — бригадный генерал
- Кетино́, Пьер (Pierre Quétineau) — бригадный генерал
- Кинетт де Серне, Жан Шарль (Jean Charles Quinette de Cernay) — бригадный генерал
- Кио дю Пассаж, Жоашим Жером (Joachim Jérôme Quiot du Passage) — бригадный генерал
- Кирженер, Франсуа Жозеф (François Joseph Kirgener) — дивизионный генерал
- Кисте, Жорж (Georges Kister) — бригадный генерал
- Китинг, Тома(с) (Thomas Keating) — дивизионный генерал
- Клавель, Пьер (Pierre Clavel) — бригадный генерал
- Клапаред, Мишель Мари (Michel Marie Claparède) — дивизионный генерал
- Кларк, Анри-Жак-Гийом (Henri Jacques Guillaume Clarke) — дивизионный генерал
- Кларк, Жорж Роже (Georges-Roger Clarke) — бригадный генерал
- Клебер, Жан-Батист (Jean-Baptiste Kléber) — дивизионный генерал
- Клейн, Доминик Луи Антуан (Dominique Louis Antoine Klein) — дивизионный генерал
- Клеман, Габриэль Жозеф (Gabriel Joseph Clément) — бригадный генерал
- Клеман, Клод (Claude Clément) — бригадный генерал
- Клеман де ля Ронсьер, Франсуа Мари (François Marie Clément de La Roncière) — дивизионный генерал
- Клемансе, Луи (Louis Clemencet) — бригадный генерал
- Клерво, Огюстен (Augustin Clerveaux) — бригадный генерал
- Клерк, Жозеф Теодор (Joseph Théodore Clerc) — бригадный генерал
- Клики, Станислас (Stanislas Klicki) — бригадный генерал
- Клозель, Бертран (Bertrand Clauzel) — дивизионный генерал
- Князевич, Кароль Отто (Karol Otto Kniaziewicz) — дивизионный генерал

### Ко
- Кобан (''Вабр''), Марк Антуан (Marc-Antoine Coban, dit Vabre) — бригадный генерал
- Кола, Жак (Jacques Colas) — бригадный генерал
- Колини, Франсуа (François Coliny) — бригадный генерал
- Коллен, Жан Кристоф (Вердьер) (Jean Christophe Collin, dit Verdière) — дивизионный генерал
- Колло, Жорж Анри Виктор (Georges Henri Victor Collot) — бригадный генерал
- Колль, Жан Теодор (Jean Théodore Colle) — бригадный генерал
- Коло, Клод Сильвестр (Claude Sylvestre Colaud) — дивизионный генерал
- Коло де Ля Сальсет, Жан Жак Бернарден (Jean Jacques Bernardin Colaud de La Salcette) — дивизионный генерал
- Колом, Жозеф Антуан (Joseph Antoine Colomb) — бригадный генерал
- Колом, Пьер (Pierre Colomb) — бригадный генерал
- Колье, Антуан Николя (Antoine Nicolas Collier) — дивизионный генерал
- Комбель, Жан Антуан Франсуа (Jean Antoine François Combelle) — дивизионный генерал
- Комби, Жак Жан Станисла(с) (Jacques Jean Stanislas Combis) — бригадный генерал
- Комбе, Жан-Франсуа (Jean-François Combez) — бригадный генерал
- Комм, Жан Андре (Jean André Commes) — бригадный генерал
- Коммер, Марк-Антуан (Marc-Antoine Commaire) — дивизионный генерал
- Компан, Жан-Доминик (Jean-Dominique Compans) — дивизионный генерал
- Компер, Клод Антуан (Claude Antoine Compère) — бригадный генерал
- Компер, Луи Фюрси Анри (Louis Fursy Henri Compère) — дивизионный генерал
- Конильяно-Каранталь, Жак Мари Жозеф (Jacques Marie Joseph Conigliano-Carenthal) — бригадный генерал
- Конопка, Ян (Jan Konopka) — бригадный генерал
- Конру, Николя Франсуа (Nicolas François Conroux) — дивизионный генерал
- Константини, Венсан Мари (Vincent Marie Constantini) — бригадный генерал
- Контамин, Теодор (Théodore de Contamine) — бригадный генерал
- Корбино, Клод Луи Констан Эспри Жювеналь (Claude Louis Constant Esprit Juvénal Corbineau) — бригадный генерал
- Корбино, Жан-Батист Жювеналь (Jean-Baptiste Juvénal Corbineau) — дивизионный генерал
- Корбино, Эркюль (Hercule Corbineau) — подполковник
- Корда, Жозеф (Joseph Corda) — дивизионный генерал
- Корделье-Делану, Этьен Жан-Франсуа (Étienne Jean-François Cordellier-Delanoüe) — дивизионный генерал
- Кордеран, Андре Франсуа (André François Corderan) — бригадный генерал
- Корню, Жан Франсуа (Jean François Cornu) — дивизионный генерал
- Корсен, Андре-Филипп (André Philippe Corsin) — бригадный генерал
- Корт, Рош Жозеф Лоран Иасент (Курт де Бонвуазан) (Roch Joseph Laurent Hyacinthe Corte, dit Courte de Bonvoisin) — бригадный генерал
- Косс, Жан-Жак (Jean-Jacques Causse) — бригадный генерал
- Кошуа, Антуан Кристоф (Antoine Christophe Cochois) — бригадный генерал
- Коэлле, Жан-Франсуа (Jean-François Coayllet) — бригадный генерал

### Кр-Кю
- Крайенгоф, Корнелий Рудольф Теодор (Corneille Rodolphe Théodore Krayenhoff) — бригадный генерал
- Красинский, Винценты Корвин (Wincenty Krasiński) — дивизионный генерал
- Кревуазье, Жан Иньяс (Jean Ignace Crevoisier) — бригадный генерал
- Кретьян, Гийом Ксавье (Guillaume Xavier Chrétien) — бригадный генерал
- Крётцер, Шарль Огюст (Charles Auguste Creutzer) — бригадный генерал
- Кригг, Жан Эрнест (Jean Ernest Kriegg) — дивизионный генерал
- Кристиани, Шарль Жозеф (Joseph Christiani) — бригадный генерал
- Кристоф, Николя Франсуа (Nicolas François Christophe) — бригадный генерал
- Кротье, Жан Мари Эктор (Jean Marie Hector Crottier) — бригадный генерал
- Круазе, Арноль(д) (Arnold Croiset) — бригадный генерал
- Круза, Жозеф (Joseph Crousat, dit Crouzat) — бригадный генерал
- Крюблие д’Оптер, Анри (Henri Crublier d’Opterre) — бригадный генерал
- Кузен де Доммартен, Эльзеар Огюст (Elzéar Auguste Cousin de Dommartin) — дивизионный генерал
- Кукур, Жюстен Теодоз (Justin Théodose Coucourt) — бригадный генерал
- Кулуми, Анне Антуан (Annet Antoine Couloumy) — бригадный генерал
- Курто, Пьер Антуан (Pierre Antoine Courtot) — дивизионный генерал
- Кустар де Сен-Ло, Ги (Guy Coustard de Saint-Lo) — дивизионный генерал
- Кусто де Лабаррер, Анн Жак Франсуа (Anne Jacques François Cousteau de Labarrère) — бригадный генерал
- Кутар, Луи Франсуа (Louis François Coutard) — дивизионный генерал
- Кутюр, Жак Жозеф (Jacques Joseph Couture) — бригадный генерал
- Куэн, Жозеф Кристоф (Joseph Christophe Couin) — бригадный генерал
- Кюньо д’Обиньи, Николя (Nicolas Cugnot d’Aubigny) — бригадный генерал
- Кюрели, Жан Николя (Jean Nicolas Curely) — бригадный генерал
- Кюриаль, Филибер-Жан-Батист Франсуа (Philibert-Jean-Baptiste François Curial) — дивизионный генерал
- Кюрто, Жан-Батист Теодор (Jean-Baptiste Théodore Curto) — дивизионный генерал

## Л

### Ла
- Лаббе де Вуйе, Франсуа Шарль (François Charles Labbé de Vouillers) — бригадный генерал
- Лабедуайер, Шарль Анжелик Юше (Charles de La Bédoyère) — бригадный генерал
- Лабурдонне, Анн Франсуа Огюстен (Anne François Augustin de La Bourdonnaye) — дивизионный генерал
- Лавалетт дю Вердье, Жан-Пьер Мари (Jean-Pierre Marie Lavalette du Verdier) — бригадный генерал
- Лаваль, Анн Жильбер де (Anne Gilbert de La Val) — дивизионный генерал
- Лагард, Анри Жак Мартен (Henri Jacques Martin Lagarde) — бригадный генерал
- Лагарп, Амеде Эмманюэль Франсуа (Amédée Emmanuel François Laharpe) — дивизионный генерал
- Лагранж, Жозеф (Joseph Lagrange) — дивизионный генерал
- Лакомб-Сен-Мишель, Жан Пьер (Jean-Pierre Lacombe-Saint-Michel) — дивизионный генерал
- Лакост, Клеман Жан Этьен (Clément Jean Étienne Lacoste) — бригадный генерал
- Лакост де Фонтениль, Пьер Жан-Батист (Pierre Jean-Baptiste Lacoste de Fontenille) — бригадный генерал
- Лакруа, Матьё (Mathieu Lacroix) — бригадный генерал
- Лакруа, Амадео (Amadeo de Lacroix) — дивизионный генерал'
- Лакюэ, Жан-Жирар (Jean-Girard Lacuée) — дивизионный генерал
- Лаланн, Жан (Jean Lalanne) — бригадный генерал
- Лаланс, Александр (Alexandre Lalance) — бригадный генерал
- Лален д’Оденард, Шарль Эжен (Charles Eugène Lalaing d’Audenarde) — дивизионный генерал
- Лаллеман, Анри Доминик (Henri Dominique Lallemand) — дивизионный генерал
- Лаллеман, Франсуа Антуан (François Antoine Lallemand) — дивизионный генерал
- Лаллеман де Вет, Жозеф Теодор Габриэль (Joseph Théodore Gabriel Lallemand de Waites) — бригадный генерал
- Ламарк, Жан Максимилиан (Jean Maximilien Lamarque) — дивизионный генерал
- Ламарк д’Арруза, Жан-Батист Теодор (Jean-Baptiste Théodore Lamarque d’Arrouzat) — бригадный генерал
- Ламарш (Друо), Франсуа Жозеф (François Joseph Drouot, dit Lamarche) — дивизионный генерал
- Ламбер, Анри Франсуа (Henri François Lambert) — бригадный генерал
- Ламбер, Юрбен Франсуа (Urbain François Lambert) — бригадный генерал
- Лами Д’Анже, Луи Огюстен (Louis Augustin Lamy d’Hangest) — дивизионный генерал
- Лами де Буаконто, Жан-Жозеф (Jean-Joseph Lamy de Boisconteau) — бригадный генерал
- Ламот, Огюст Этьен Мари (Auguste Étienne Marie Lamotte) — бригадный генерал
- Ламурё, Пьер Франсуа Ламбер (Pierre François Lambert Lamoureux) — дивизионный генерал
- Ламуру де Ля Рок-Кюссон, Жан-Батист (Jean-Baptiste Lamouroux de La Roque-Cusson) — бригадный генерал
- Ланабер, Жан-Пьер (Jean Pierre Lanabère) — бригадный генерал
- Ланглуа де Мотвиль, Дени Жан Флоримон (Denis Jean Florimond Langlois de Mautheville) — дивизионный генерал
- Ландрен, Жан-Ноэль (Jean-Noël Landrin) — дивизионный генерал
- Ланн, Жан (Jean Lannes) — маршал Империи
- Ланшантен, Луи Франсуа (Louis François Lanchantin) — бригадный генерал
- Ланюсс, Франсуа (François Lanusse) — дивизионный генерал
- Ланюсс, Пьер (Робер) (Pierre Lanusse, dit Robert Lanusse) — дивизионный генерал
- Лапальер, Марен Геру (Marin Guéroult Lapalière) — бригадный генерал
- Лаписс, Пьер Белон (Pierre Belon Lapisse) — дивизионный генерал
- Лапланш, Жан-Батист Антуан (Jean-Baptiste Antoine Laplanche) — бригадный генерал
- Лапрен, Пьер (Pierre Laprun) — дивизионный генерал
- Ларонд, Филипп Амбруаз Дени (Philippe Ambroise Denis Laronde) — дивизионный генерал
- Ларош, Франсуа (François Laroche) — бригадный генерал
- Ларош-Дюбуска, Антуан (Antoine Laroche-Dubouscat) — дивизионный генерал
- Ларрок, Жан-Батист (Jean-Baptiste Larroque) — бригадный генерал
- Ласабати (Андриё), Жан (Jean La Sabatie, dit Andrieux) — бригадный генерал
- Лассаль, Антуан Шарль Луи (Antoine Charles Louis Lasalle) — дивизионный генерал
- Лассалль-Сезо,Франсуа (François Lassalle-Cezeau) — бригадный генерал
- Латур, Жозеф (Joseph Latour) — бригадный генерал
- Латур, Анри Жозеф Венсан (Henri Joseph Vincent Latour) — бригадный генерал
- Латур-Мобур, Мари-Шарль-Сезар де (Marie Charles César Florimond de Fay de La Tour-Maubourg) — дивизионный генерал
- Латур-Мобур де Фэ, Виктор Николя (Marie Victor Nicolas de Fay de La Tour-Maubourg) — дивизионный генерал
- Латей, Пьер Франсуа (Pierre François Lataye) — бригадный генерал
- Лауэр, Жан-Батист (Jean-Baptiste Lauer) — бригадный генерал
- Лафит, Мишель Паскаль (Michel Pascal Lafitte) — бригадный генерал
- Лафит-Клаве, Андре-Жозеф (André Joseph Lafitte-Clavé) — бригадный генерал
- Лафон, Эли (Elie Lafont) — бригадный генерал
- Лафосс, Жак Матюрен (Jacques Mathurin Lafosse) — бригадный генерал
- Лаффит, Жюстен (Justin Laffite) — бригадный генерал
- Лачински, Жозеф (Joseph Laczynski) — бригадный генерал
- Лашез, Жак Франсуа (Jacques François Lachaise) — бригадный генерал
- Лаюр, Луи Жозеф (Louis Joseph Lahure) — дивизионный генерал

### Ле
- Лебель, Антуан Жозеф Клод (Antoine Joseph Claude Le Bel) — бригадный генерал
- Леблан-Делиль, Поль Александр (Paul Alexandre Leblanc-Delisle) — бригадный генерал
- Лебле, Клод Мари (Claude Marie Lebley) — бригадный генерал
- Леблон, Луи Венсан Жозеф (Louis Vincent Joseph Leblond) — дивизионный генерал
- Лебондидье, Леонар (Léonard Lebondidier) — бригадный генерал
- Лебрен, Анн Шарль (Anne Charles Lebrun) — дивизионный генерал
- Лебрен, Франсуа Леон (François Léon Lebrun) — бригадный генерал
- Леваль, Жан Франсуа (Jean François Leval) — дивизионный генерал
- Левассёр, Виктор (Victor Levasseur) — бригадный генерал
- Левассёр, Пьер Леон (Pierre Léon Levavasseur) — дивизионный генерал
- Левассёр де Нёйи, Жоашим Жозеф (Joachim Joseph Levasseur de Neuilly) — бригадный генерал
- Левейе, Жан Пьер Батист (Jean Pierre Baptiste L’Eveillé) — бригадный генерал
- Левенёр де Тильер, Алексис Поль Мишель Таннеги (Alexis Paul Michel Tanneguy Leveneur de Tillières) — дивизионный генерал
- Левек, Луи Мари (Louis Maris Levesque comte de Laferrière) — дивизионный генерал
- Леврие, Жозеф Пласид Александр (Joseph Placide Alexandre Levrier) — дивизионный генерал
- Леглиз, Пьер (Pierre Léglise) — бригадный генерал
- Легонье, Франсуа (François Leigonyer) — бригадный генерал
- Легра, Эдуар (Édouard Legras) — бригадный генерал
- Легран, Клод Жюст Александр (Claude Juste Alexandre Legrand) — дивизионный генерал
- Легран, Этьен (Étienne Legrand) — дивизионный генерал
- Легран, Луи Мельшиор (Louis Melchior Legrand) — бригадный генерал
- Легро, Жан Эктор (Jean Hector Legros) — бригадный генерал
- Легро, Максимен (Maximin Legros) — бригадный генерал
- Леге, Франсуа-Жозеф (François-Joseph Leguay) — бригадный генерал
- Ледрю дез Эссар, Франсуа Рош (François Roch Ledru des Essarts) — дивизионный генерал
- Ледуайен, Жан-Дени (Jean-Denis Le Doyen) — бригадный генерал
- Ледьё де Виль, Пьер Элеонор (Pierre Eléonore Le Dieu de Ville) — бригадный генерал
- Леде, Жозеф Тома (Joseph Thomas Ledée) — бригадный генерал
- Лежандр д’Арвесс, Франсуа Мари Гийом (François Marie Guillaume Legendre d’Harvesse) — бригадный генерал
- Лежён, Луи-Франсуа (Louis-François Lejeune) — бригадный генерал
- Лежье, Пьер Жозеф (Pierre Joseph Légier) — бригадный генерал
- Лезёр, Луи Жан-Батист (Louis Jean-Baptiste Leseur) — бригадный генерал
- Лезюир, Жозеф Матюрен Фидель (Joseph Mathurin Fidèle Lesuire) — бригадный генерал
- Лека, Франсуа-Жозеф (François-Joseph Lecat) — бригадный генерал
- Лекапитен, Жак (Jacques Le Capitaine) — бригадный генерал
- Леки, Жозеф (Joseph Lechi) — дивизионный генерал
- Леки, Теодоро (Teodoro Lechi) — дивизионный генерал
- Леклер, Теодор Франсуа Жозеф (Théodore François Joseph Leclaire) — бригадный генерал
- Леклерк, Шарль (Charles Victor Emmanuel Leclerc) — дивизионный генерал
- Леклер(к) (Мильфор Тастанежи), Жан-Антуан (Jean-Antoine Le Clerc, dit Milfort Tastanégy) — бригадный генерал
- Леклер(к) д’Остен, Пьер (Pierre Leclerc d’Ostein) — бригадный генерал
- Леклерк дез Эссар, Луи Николя Марен (Louis Nicolas Marin Leclerc des Essarts) — дивизионный генерал
- Лекõт, Жан-Батист Себастьян (Jean-Baptiste Sébastien Le Comte) — бригадный генерал
- Лекõт, Рене-Луи (René-Louis Lecomte) — бригадный генерал
- Лекуа, Луи (Louis Lequoy) — дивизионный генерал
- Лекурб, Клод Жак (Claude Jacques Lecourbe) — дивизионный генерал
- Лекутюрье, Роббер Антуан Мари (Robert Antoine Marie Lecousturier) — бригадный генерал
- Лельевр, Аделаид Блез Франсуа (Adélaïde Blaise François Le Lièvre) — дивизионный генерал
- Лельевр, Арман Шарль Луи (Armand Charles Louis Le Lièvre) — дивизионный генерал
- Лемаруа, Жан Леонор Франсуа (Jean Léonor François Le Marois) — дивизионный генерал
- Лемуан, Луи (Louis Lemoine) — дивизионный генерал
- Лемуан, Марк-Антуан (Marc-Antoine Lemoyne) — бригадный генерал
- Лемутон де Буадеффр, Луи Рене (Louis René Le Mouton de Boisdeffre) — бригадный генерал
- Лемер, Андре Жозеф (André Joseph Lemaire) — дивизионный генерал
- Ленуар, Огюст Николя (Auguste Nicolas Lenoir) — бригадный генерал
- Ленуар де Ля Коштьер, Мишель Этьен Франсуа (Michel Étienne François Lenoir de La Cochetière) — бригадный генерал
- Ленури (Нури), Анри Мари (Henri Marie Lenoury dit Noury) — дивизионный генерал
- Леорье, Жозеф Пласид Александр (Joseph Placide Alexandre Léorier) — бригадный генерал
- Лепедюшель (Педюшель), Гийом (Guillaume Lepéduchelle, dit Péduchelle) — бригадный генерал
- Лепен, Пьер Анри (Pierre Henri Lepin) — дивизионный генерал
- Лепик, Луи (Louis Lepic) — дивизионный генерал
- Лепин, Жозеф Франсуа Антуан Габриэль (Joseph François Antoine Gabriel Lépine) — бригадный генерал
- Лепеж, Жан-Франсуа (Jean-François Lepaige) — бригадный генерал
- Лери де Ля Шаплетт, Альбер Огюст (Albert Auguste Le Ris de La Chapelette) — бригадный генерал
- Леривен, Габриэль Жак (Gabriel Jacques Lerivint) — бригадный генерал
- Леритье де Шезель, Самюэль (Samuel Lhéritier de Chézelles) — дивизионный генерал
- Лермитт д’Обиньи, Пьер Франсуа (Pierre François Lhermitte d’Aubigny) — бригадный генерал
- Леруа де Преваль, Жозеф Эрве Жан (Joseph Hervé Jean Le Roy de Préval) — бригадный генерал
- Лесенекаль, Жорж Ипполит (Georges Hippolyte Le Sénécal) — бригадный генерал
- Летелье, Анри (Henri Letellier) — бригадный генерал
- Летор, Луи Мишель (Louis Michel Letort) — дивизионный генерал
- Летурнёр, Франсуа-Жозеф Александр (François-Joseph Alexandre Letourneur) — бригадный генерал
- Летурнёр, Франсуа Луи Оноре (François Louis Honoré Le Tourneur) — бригадный генерал
- Лефевр, Франсуа Жозеф (François Joseph Lefebvre) — почётный маршал Империи
- Лефевр, Мари Ксавье Жозеф (Marie Xavier Joseph Lefebvre) — бригадный генерал
- Лефевр, Симон (Simon Lefebvre) — бригадный генерал
- Лефевр де Ладоншам, Жак Анри Франсуа (Jacques Henri François Lefebvre de Ladonchamp) — бригадный генерал
- Лефевр-Денуэтт, Шарль (Charles Lefebvre-Desnouettes) — дивизионный генерал
- Леферон, Луи Иасент (Louis Hyacinthe Le Feron) — бригадный генерал
- Лефоль, Этьен Николя (Étienne Nicolas Lefol) — дивизионный генерал
- Лефор, Шарль Огюст Филипп (Charles Auguste Philippe Lefort) — бригадный генерал
- Лефор, Фредерик Антуан Анри (Frédéric Antoine Henri Le Fort) — бригадный генерал
- Лефранк, Жак (Jacques Lefranc) — бригадный генерал
- Лешелль, Жан (Jean Léchelle) — дивизионный генерал

### Ли-Лю
- Лиже-Белер, Луи (Louis Liger-Belair) — дивизионный генерал
- Линш, Изидор (Isidore Lynch) — дивизионный генерал
- Лион, Жан Дьёдонне (Jean Dieudonné Lion) — бригадный генерал
- Лойо Демар, Одон Николя (Odon Nicolas Loeillot Demars) — бригадный генерал
- Лоне, Жан (Jean Aulay de Launay, dit Launay) — дивизионный генерал
- Лоншан, Луи (Louis Lonchamp) — бригадный генерал
- Лоран, Франсуа Гийом Бартелеми (François Guillaume Barthélémy Laurent) — дивизионный генерал
- Лорж, Жан Тома Гийом (Jean Thomas Guillaume Lorge) — дивизионный генерал
- Лористон, Жак Александр Ло де (Jacques Alexandre Bernard Law de Lauriston) — дивизионный генерал
- Лоше, Пьер-Шарль (Pierre-Charles Lochet) — бригадный генерал
- Лоэ, Жан (Jean Lauer) — бригадный генерал
- Луазон, Луи Анри (Louis Henri Loison) — дивизионный генерал
- Луба де Боан, Жан-Клод (Jean-Claude Loubat de Bohan) — бригадный генерал
- Льебо, Шарль Антуан (Charles Antoine Liébault) — бригадный генерал
- Льебер, Жан Жак (Jean Jacques Liébert) — дивизионный генерал
- Льегар, Франсуа (François Liégard) — бригадный генерал
- Людо, Дени Эльуа (Denis Éloi Ludot) — бригадный генерал
- Люилье де Оф, Франсуа (François Lhuillier de Hoff) — дивизионный генерал
- Люкнер, Николя (Nicolas Luckner) — маршал Франции
- Люкотт, Эдм Эме (Edme Aimé Lucotte) — дивизионный генерал

## М

### Ма
- Мажеллон де Ламорльер, Алексис (Alexis Magellon de Lamorlière) — дивизионный генерал
- Мажеллон де Ламорльер, Франсуа Луи (François Louis Magellon de Lamorlière) — дивизионный генерал
- Макар, Франсуа (François Macquard) — дивизионный генерал
- Макдональд, Этьен Жак Жозеф Александр (Étienne Jacques Joseph Macdonald) — маршал Империи
- Макон, Пьер (Pierre Macon) — бригадный генерал
- Макор, Франсуа Антуан Жозеф (François Antoine Joseph Macors) — дивизионный генерал
- Мале, Клод-Франсуа (Claude-François de Malet) — бригадный генерал
- Мале, Пьер Антуан Ансельм (Pierre Antoine Anselme Malet) — бригадный генерал
- Малер, Жан-Пьер Фирмен (Jean-Pierre Firmin Malher) — дивизионный генерал
- Мали, Этьен Бернар (Étienne Bernard Malye) — бригадный генерал
- Маллере, Марк Антуан (Marc Antoine Malleret) — дивизионный генерал
- Мальбранк, Филипп Жозеф (Philippe Joseph Malbrancq) — бригадный генерал
- Манес, Шарль Антуан (Charles Antoine Manhès) — дивизионный генерал
- Манжен-Дуан, Жан-Батист (Jean-Baptiste Mangin-Doins) — бригадный генерал
- Маниго-Гольуа, Жозеф Ив (Joseph Yves Manigault-Gaulois) — бригадный генерал
- Марансен, Жан-Пьер (Jean-Pierre Maransin) — дивизионный генерал
- Марбо, Жан-Антуан (Jean-Antoine Marbot) — дивизионный генерал
- Марбо, Марселлен (Marcellin Marbot) — бригадный генерал
- Маргарон, Пьер (Pierre Margaron) — дивизионный генерал
- Марге, Жан Жозеф (Jean Joseph Marguet) — бригадный генерал
- Марен, Жак-Бартелеми (Jacques-Barthélémy Marin) — бригадный генерал
- Маризи (Вагнер), Фредерик Кристоф Анри Пьер Клод (Frédéric Christophe Henri Pierre Claude Vagnair, dit Marizy) — бригадный генерал
- Марион, Шарль Станислас (Charles Stanislas Marion) — бригадный генерал
- Маркс, Фердинан Даниэль (Ferdinand Daniel Marx) — бригадный генерал
- Мармон, Огюст Фредерик Луи (Auguste Frédéric Louis Viesse de Marmont) — маршал Империи
- Марсо-Дегравье, Франсуа-Северен (François-Séverin Marceau-Desgraviers) — дивизионный генерал
- Мартен, Жозеф Магделен (Joseph Magdelaine Martin) — бригадный генерал
- Мартильер, Пьер (Pierre Martillière) — бригадный генерал
- Мартюшевиц де Лабец, Жорж Александр (Georges Alexandre Martuschewitz de Labedz) — бригадный генерал
- Маршан, Жан Габриэль (Jean Gabriel Marchand) — дивизионный генерал
- Маршан, Луи Тома (Louis Thomas Marchant) — бригадный генерал
- Маршан, Теодор Мельшиор (Théodore Melchior Marchant) — бригадный генерал
- Маршан де Ла Ульер, Матьё Анри (Mathieu Henri Marchant de La Houlière) — дивизионный генерал
- Марше, Эдме Пьер Пуи (Edmé Pierre Louis Marchais) — бригадный генерал
- Марьяж (де Мерьяж), Луи Огюст Франсуа (Louis Auguste François Mariage, dit de Mériage) — бригадный генерал
- Марюла (Марола), Жакоб Франсуа (Jacob François Marola, dit Marulaz) — дивизионный генерал
- Массена, Андре (André Masséna) — маршал Империи
- Массоль де Монтей, Оноре Луи Огюст (Honoré Louis Auguste Massol de Monteil) — дивизионный генерал
- Массон, Жан Огюстен (Jean Augustin Masson) — бригадный генерал
- Матали, Пьер (Pierre Mataly) — бригадный генерал
- Матено (Матенотт-“Победа”), Жозеф (Joseph Matenot, dit Matenotte ou La Victoire) — бригадный генерал
- Матер, Жан-Батист Марсьяль (Jean-Baptiste Martial Materre) — бригадный генерал
- Матис, Жан Николя Элуа (Jean Nicolas Éloi Mathis) — бригадный генерал

### Ме
- Мезон, Николя Жозеф (Nicolas Joseph Maison) — дивизионный генерал
- Мейе, Пьер Арну (Pierre Arnould Meyer) — дивизионный генерал
- Мейе, Жан-Батист Мор Анж Монтанюс Жозеф Родольф Эжен (Jean-Baptiste Maur Ange Montanus Joseph Rodolphe Eugène Meyer) — дивизионный генерал
- Мейе де Шоансе, Бернар Менра Фредален Жозеф Филипп Нере Жан-Батист (Bernard Meinrad Frédalin Joseph Philippe Nérée Jean-Baptiste Meyer de Schauensée) — дивизионный генерал
- Мейнадье, Луи Анри Рене (Louis Henri René Meynadier) — дивизионный генерал
- Мейнье, Жан-Батист (Jean-Baptiste Meynier) — дивизионный генерал
- Мейнье, Жан Шарлемань (Jean Charlemagne Maynier) — бригадный генерал
- Мекилле, Жан Николя (Jean Nicolas Méquillet) — дивизионный генерал
- Мекилле, Шарль-Николя (Charles-Nicolas Méquillet) — дивизионный генерал
- Мекло, Жан (Jean Mesclop) — бригадный генерал
- Менаж, Жак (Jacques Mesnage) — бригадный генерал
- Менан, Антуан (Antoine Menant) — бригадный генерал
- Менар, Жан-Франсуа Ксавье (Jean-François Xavier de Ménard) — дивизионный генерал
- Менар, Филипп Ромен (Philippe Romain Ménard) — дивизионный генерал
- Менн, Жан-Батист Пьер (Jean-Baptiste Pierre Menne) — дивизионный генерал
- Менони, Жозеф Антуан Мари Мишель (Joseph Antoine Marie Michel Mainoni) — бригадный генерал
- Мену де Бюсси, Жак-Франсуа де (Jacques-François Menou) — дивизионный генерал
- Мерлен, Жан-Батист Габриэль (Jean-Baptiste Gabriel Merlin) — бригадный генерал
- Мерлен, Кристоф Антуан (Christophe Antoine Merlin) — дивизионный генерал
- Мерлен, Антуан-Франсуа-Эжен (Antoine-François-Eugène Merlin) — дивизионный генерал
- Мерль, Пьер Юг Виктуар (Pierre Hugues Victoire Merle) — дивизионный генерал
- Мерль де Больё, Пьер Николя (Pierre Nicolas Merle de Beaulieu) — бригадный генерал
- Мерме, Жюльен Огюст Жозеф (Julien Auguste Joseph Mermet) — дивизионный генерал
- Мерме де Сен-Ландри, Антуан (Antoine Mermet de Saint-Landry) — бригадный генерал
- Мёзьо, Клод (Claude Meuziau) — дивизионный генерал
- Мёнье, Бенуа (Benoît Meunier) — дивизионный генерал
- Мёнье, Клод Мари (Claude Marie Meunier) — дивизионный генерал
- Мёнье, Юг Александр Жозеф (Hugues Alexandre Joseph Meunier) — дивизионный генерал
- Мёнье де ла Плас, Жан-Батист Мари (Jean-Baptiste Marie Meusnier de la Place) — дивизионный генерал

### Ми
- Мика, Жан-Франсуа (Jean-François Micas) — дивизионный генерал
- Микель, Пьер Андре (Pierre André Miquel) — бригадный генерал
- Миле, Жак Луи Франсуа (Jacques Louis François Milet) — бригадный генерал
- Миле де Мюро, Луи Мари Антуан (Louis Marie Antoine Milet de Mureau) — дивизионный генерал
- Милле, Теодор Франсуа (Théodore François Millet) — бригадный генерал
- Милле де Вильнёв, Арман Луи Амели (Armand Louis Amélie Millet de Villeneuve) — дивизионный генерал
- Мильо, Эдуар Жан-Батист (Édouard Jean-Baptiste Milhaud) — дивизионный генерал
- Мино, Жан-Луи Туссен (Jean-Louis Toussaint Minot) — бригадный генерал
- Миньо, Тома (Thomas Mignot) — дивизионный генерал
- Миньот, Жозеф (Joseph Mignotte) — бригадный генерал
- Мирабель, Гийом (Guillaume Mirabel) — бригадный генерал
- Мирёр, Франсуа (François Mireur) — бригадный генерал
- Мишель, Жан-Батист Пьер (Jean-Baptiste Pierre Michel) — бригадный генерал
- Мишель, Клод-Этьен (Claude-Étienne Michel) — дивизионный генерал
- Мишель де Белькур, Жан Бернар (Jean Bernard Michel de Bellecour) — дивизионный генерал
- Мишо, Клод Иньяс Франсуа (Claude Ignace François Michaud) — дивизионный генерал
- Мишо, Пьер Антуан (Pierre Antoine Michaud) — дивизионный генерал
- Мишо, Антуан (Antoine Michaux) — бригадный генерал

### Мо
- Могра, Антуан (Antoine Maugras) — бригадный генерал
- Мокери, Жорж Алексис (Georges Alexis Mocquery) — дивизионный генерал
- Моко, Жан (Jean Mauco) — дивизионный генерал
- Мокомбль, Жан-Франсуа Николя (Jean-François Nicolas Maucomble) — бригадный генерал
- Молетт, Жан-Батист (Jean-Baptiste Molette) — бригадный генерал
- Молитор, Габриэль Жан Жозеф (Gabriel Jean Joseph Molitor) — дивизионный генерал
- Мольмон, Франсуа (François Maulmond) — бригадный генерал
- Монбрен, Александр (Alexandre Montbrun) — бригадный генерал
- Монбрен, Луи-Пьер (Louis-Pierre Montbrun) — дивизионный генерал
- Моне, Жорж (Georges Monet) — бригадный генерал
- Моней, Джон (John Money) — бригадный генерал
- Монло, Андре (André Monleau) — бригадный генерал
- Монне де Лорбо, Луи де (Louis Claude Monnet de Lorbeau) — дивизионный генерал
- Моннье, Жан Шарль (Jean Charles Monnier) — дивизионный генерал
- Моннье (Ле Моннье), Рене Николя (René Nicolas Monnier, dit Le Monnier) — дивизионный генерал
- Моннье де Прилли, Мари Пьер Иполит (Marie Pierre Hypolithe Monnyer de Prilly) — бригадный генерал
- Монру, Жозеф (Joseph Monroux) — бригадный генерал
- Монсей, Бон Адриен Жанно де (Bon Adrien Jeannot de Moncey) — маршал Империи
- Монте, Жан Этьен Франсуа (Jean Étienne François Monter) — бригадный генерал
- Монфалькон, Жан (Jean Montfalcon) — дивизионный генерал
- Мопти, Пьер Оноре Анн (Pierre Honoré Anne Maupetit) — бригадный генерал
- Мопуан, Луи Жозеф (Louis Joseph Maupoint) — бригадный генерал
- Моран, Жозеф (Joseph Morand) — дивизионный генерал
- Моран, Шарль Антуан Луи Алексис (Charles Antoine Louis Alexis Morand) — дивизионный генерал
- Моран дю Пюш-старший, Пьер (Pierre Morand du Puch aîné) — дивизионный генерал
- Моран дю Пюш-младший, Пьер (Pierre Morand du Puch cadet) — бригадный генерал
- Морар де Ля Байетт де Галль, Шарль (Charles Morard de La Bayette de Galles) — дивизионный генерал
- Морен, Антуан (Antoine Maurin) — дивизионный генерал
- Морен, Жан-Батист Луи (Jean-Baptiste Louis Morin) — бригадный генерал
- Морен, Пьер-Николя (Pierre-Nicolas Morin) — бригадный генерал
- Мори (Леграс), Анри (Henry Maury, dit Le Grâce) — бригадный генерал
- Морио де Л’Иль, Анне (Annet Morio de L’Isle) — бригадный генерал
- Морис (Дюфор), Николя (Nicolas Maurice, dit Dufort) — бригадный генерал
- Морлан, Франсуа-Луи де (François-Louis de Morlan, dit Morland) — полковник
- Морло, Антуан (Antoine Morlot) — дивизионный генерал
- Моро, Жан Виктор (Jean-Victor Moreau) — дивизионный генерал
- Моро, Жан-Клод (Jean-Claude Moreau) — бригадный генерал
- Моро, Жан Рене (Jean René Moreaux) — дивизионный генерал
- Морони, Анж-Пьер (Ange-Pierre Moroni) — бригадный генерал
- Мортье, Адольф Эдуар Казимир Жозеф (Adolphe Édouard Casimir Joseph Mortier) — маршал Империи
- Моссель, Жан-Луи Оливье (Jean-Louis Olivier Mossel) — бригадный генерал
- Мотт, Робер (Robert Motte) — бригадный генерал

### Му-Мю
- Муана д’Оксон, Жак Николя (Jacques Nicolas Moynat d’Auxon) — бригадный генерал
- Музен, Бартелеми Франсуа (Barthélémy François Mousin) — дивизионный генерал
- Мулен, Жан-Батист (Jean-Baptiste Moulin) — бригадный генерал
- Мулен, Жан-Франсуа (Jean-François Moulin) — дивизионный генерал
- Мурье, Пьер (Pierre Mourier) — бригадный генерал
- Муре, Андре (André Mouret) — дивизионный генерал
- Мутон, Жорж, граф Лобау (Georges Mouton, compte Lobau) — дивизионный генерал
- Мутон-Дюверне, Бартелеми Режи (Régis Barthélémy Mouton-Duvernet) — дивизионный генерал
- Мэйе, Жан Адам (Jean Adam Mayer) — бригадный генерал
- Мэйе, Жозеф Себастьян (Joseph Sébastien Mayer) — бригадный генерал
- Мэр (Лемер), Симон Юбер (Simon Hubert Maire, dit Lemaire) — бригадный генерал
- Мюскине де Бопре, Жан-Шарль (Jean-Charles Musquinet de Beaupré) — бригадный генерал
- Мюллéр, Франсуа (François Muller) — дивизионный генерал
- Мюллéр, Жак Леонар (Jacques Léonard Muller) — дивизионный генерал
- Мюнье де Ля Конверсери, Луи Франсуа Феликс (Louis François Félix Musnier de La Converserie) — дивизионный генерал
- Мюнье, Луи Доминик (Louis Dominique Munnier) — дивизионный генерал
- Мюрат, Иоахим (Joachim Murat) — маршал Империи

## Н

### На-Ню
- Навле де Ля Массонньер, Александр-Пьер (Alexandre-Pierre Navelet de La Massonnière) — бригадный генерал
- Нагль, Тома Патри (Thomas Patris Nagle) — бригадный генерал
- Надо-Фонтене, Анри (Henri Nadot-Fontenay) — дивизионный генерал
- Намд-Дюпуае, Пьер-Мишель (Pierre-Michel Nempde-Dupoyet) — бригадный генерал
- Наполеон I Бонапарт (Napoléon Bonaparte) — Император Франции
- Негр, Габриэль (Gabriel Neigre) — дивизионный генерал
- Ней, Мишель (Michel Ney) — маршал Империи
- Нейпер Тенди, Джеймс (James Napper Tandy) — бригадный генерал
- Неро, Этьен Анри Кристоф (Étienne Henri Christophe Nayrod) — бригадный генерал
- Нёванже, Жозеф Викторен (Joseph Victorin Nevinger) — дивизионный генерал
- Нёйи, Жоашим Жозеф (Joachim Joseph Neuilly) — бригадный генерал
- Николя, Жан (Jean Nicolas) — бригадный генерал
- Нойхауз (Мезоннёв), Эмманюэль Мишель Бертран Гаспар (Emmanuel Michel Bertrand Gaspard Neuhaus, dit Maisonneuve) — дивизионный генерал
- Ногес, Антуан (Antoine Noguès) — бригадный генерал
- Ногес, Жан-Франсуа Ксавье (Jean-François Xavier Noguès) — дивизионный генерал
- Норман, Жан-Гаспар (Jean-Gaspard Normand) — бригадный генерал[4]
- Ноэль, Пьер (Pierre Noël) — бригадный генерал
- Нуаро, Жан-Батист (Jean-Baptiste Noirot) — бригадный генерал
- Нувьон, Жан-Батист (Jean-Baptiste Nouvion) — бригадный генерал
- Нури (Ле Нури), Анри Мари (Henri Marie Le Noury, dit Noury) — дивизионный генерал
- Нюг, Сир (Сен-Сир-Нюг) (Cyr Nugues dit Saint-Cyr-Nugues) — дивизионный генерал

## О
- О’Киф, Патрис (Patrice O’Keeffe) — бригадный генерал
- О’Коннор, Артюр (Arthur O’Connor) — дивизионный генерал
- О’Меара, Гийом (Guillaume O’Meara) — бригадный генерал
- О’Меара, Тома (Thomas O’Meara, comte de Baane) — бригадный генерал
- О’Моран, Жак (Jacques O’Moran) — дивизионный генерал
- О’Ней (О’Нил), Жан (Jean O’Neill) — бригадный генерал
- О’Шее, Ришар (Richard O’Shée) — бригадный генерал
- Обри, Франсуа (François Aubry) — дивизионный генерал
- Обри Дарансе, Жозеф Габриэль (Joseph Gabriel Aubry Darencey) — бригадный генерал
- Обри де ля Бушардери, Клод Шарль (Claude Charles Aubry de La Boucharderie) — дивизионный генерал
- Обре, Рене Франсуа Жан (René François Jean Aubrée) — бригадный генерал
- Обер, Клод (Claude Aubert) — бригадный генерал
- Обер, Марк Антуан Мари (Marc Antoine Marie Obert) — дивизионный генерал
- Обер дю Байе, Жан-Батист Аннибаль (Jean-Baptiste Annibal Aubert du Bayet) — дивизионный генерал
- Обюжуа де ля Борд, Антуан Жан-Батист (Antoine Jean-Baptiste Aubugeois de La Borde) — бригадный генерал
- Ожеро, Пьер-Франсуа-Шарль (Charles Pierre François Augereau) — маршал Империи
- Ожеро, Жан-Пьер (Jean-Pierre Augereau) — дивизионный генерал
- Ожье, Жан-Батист (Jean-Baptiste Augier) — бригадный генерал
- Озе, Франсуа Жозеф (François Joseph Hauser) — бригадный генерал
- Ознак, Пьер Габриэль (Pierre Gabriel Ausenac) — бригадный генерал
- Оланье, Андре Луи (André Louis Olagnier) — дивизионный генерал
- Оливье, Жан-Батист (Jean-Baptiste Olivié, dit Olivier) — дивизионный генерал
- Ольмон де Веррьер, Николя Грегуар (Nicolas Grégoire Aulmont de Verrières) — бригадный генерал
- Ольри де Вальсен, Даниэль Тома (Daniel Thomas Olry de Valcin) — бригадный генерал
- Оляр, Пьер (Pierre Aulard) — бригадный генерал
- Опсоме(р), Луи Жозеф (Louis Joseph Opsomer) — бригадный генерал
- Орденер, Мишель (Michel Ordener) — дивизионный генерал
- Ордонно, Луи (Louis Ordonneau) — дивизионный генерал
- Ормансе(й), Франсуа Леон (François Léon Ormancey) — бригадный генерал
- Ортлиб, Дави (David Ortlieb) — бригадный генерал
- Оссвальд, Кристоф (Christophe Ossvald) — бригадный генерал
- Остан, Пьер-Жак (Pierre-Jacques Osten) — бригадный генерал
- Оттави, Жак Филипп (Jacques Philippe Ottavi) — бригадный генерал

## П

### Па
- Пажес, Жозеф (Joseph Pagès) — бригадный генерал
- Пажо, Франсуа Мари Себастьян (François Marie Sébastien Pageot) — дивизионный генерал
- Пажоль, Пьер Клод (Pierre Claude Pajol) — дивизионный генерал
- Пайяр (Пальяр), Николя Огюстен (Nicolas Augustin Paliard, dit Paillard) — бригадный генерал
- Пак де Гоздава, Луи Мишель (Louis Michel Pac de Gozdawa) — дивизионный генерал
- Пакен де Волёмон, Клод Этьен (Claude Étienne Paquin de Vauzlemont) — бригадный генерал
- Пакто, Мишель Мари (Michel Marie Pacthod) — дивизионный генерал
- Памплона, Эмманюэль Иньяс (Emmanuel Ignace Pamplona) — дивизионный генерал
- Паннтье, Клод Мари Жозеф (Claude Marie Joseph Pannetier) — дивизионный генерал
- Паради́, Жозеф (Joseph Paradis) — бригадный генерал
- Паран, Бартелеми Этьен (Barthélémy Étienne Parant) — бригадный генерал
- Парен дю Мениль, Пьер Матьё (Pierre Mathieu Parein du Mesnil) — бригадный генерал
- Пари, Мари Огюст (Marie Auguste Paris) — дивизионный генерал
- Пари д’Иллен, Антуан Мари (Antoine Marie Paris d’Illins) — бригадный генерал
- Паролетти, Тома Камиль Гаэтан (Thomas Camille Gaëtan Paroletti) — бригадный генерал
- Парра, Франсуа (François Parra) — бригадный генерал
- Партуно, Луи (Louis Partouneaux) — дивизионный генерал
- Паскаль-Валлонг, Жозеф Секре (Joseph Secret Pascal-Vallongue) — бригадный генерал
- Пассенж, Юсташ Юбер (Eustache Hubert Passinges) — бригадный генерал
- Пастоль, Ив Мари (Yves Marie Pastol) — бригадный генерал
- Патель, Филипп Жозеф (Philippe Joseph Patel) — бригадный генерал

### Пе
- Пеаларди (Пеларди), Матьё (Mathieu Péalardy, dit Pélardy) — дивизионный генерал
- Пего, Гийом Александр Тома (Guillaume Alexandre Thomas Pégot) — бригадный генерал
- Пего, Жан Годан Клод (Jean Gaudens Claude Pégot) — бригадный генерал
- Пеле-Клозо, Жан-Жак Жермен (Jean-Jacques Germain Pelet-Clozeau) — дивизионный генерал
- Пеллапра, Жан-Луи (Jean-Louis Pellapra) — бригадный генерал
- Пельгрен де Мийон, Жозеф (Joseph Pellegrin de Millon) — бригадный генерал
- Пельпор, Пьер (Pierre Pelleport) — дивизионный генерал
- Пельтье, Эме Сюльпис Виктор (Aimé Sulpice Victor Pelletier) — бригадный генерал
- Пельтье, Луи Франсуа Эли (Louis François Elie Pelletier) — дивизионный генерал
- Пельтье, Жан-Батист (Jean-Baptiste Pelletier) — дивизионный генерал
- Пельтье, Луи (Louis Pelletier) — бригадный генерал
- Пенн, Раймон Пьер (Raymond Pierre Penne) — бригадный генерал
- Пентевиль, Меми (Mémie Pinteville) — бригадный генерал
- Пентевиль, Пьер Алексис (Pierre Alexis Pinteville) — бригадный генерал
- Пеньа, Жозеф (Joseph Paignat) — дивизионный генерал
- Пепен, Жозеф (Joseph Pépin) — бригадный генерал
- Пер, Андре Пасифик (André Pacifique Peyre) — бригадный генерал
- Перго, Жан-Клод (Jean-Claude Pergaud) — бригадный генерал
- Пери, Бернар (Bernard Peri) — бригадный генерал
- Периньон, Катарин-Доминик (Catherine-Dominique de Pérignon) — почётный маршал Империи
- Перон, Луи Ипполит (Louis Hippolyte Peyron) — бригадный генерал
- Перремон, Андре Тома (André Thomas Perreimond ou Pereymont) — дивизионный генерал
- Перрен, Жозеф (Joseph Perrin) — бригадный генерал
- Перродон, Октав Клод Эмиль (Octave Claude Emile Perrodon) — дивизионный генерал
- Перрюке де Монришар, Жозеф Эли Дезире (Joseph Hélie Désiré Perruquet de Montrichard) — дивизионный генерал
- Персен де Ла Валетт, Шарль Бернар Жозеф (Charles Bernard Joseph Persin de La Valette) — бригадный генерал
- Песталоцци, Сезар Пьер (César Pierre Pestalozzi) — бригадный генерал
- Петеренк, Поль Луи Жозеф (Paul Louis Joseph Peterinck) — бригадный генерал
- Пети, Жан Мартен (Jean Martin Petit) — дивизионный генерал
- Пети, Клод (Claude Petit) — бригадный генерал
- Петигийом, Пьер (Pierre Petitguillaume) — дивизионный генерал
- Петито, Пьер Этьен (Pierre Étienne Petitot) — бригадный генерал
- Петиэ, Огюстен Луи (Augustin Louis Petiet) — бригадный генерал
- Пету-Денуае, Пьер Шарль (Pierre Charles Petou-Desnoyers) — бригадный генерал
- Пешё, Марк Николя Луи (Marc Nicolas Louis Pécheux) — дивизионный генерал

### Пи
- Пижон, Жан Жозеф Магделен (Jean Joseph Magdeleine Pijon) — бригадный генерал
- Пикар, Жозеф Дени (Joseph Denis Picard) — бригадный генерал
- Пике, Сириль Симон (Cyrille Simon Picquet) — бригадный генерал
- Пико де Базю, Этьен Гийом (Étienne Guillaume Picot de Bazus) — дивизионный генерал
- Пилль, Луи Антуан (Louis Antoine Pille) — дивизионный генерал
- Пилотт, Жак Маргерит (Jacques Marguerite Pilotte) — дивизионный генерал
- Пине де Борд-Дефоре, Жан Даниэль (Jean Daniel Pinet de Borde-Desforêts) — бригадный генерал
- Пине де Сен-Незен, Жан (Jean Pinet de Saint-Naixent) — бригадный генерал
- Пино, Агатон (Agathon Pinot) — бригадный генерал
- Пино, Доминик (Dominique Pino) — дивизионный генерал
- Пинон, Жан Симон Пьер (Jean Simon Pierre Pinon) — бригадный генерал
- Пиното, Пьер Арман (Pierre Armand Pinoteau) — бригадный генерал
- Пистон, Жозеф (Joseph Piston) — дивизионный генерал
- Пишегрю, Жан-Шарль (Jean-Charles Pichegru) — дивизионный генерал

### Пл
- Пледё, Луи Жан (Louis Jean Plaideux) — бригадный генерал
- Плик, Луи Огюстен (Louis Augustin Plicque) — бригадный генерал
- Маршан де Плозонн, Луи Огюст (Louis Auguste Marchand de Plauzonne) — бригадный генерал

### По
- Поле де Ля Бастид, Марк Гаспар Абраам (Marc Gaspard Abraham Paulet de La Bastide) — бригадный генерал
- Польтр де Ламотт, Пьер Луи Франсуа (Pierre Louis François Paultre de Lamotte) — дивизионный генерал
- Понсар, Жан-Мари (Jean-Marie Ponsard) — бригадный генерал
- Понсе, Андре (André Poncet) — дивизионный генерал
- Понсе де Ля Кур де Мопа́, Антуан Франсуа (Antoine François Poncet de La Cour de Maupas) — бригадный генерал
- Понятовский, Юзеф (Joseph Antoine Poniatowski de Ciolek) — маршал Империи
- Попон, Антуан Луи (Antoine Louis Popon) — дивизионный генерал
- Поре де Морван, Поль Жан-Батист (Paul Jean-Baptiste Poret de Morvan) — бригадный генерал
- Порсон, Жан-Франсуа (Jean-François Porson) — бригадный генерал
- Порши́ (Мерсье), Жан-Пьер (Jean-Pierre Portschy, dit Mercier) — бригадный генерал

### Пр
- Прево(ст), Пьер Доминик (Pierre Dominique Prévost) — бригадный генерал
- Преста, Жан Шарль (Jean Charles Prestat) — бригадный генерал
- Префк, Жан Андре (Jean André Praefke) — бригадный генерал
- Приве, Итье Сильвен (Ythier Silvain Pryvé) — бригадный генерал
- Прост, Клод (Claude Prost) — бригадный генерал
- Прото, Гийом Марселен (Guillaume Marcelin Proteau) — бригадный генерал
- Прото, Жан (Jean Proteau) — бригадный генерал
- Прюдон, Жильбер (Gilbert Prudon) — бригадный генерал
- Птижан, Франсуа (François Petitjean, dit François) — бригадный генерал

### Пу-Пю
- Пуан, Франсуа Иларион (François Hilarion Point) — бригадный генерал
- Пуансо де Шансак, Пьер (Pierre Poinsot de Chansac) — дивизионный генерал
- Пуассонье Деперьер, Габриель Адриан Мари (Gabriel Adrien Marie Poissonnier Desperrières) — бригадный генерал
- Пуатвен де Морелян, Жан Этьенн Казимир (Jean Étienne Casimir Poitevin de Maureilhan) — дивизионный генерал
- Пуже, Жан Пьер (Jean Pierre Pouget) — дивизионный генерал
- Пуже, Франсуа (François René Cailloux, dit Pouget) — бригадный генерал
- Пузе, Пьер Шарль (Pierre Charles Pouzet) — бригадный генерал
- Пурайи, Бернар (Bernard Pourailly) — бригадный генерал
- Пурсен, Шарль Пьер (Charles Pierre Pourcin) — бригадный генерал
- Путье де Гуэлан, Антуан Элеонор (Antoine Eléonor Pouthier de Gouhelans) — бригадный генерал
- Пушен де ля Рош, Пьер Гийом (Pierre Guillaume Pouchin de la Roche) — бригадный генерал
- Пушлон, Этьенн Франсуа Раймон (Étienne François Raymond Pouchelon) — бригадный генерал
- Пьедефер, Адриан Николя (Adrien Nicolas Piédefer) — бригадный генерал
- Пьер, Жан Иньяс (Jean Ignace Pierre) — бригадный генерал
- Пьеркен, Николя (Nicolas Pierquin) — бригадный генерал
- Пьеррон, Эли Мари (Elie Marie Pierron) — дивизионный генерал
- Пьошар, Жан-Батист Александр (Alexandre Jean-Batiste Piochard) — дивизионный генерал
- Пья, Жан-Пьер (Jean-Pierre Piat) — бригадный генерал
- Пюнье де Монфор, Жозеф (Joseph Puniet de Montfort) — бригадный генерал
- Пюто, Жак Пьер Луи (Jacques Pierre Louis Marie Joseph Puthod) — дивизионный генерал

## Р

### Ра
- Равье, Жан-Батист Амбруаз (Jean-Baptiste Ambroise Ravier) — бригадный генерал
- Равье де Жюлльер, Алексис Жозеф (Alexis Joseph Ravier de Jullière) — бригадный генерал
- Радемаше́, Шарль Жозеф Константен (Charles Joseph Constantin Radermacher) — бригадный генерал
- Раде, Этьенн (Étienne Radet) — дивизионный генерал
- Разу, Жан Луи Николя (Jean Nicolas Razout) — дивизионный генерал
- Рамбо, Франсуа (François Rambeaud) — бригадный генерал
- Рамбур, Габриэль Пьер (Gabriel Pierre Rambourgt) — бригадный генерал
- Рампон, Антуан Гийом (Antoine-Guillaume Rampon) — дивизионный генерал
- Раме де Сюни, Жан-Мари Виталь (Jean-Marie Vital Ramey de Sugny) — дивизионный генерал
- Рамель, Жан-Пьер (Jean-Pierre Ramel) — бригадный генерал
- Рапп, Жан (Jean Rapp) — дивизионный генерал
- Рауль, Шарль Франсуа (Charles-François Raoul) — бригадный генерал
- Раффе, Николя (Nicolas Raffet) — бригадный генерал

### Ре-Рё
- Реве, Жан (Jean Revest) — бригадный генерал
- Реден де Бибрег, Шарль Кристоф Жозеф Луи (Charles Christophe Joseph Louis Reding de Biberegg) — бригадный генерал
- Рей, Габриэль-Венанс (Gabriel-Venance Rey) — дивизионный генерал
- Рей, Гийом (Guillaume Rey) — бригадный генерал
- Рей, Жан-Андре (Jean-André Rey) — бригадный генерал
- Рей, Луи Эмманюэль (Louis Emmanuel Rey) — дивизионный генерал
- Рей, Жан-Пьер-Антуан (Jean-Pierre-Antoine Rey) — бригадный генерал
- Рей, Оноре Шарль (Honoré Charles Michel Joseph Reille) — дивизионный генерал
- Рекордон, Симон (Simon Recordon) — бригадный генерал
- Ремон, Виктор Юрбен (Victor Urbain Rémond) — бригадный генерал
- Ремон (Ремонда), Шарль-Франсуа (Charles-François Remond, dit Remonda) — бригадный генерал
- Ренар, Брис Жан-Батист (Brice Jean-Baptiste Renard) — бригадный генерал
- Ренвальд, Жюльен Шарль Луи (Julien Charles Louis Rheinwald) — бригадный генерал
- Рене, Жан Гаспар Паскаль (Jean Gaspard Pascal René) — бригадный генерал
- Рено, Илер Бенуа (Hilaire Benoît Reynaud) — бригадный генерал
- Рено, Николя (Nicolas Reynaud) — бригадный генерал
- Рено, Антуан Франсуа (Antoine François Renaud) — бригадный генерал
- Рено, Мишель (Michel Reneauld) — дивизионный генерал
- Ренуар, Жан Шарль (Jean Charles Renouard) — бригадный генерал
- Ренье, Жан Луи Эбенезер (Jean Louis Ebénézer Reynier) — дивизионный генерал
- Ренье де Жарже, Франсуа Огюстен (François Augustin Reynier de Jarjayes) — дивизионный генерал
- Ренье, Жан Луи Кристоф (Jean Louis Christophe Régnier) — дивизионный генерал
- Ренье, Пьер Франсуа Жозеф (Pierre François Joseph Régnier) — бригадный генерал
- Ренье-Гуэ, Андре Гийом (André Guillaume Resnier-Goué) — бригадный генерал
- Рёбель, Анри Тома (Henri Thomas Reubell) — дивизионный генерал
- Рёбель, Жан-Жак (Jean-Jacques Reubell) — бригадный генерал
- Рёст д’Алькемад, Антуан (Antoine Roest d’Alkemade) — бригадный генерал

### Ри
- Риве, Жан-Батист (Jean-Baptiste Rivet) — бригадный генерал
- Риво, Жан (Jean Rivaud) — дивизионный генерал
- Риво де Ля Раффиньер, Оливье Маку (Olivier Macoux Rivaud de la Raffinière) — дивизионный генерал
- Риго, Антуан (Antoine Rigau ou Rigaux) — бригадный генерал
- Риго, Андре (André Rigaud) — бригадный генерал
- Рид, Жан Жозеф Эдуар (Jean Joseph Édouard Reed) — бригадный генерал
- Рикар, Николя Ксавье (Nicolas Xavier Ricard) — бригадный генерал
- Рикар, Этьенн Пьер Сильвестр (Étienne Pierre Sylvestre Ricard) — дивизионный генерал
- Риню, Антуан (Antoine Rignoux) — бригадный генерал
- Рите(й), Жан-Мари (Jean-Marie Ritay) — бригадный генерал
- Риу-Давёне(й), Арканж Луи (Archange Louis Rioult-Davenay) — бригадный генерал
- Риффле, Жан-Батист Андре (Jean-Baptiste André Rifflet) — бригадный генерал
- Ришар, Жозеф Леонар (Joseph Léonard Richard) — бригадный генерал
- Ришардо, Жером Этьенн Мари (Jérôme Étienne Marie Richardot) — бригадный генерал
- Ришон, Анри (Henri Richon) — бригадный генерал
- Ришпанс, Антуан (Antoine Richepanse) — дивизионный генерал
- Риште, Жан-Луи (Jean-Louis Richter) — дивизионный генерал

### Ро
- Робен, Антуан Жозеф (Antoine Joseph Robin) — дивизионный генерал
- Робер, Жан-Батист (Jean-Baptiste Robert) — дивизионный генерал
- Робер, Жан Жиль Андре (Jean Gilles André Robert) — бригадный генерал
- Робер, Жозеф Луи Арман (Joseph Louis Armand Robert) — дивизионный генерал
- Робер, Луи Бенуа (Louis Benoît Robert) — бригадный генерал
- Робер, Симон (Simon Robert) — бригадный генерал
- Роге, Франсуа (François Roguet) — дивизионный генерал
- Рогон де Каркарадек, Луи Жозеф Мари (Louis Joseph Marie Rogon de Carcaradec) — бригадный генерал
- Роже, Доминик Мансюи (Mansuy Dominique Roget) — дивизионный генерал
- Роже де Лакустанд, Жан-Батист (Jean-Baptiste Roger de Lacoustande) — бригадный генерал
- Рожнецкий, Александр (Aleksander Rożniecki) — бригадный генерал
- Рок (Ля Рок), Николя (Nicolas Roque, dit La Roque) — бригадный генерал
- Рокбер, Этьенн Франсуа (Étienne François Rocbert) — бригадный генерал
- Ролан, Жак (Jacques Roland) — бригадный генерал
- Ром, Жан-Франсуа (Jean-François Rome) — бригадный генерал
- Роман, Бальтазар (Balthazar Romand) — бригадный генерал
- Романе, Жозеф (Joseph Romanet) — бригадный генерал
- Ромёф, Жак Александр (Jacques Alexandre Romeuf) — бригадный генерал
- Ромёф, Жан Луи (Jean Louis Romeuf) — бригадный генерал
- Ронзье, Шарль Габриэль (Pierre François Gabriel Ronzier) — бригадный генерал
- Ронсен, Шарль Филипп (Charles Philippe Ronsin) — дивизионный генерал
- Ронья, Жозеф (Joseph Rogniat) — дивизионный генерал
- Россетти, Мари Жозеф Тома (Marie Joseph Thomas Rossetti) — бригадный генерал
- Росси, Дон Грасьо (Don Gratio Rossi) — бригадный генерал
- Россиньоль, Жан Антуан (Jean Antoine Rossignol) — дивизионный генерал
- Ростоллан, Клод (Claude Rostollant) — бригадный генерал
- Роттамбур, Анри (Henri Rottembourg) — дивизионный генерал
- Рошдрагон, Жан-Франсуа (фр. Jean-François Rochedragon) — бригадный генерал

### Ру
- Ру де Фазийяк, Пьер (Pierre Roux de Fazillac) — бригадный генерал
- Руаз, Сезер Антуан (Césaire Antoine Roize) — бригадный генерал
- Руаз, Клод (Claude Roize) — бригадный генерал
- Руже, Антуан (Antoine Rougé) — бригадный генерал
- Руже, Жан Грегуар Бартельми (Jean Grégoire Barthélemy Rouger) — дивизионный генерал
- Руже, Клод Пьер (Claude Pierre Rouget) — бригадный генерал
- Руйе, Шарль Этьенн (Charles Étienne Rouyer) — бригадный генерал
- Руйе, Жан Паскаль (Jean-Pascal Rouyer) — бригадный генерал
- Руйе, Жан Виктор (Jean Victor Rouyer) — бригадный генерал
- Руйе, Мари Франсуа (Marie François Rouyer) — дивизионный генерал
- Руже де Лаплан, Жан Грегуар Бартелеми (Jean Grégoire Barthélemy Rouger de Laplane) — дивизионный генерал
- Рукзель де Бланшланд, Филибер Франсуа (Philibert François Rouxel de Blanchelande) — бригадный генерал
- Руллан, Анри Виктор (Henri Victor Roulland) — бригадный генерал
- Руше, Пьер (Жакоб) (Pierre Rouché, dit Jacob) — дивизионный генерал
- Руссель, Франсуа Ксавье (François Xavier Roussel) — дивизионный генерал
- Руссель, Жан Шарль (Jean Charles Roussel) — бригадный генерал
- Руссель де Сен-Реми, Шарль Александр Луи (Charles Alexandre Louis Roussel de Saint-Rémy) — дивизионный генерал
- Руссель д’Юрбаль, Николя Франсуа (Nicolas François Roussel d’Hurbal) — дивизионный генерал
- Руссо, Гийом Шарль (Guillaume Charles Rousseau) — бригадный генерал
- Руссо, Антуан Александр (Antoine Alexandre Rousseaux) — дивизионный генерал
- Руэль, Пьер-Мишель (Pierre-Michel Rouelle) — бригадный генерал

### Рю
- Рюби́, Себастьян (Sébastien Ruby) — бригадный генерал
- Рюо де Ля Боннери, Жан-Батист Андре Изидор (Jean-Baptiste André Isidore Ruault de La Bonnerie) — бригадный генерал
- Рюска́, Жан-Батист Доминик (Jean-Baptiste Dominique Rusca) — бригадный генерал
- Рюти, Шарль Этьенн Франсуа (Charles Étienne François Ruty) — дивизионный генерал
- Рюффен, Франсуа Амабль (François Amable Ruffin) — дивизионный генерал
- Рюэль де Сантер, Луи Жак (Louis Jacques Ruelle de Santerre) — бригадный генерал

## С

### Са
- Сабатье, Бонавантюр Ипполит (Bonaventure Hippolyte Sabatier) — бригадный генерал
- Сабатье, Жан Изаак (Jean Isaac Sabatier) — бригадный генерал
- Сабатье, Жюст Пастёр (Just Pasteur Sabatier) — бригадный генерал
- Сабурё де Фонтене, Жорж Филипп (Georges Philippe Saboureux de Fontenay) — бригадный генерал
- Савари, Анн Жан Мари Рене (Anne Jean Marie René Savary) — дивизионный генерал
- Саветтье де Кандра, Жак Лазар (Jacques Lazare Savettier de Candras) — бригадный генерал
- Савио, Жан-Батист (Jean-Baptiste Saviot) — бригадный генерал
- Салиньи, Шарль (Charles Saligny) — дивизионный генерал
- Сальва, Антуан (Antoine Salva) — бригадный генерал
- Сальм, Жан-Батист (Франсуа) (Jean-Baptiste Salm, dit François Salme) — бригадный генерал
- Сандо, Клод Франсуа Тома (Claude François Thomas Sandoz) — бригадный генерал
- Сансон, Николя-Антуан (Nicolas-Antoine Sanson) — дивизионный генерал
- Сантер, Антуан Жозеф (Antoine Joseph Santerre) — дивизионный генерал
- Сарразен, Жан (Jean Sarrazin) — дивизионный генерал
- Саррю, Жак Тома (Jacques Thomas Sarrut) — дивизионный генерал
- Саюге Дамарзи де Ларош, Жан Жозеф Франсуа (Jean Joseph François Léonard Sahuguet Damarzit de Laroche) — дивизионный генерал
- Саюк, Луи Мишель Антуан (Louis Michel Antoine Sahuc) — дивизионный генерал

### Се
- Себастьяни де Ла Порта, Орас Франсуа Бастьен (Horace François Bastien Sebastiani de La Porta) — дивизионный генерал
- Североли, Филипп Юсташ Луи (Philippe Eustache Louis Severoli) — дивизионный генерал
- Семанди де Сен-Жерве, Жан-Пьер Аарон (Jean-Pierre Aaron Seimandy de Saint-Gervais) — бригадный генерал
- Сеннтон де Шермон, Луи Тома (Louis Thomas Senneton de Chermont) — бригадный генерал
- Сен-Мартен, Алексис (Alexis Saint-Martin) — бригадный генерал
- Сен-Мартен, Жак Луи (Jacques Louis Saint-Martin) — бригадный генерал
- Сен-Мартен, Жан Этьенн (Jean Étienne Saint-Martin) — бригадный генерал
- Сен-Реми, Морис Луи (Maurice Louis Saint-Rémy) — бригадный генерал
- Сен-Сир, Лоран де Гувион (Laurent de Gouvion-Saint-Cyr) — маршал Империи
- Сент-Илер, Антуан (Antoine Saint-Hillier) — дивизионный генерал
- Сень, Матьё Пьер Поль (Mathieu Pierre Paul Saignes) — бригадный генерал
- Сера, Жан Матьё (Jean Mathieu Seras) — дивизионный генерал
- Серван де Жербе, Жозеф (Joseph Servan de Gerbey) — дивизионный генерал
- Сервони, Жан-Батист (Jean-Baptiste Cervoni) — дивизионный генерал
- Серюрье, Жан-Матье-Филибер (Jean Mathieu Philibert Sérurier) — почётный маршал Империи
- Серизья, Шарль Катрен (Charles Catherin Sériziat) — бригадный генерал
- Серон, Дени Этьенн (Denis Étienne Seron) — бригадный генерал
- Серран, Жозеф (Joseph Serrant) — бригадный генерал
- Серу д’Аженкур, Жан-Батист (Jean-Baptiste Séroux d’Agincourt) — бригадный генерал
- Серу де Фэй, Жан Николя (Jean Nicolas Seroux de Fay) — дивизионный генерал
- Сефе, Шарль Гийом (Charles Guillaume Sepher) — бригадный генерал

### Си-Сл
- Сибо, Жак Франсуа (Jacques François Sibot, dit Sibaud) — бригадный генерал
- Сибюэ, Бенуа Проспер (Benoît Prosper Sibuet) — бригадный генерал
- Сикар, Жозеф Викторен (Joseph Victorin Sicard) — бригадный генерал
- Силли, Пьер Луи Франсуа (Pierre Louis François Silly) — бригадный генерал
- Симме(р), Франсуа Мартен Валентен (François Martin Valentin Simmer) — дивизионный генерал
- Симон, Анри (Henri Simon) — бригадный генерал
- Симон, Эдуар Франсуа (Édouard François Simon) — дивизионный генерал
- Симон-Граншам, Франсуа (François Simon-Grandchamps) — бригадный генерал
- Симонно, Пьер Жозеф Виктор (Pierre Joseph Victor Simonneau) — бригадный генерал
- Симьен, Жан-Луи (Jean-Louis Simien) — бригадный генерал
- Сионвиль, Леопольд Проспер Филибер (Léopold Prosper Philibert Sionville) — бригадный генерал
- Сливариш де Эльданбур, Марк (Marc Slivarich de Heldenbourg) — бригадный генерал

### Со-Ст
- Содёр, Адриан Жозеф (Adrien Joseph Saudeur) — бригадный генерал
- Сокольницкий, Михал (Michał Sokolnicki) — бригадный генерал
- Солан, Гийом (Guillaume Soland) — бригадный генерал
- Солиньяк, Жан-Батист (Jean-Baptiste Solignac) — дивизионный генерал
- Соль-Боклер, Пьер (Pierre Sol-Beauclair) — бригадный генерал
- Соми, Жюстиньен Виктор (Justinien Victor Somis) — дивизионный генерал
- Сонжи де Курбон, Николя Мари (Nicolas Marie Songis des Courbons) — дивизионный генерал
- Сонжи-старший, Шарль Луи Дидье (Charles Louis Didier Songis l’Aîné) — дивизионный генерал
- Сонжон, Жан-Мари (Jean-Marie Songeon) — бригадный генерал
- Сонье, Луи Франсуа (Louis François Saunier) — дивизионный генерал
- Сопранси, Луи Шарль Бартелеми (Louis Charles Barthélémy Sopransi) — бригадный генерал
- Сорбье, Жан Бартелемо (Jean Barthélemot Sorbier) — дивизионный генерал
- Сорбье, Жан Жозеф Огюстен (Jean Joseph Augustin Sorbier) — бригадный генерал
- Соре де ля Бори, Пьер Франсуа (Pierre François Sauret de la Borie) — дивизионный генерал
- Сориа, Жан Шарль (Jean Charles Sauriat) — бригадный генерал
- Сорлю-Кроз, Николя Тома (Nicolas Thomas Sorlus-Crause) — бригадный генерал
- Сорлю де Бар, Жозеф (Joseph Sorlus de Bart) — бригадный генерал
- Сотте, Франсуа Жан (François Jean Sautter) — бригадный генерал
- Спиталь, Николя Филипп Ксавье (Nicolas Philippe Xavier Spital) — бригадный генерал
- Стедман, Жан Андре (Jean André Stedman) — бригадный генерал
- Стеттанофен, Максимилиан Фердинан Тома (Maximilien Ferdinand Thomas Stettenhofen) — дивизионный генерал
- Стефан, Луи (Louis Stephan) — бригадный генерал
- Сторм де Грав, Адриан Гийом (Adrien Guillaume Storm de Grave) — бригадный генерал
- Строльц, Жан-Батист Александр (Jean-Baptiste Alexandre Strolz) — дивизионный генерал

### Су
- Суа, Жан-Луи (Jean-Louis Soye) — бригадный генерал
- Суайе, Луи Станисла(с) Ксавье (Louis Stanislas Xavier Soyez) — бригадный генерал
- Суам, Жозеф (Joseph Souham) — дивизионный генерал
- Сулес, Жером (Jérôme Soulès) — бригадный генерал
- Сулерак, Антуан (Antoine Soulérac) — бригадный генерал
- Сулье, Жан Антуан (Jean Antoine Soulier) — бригадный генерал
- Сулье, Жак Робер (Jacques Robert Souslier) — бригадный генерал
- Сульт, Николя Жан де Дьё (Nicolas Jean-de-Dieu Soult) — маршал Империи
- Сульт, Пьер Бенуа (Pierre Benoît Soult) — дивизионный генерал
- Сушон де Шамрон, Клод (Claude Souchon de Chameron ou Chamron) — бригадный генерал

### Сю
- Сюберви, Жак Жерве (Jacques Gervais Subervie) — дивизионный генерал
- Сюдан, Луи (Louis Suden) — бригадный генерал
- Сюзамик, Франсуа (François Suzamicq) — бригадный генерал
- Сюльтцманн, Жан (Jean Sultzmann) — бригадный генерал
- Сюрро де Кальбек, Луи (Louis Surreau de Calbecq) — бригадный генерал
- Сюше, Луи Габриэль (Louis Gabriel Suchet) — маршал Империи

## Т

### Та-Ти
- Тавиэль, Альбер Луи Валантен (Albert Louis Valentin Taviel) — дивизионный генерал
- Тапонье, Александр Камиль (Alexandre Camille Taponier) — дивизионный генерал
- Тарро, Жан Виктор (Jean Victor Tharreau) — дивизионный генерал
- Тарер, Жан Жозеф (Jean Joseph Tarayre) — дивизионный генерал
- Таше де Ля Пажри, Жан-Анри Робер (Jean-Henri Robert Tascher de La Pagerie) — бригадный генерал
- Теве де Лессер, Жан (Jean Thévet de Lessert) — бригадный генерал
- Тевене, Луи Мари Жозеф (Louis Marie Joseph Thévenet) — бригадный генерал
- Тевено, Франсуа (François Thévenot) — бригадный генерал
- Тенне де Лобадер, Жермен-Феликс (Germain-Felix Tennet de Laubadère) — бригадный генерал
- Террер, Дени (Denis Terreyre) — бригадный генерал
- Террье, Жак (Jacques Terrier) — бригадный генерал
- Тест, Франсуа Антуан (François Antoine Teste) — дивизионный генерал
- Тест, Марк Брюно (Marc Bruno Teste) — бригадный генерал
- Тёле, Раймон Жан-Батист (Raymond Jean-Baptiste Teulet) — бригадный генерал
- Тибель, Густав Вильгельм (Gustaf Wilhelm af Tibell) — бригадный генерал
- Тимбрюн де Тьембронн де Валанс, Жан-Батист Сирю Аделаид де (Jean-Baptiste Cyrus Adélaïde de Timbrun de Thiembronne de Valence) — дивизионный генерал
- Тимоне де Годьер, Шарль Дезире (Charles Désiré Thimonet des Gaudières) — бригадный генерал
- Тендаль, Ральф Дундас (Ralph Dundas Tindal) — дивизионный генерал
- Тири, Николя Марен (Nicolas Marin Thiry) — бригадный генерал
- Тирион, Франсуа (François Thirion) — дивизионный генерал
- Тирле, Луи (Louis Tirlet) — дивизионный генерал
- Тиссон, Матьё (Mathieu Tisson) — бригадный генерал

### То-Тю
- Толозе, Дави Алексис (David Alexis Tholosé) — бригадный генерал
- Тольме, Жан-Батист (Jean-Baptiste Tholmé) — бригадный генерал
- Тома, Жан (Jean Thomas) — бригадный генерал
- Тома де Сент-Анри, Адриан Марсьяль (Adrien Martial Thomas de Saint-Henry) — бригадный генерал
- Томьер, Жан Гийом Бартельми (Jean Guillaume Barthélemy Thomières) — бригадный генерал
- Топен, Элуа Шарльмань (Éloi Charlemagne Taupin) — дивизионный генерал
- Торен де Ля Танн, Пьер Жак (Pierre Jacques Thorin de La Thanne) — бригадный генерал
- Тори, Луи Адриан Теодор (Louis Adrien Théodore Thory) — бригадный генерал
- Торийон дю Бур де Вашероль, Франсуа Жозеф (François Joseph Thorillon du Bourg de Vacherolles) — бригадный генерал
- Травер, Этьенн Жак (Étienne Jacques Travers) — бригадный генерал
- Траво, Жан-Пьер (Jean-Pierre Travot) — дивизионный генерал
- Трезель, Камиль Альфонс (Camille Alphonse Trézel) — дивизионный генерал
- Трезор дю Бакто, Луи Жан Дави (Louis Jean David Trésor du Bactot) — бригадный генерал
- Трельяр, Анн Франсуа (Anne François Trelliard) — дивизионный генерал
- Треш де Фарж, Пьер Жан (Pierre Jean Treich des Farges) — бригадный генерал
- Трибу, Огюст Жозеф (Auguste Joseph Tribout) — дивизионный генерал
- Трикотель, Франсуа Лоран (François Laurent Tricotel) — бригадный генерал
- Триэр, Жозеф (Joseph Triaire) — бригадный генерал
- Трошро де Булле, Клод Себастьян (Claude Sébastien Trochereau de Boullay) — бригадный генерал
- Труар де Риоль, Шарль (Charles Trouard de Riolles) — бригадный генерал
- Тувёно, Жак (Jacques Thouvenot) — бригадный генерал
- Тувёно, Пьер (Pierre Thouvenot) — дивизионный генерал
- Туссен, Жан-Франсуа (Jean-François Toussaint) — бригадный генерал
- Туссен-Лувертюр, Франсуа Доминик (François-Dominique Toussaint Louverture) — дивизионный генерал
- Тьебо, Поль Шарль Франсуа Адриан Анри Дьёдонне (Paul Charles François Adrien Henri Dieudonné Thiébault) — дивизионный генерал
- Тьерри, Жан-Франсуа (Jean-François Thierry) — дивизионный генерал
- Тюдье, Андре (André Tudier) — бригадный генерал
- Тюнк, Огюстен (Augustin Tuncq) — дивизионный генерал
- Тюньо де Лануа, Жан-Анри Шарль Жозеф (Jean-Henri Charles Joseph Tugnot de Lanoye) — бригадный генерал
- Тюрнен(г) де Рисс, Анри Жозеф (Henri Joseph Thurning de Ryss) — бригадный генерал
- Тюрро де Гарамбувиль, Луи Мари (Louis Marie Turreau de Garambouville) — дивизионный генерал

## У
- Убсе, Раймон Сезар (Raymond César Oubxet, dit César) — бригадный генерал
- Удино, Николя Шарль (Nicolas-Charles Oudinot) — маршал Империи
- Ушар, Жан-Николя (Jean Nicolas Houchard) — дивизионный генерал

## Ф

### Фа-Фл
- Фабр, Габриэль Жан (Gabriel Jean Fabre) — дивизионный генерал
- Фабр (Фабр-Фон), Жозеф Венсан Доминик (Joseph Vincent Dominique Fabre, dit Fabre-Fonds) — бригадный генерал
- Фавар, Жан-Батист (Jean-Baptiste Favart) — бригадный генерал
- Фавар д’Эрбиньи, Николя Реми (Nicolas Remi Favart d’Herbigny) — дивизионный генерал
- Фавро, Шарль Франсуа Леже (Charles François Léger Favereau) — дивизионный генерал
- Фавро, Жан Доминик (Jean Dominique Favereau) — дивизионный генерал
- Фанно де Лаори, Виктор (Victor Fanneau de Lahorie) — дивизионный генерал
- Фанно де Лаори, Виктор Клод Александр (Victor Claude Alexandre Fanneau de Lahorie) — бригадный генерал
- Фарин дю Крё, Пьер Жозеф (Pierre Joseph Farine du Creux) — бригадный генерал
- Феликс, Доминик Франсуа Ксавье Феликс (Dominique François Xavier Félix) — бригадный генерал
- Фере, Клод Франсуа (Claude François Ferey) — дивизионный генерал
- Фери, Жан-Батист Мишель (Jean-Baptiste Michel Féry) — бригадный генерал
- Ферино, Пьер Мари Бартоломе (Pierre Marie Bartholomé Férino) — дивизионный генерал
- Фериоль, Франсуа (François Fériol) — бригадный генерал
- Ферран, Жак (Jacques Ferrand) — дивизионный генерал
- Ферран, Жан Анри Беке (Jean Henri Becays Ferrand) — дивизионный генерал
- Ферран, Жан-Луи (Jean-Louis Ferrand) — дивизионный генерал
- Феррье, Грасьен (Gratien Ferrier) — бригадный генерал
- Феррьер, Жак (Жозеф-Мартен-Мадлен) (Jacques ou Joseph-Martin-Madeleine Ferrière) — бригадный генерал
- Фикатье, Флорантен (Florentin Ficatier) — бригадный генерал
- Филиппон, Арман (Armand Philippon) — дивизионный генерал
- Филон, Шарль Франсуа (Charles François Filon) — бригадный генерал
- Фильоль де Кама, Жан Эдмон (Jean Edmond Filhol de Camas) — бригадный генерал
- Фион, Жан Ламбер Жозеф (Jean Lambert Joseph Fyon) — бригадный генерал
- Фиорелла, Паскаль Антуан (Pascal Antoine Fiorella) — дивизионный генерал
- Фито, Эдме Николя (Edmé Nicolas Fiteau) — бригадный генерал
- Фламан, Жан-Франсуа (Jean-François Flamand) — бригадный генерал
- Флао де ля Бийярдери, Шарль Огюст Жозеф (Charles Auguste Joseph Flahaut de la Billarderie) — дивизионный генерал

### Фо-Фю
- Фоконне, Жан Луи Франсуа (Jean Louis François Fauconnet) — дивизионный генерал
- Фольтрие де Л’Орм, Франсуа Клод Жоашим (François Claude Joachim Faultrier de L’Orme) — дивизионный генерал
- Фонтан (Фонтана), Жак (Jacques Fontane, dit Fontana) — дивизионный генерал
- Фонтанелли, Ашиль (Achille Fontanelli) — дивизионный генерал
- Фонтен, Луи Октав (Louis Octave Fontaine) — бригадный генерал
- Фор де Жьер, Кретьян Франсуа Антуан (Chrétien François Antoine Faure de Gière) — бригадный генерал
- Форест, Жан-Мари (Jean-Marie Forest) — бригадный генерал
- Форестье, Франсуа Луи (François Louis Forestier) — бригадный генерал
- Форестье, Гаспар Франсуа (Gaspard François Forestier) — бригадный генерал
- Форнье д’Альб, Гаспар Иларион (Gaspard Hilarion Fornier d’Albe) — бригадный генерал
- Форнье де Фенероль, Жак Маргерит Этьен де (Jacques Marguerite Étienne de Fornier, dit Fénerols) — бригадный генерал
- Форнье-Валори, Доминик Казимир (Dominique Casimir Fornier-Valaurie) — бригадный генерал
- Франкуэн (Соре), Пьер (Pierre Francouin dit Sauret) — дивизионный генерал
- Франсиски (Франсши-Делонн), Жан-Батист (Jean-Baptiste Francisqui, dit Franceschi-Delonne) — бригадный генерал
- Фрейре де Андраде, Гомес (Gomez Freyre) — дивизионный генерал
- Фриан, Луи (Louis Friant) — дивизионный генерал
- Фридериш, Жан Парфе (Jean Parfait Friederichs) — дивизионный генерал
- Фримон, Морис (Maurice Frimont) — бригадный генерал
- Фрирьон, Франсуа Николя (François Nicolas Fririon) — дивизионный генерал
- Фрирьон, Жозеф Франсуа (Joseph François Fririon) — бригадный генерал
- Фромантен, Жак Пьер (Jacques Pierre Fromentin) — дивизионный генерал
- Фрезья, Морис Иньяс (Maurice Ignace Fresia) — дивизионный генерал
- Фретаг, Франсуа Ксавье Жакоб (François Xavier Jacob Freytag) — дивизионный генерал
- Фретаг, Жан-Даниэль (Jean-Daniel Freytag) — бригадный генерал
- Фрер, Бернар Жорж Франсуа (Bernard Georges François Frère) — дивизионный генерал
- Фрер-Пего, Франсуа Антуан (François Antoine Freire-Pego) — бригадный генерал
- Фрессине, Филибер (Philibert Fressinet) — дивизионный генерал
- Фрюэнхольц, Жан Жорж (Jean Georges Fruhinsholz) — бригадный генерал
- Фуа, Максимильен Себастьен (Maximilien Sébastien Foy) — дивизионный генерал
- Фубер де Бизи, Брюно Николя (Bruno Nicolas Foubert de Bizy) — дивизионный генерал
- Фурнье, Жан-Луи (Jean-Louis Fournier) — дивизионный генерал
- Фурнье-Веррьер, Франсуа (François Fournier-Verrières) — бригадный генерал
- Фурнье-Сарловез, Франсуа Луи (François Louis Fournier-Sarlovèse) — дивизионный генерал
- Фуше де Карей, Луи Франсуа (Louis François Foucher de Careil) — дивизионный генерал
- Фюжьер, Жан Юрбен (Jean Urbain Fugière) — бригадный генерал
- Фюзье, Луи (Louis Fuzier) — бригадный генерал
- Фюльшер де Монистроль, Луи Огюст (Louis Auguste Fulcher de Monistrol) — бригадный генерал
- Фюро де Вильмале, Пьер (Pierre Fureau de Villemalet) — дивизионный генерал

## Х
- Хлаповски, Дезидери (Dezydery Chłapowski) — бригадный генерал
- Хлопицки, Грегуар Жозеф (Grégoire Joseph Chlopicki de Necznia) — дивизионный генерал
- Хлузович (Chłusowicz de Gozdawa) — бригадный генерал

## Ш

### Ша
- Шааль, Франсуа Иньяс (François Ignace Schaal) — дивизионный генерал
- Шабер, Гаспар (Gaspard Chabert) — бригадный генерал
- Шабер, Пьер (Pierre Chabert) — бригадный генерал
- Шабер, Теодор (Théodore Chabert) — дивизионный генерал
- Шабо, Луи Франсуа Жан (Louis François Jean Chabot) — дивизионный генерал
- Шабран, Жозеф (Joseph Chabran) — дивизионный генерал
- Шазо-Дютей, Жак (Jacques Chazeau-Duteil) — бригадный генерал
- Шальбо, Алексис (Alexis Chalbos) — дивизионный генерал
- Шамбарльяк, Доминик Андре (Dominique André Chambarlhiac) — дивизионный генерал
- Шамбон, Франсуа (François Chambon) — бригадный генерал
- Шаморен, Виталь Жоашим (Vital Joachim Chamorin) — бригадный генерал
- Шампионне, Жан Этьен Вашье (Jean Étienne Vachier Championnet) — дивизионный генерал
- Шампулье де Барро де Мюратель, Дави Морис (David Maurice Champouliès de Barrau de Muratel) — бригадный генерал
- Шане, Жан-Батист Эктор (Jean-Baptiste Hector Chanez) — бригадный генерал
- Шанлат, Антуан (Antoine Chanlatte) — бригадный генерал
- Шапель, Антуан Пьер Жозеф (Antoine Pierre Joseph Chapelle)- дивизионный генерал
- Шапсаль, Жан-Антуан (Jean-Antoine Chapsal) — дивизионный генерал
- Шапт де Растиньяк, Антуан (Antoine Chapt de Rastignac) — бригадный генерал
- Шапюи, Рене-Бернар (René-Bernard Chapuis, dit Chapuy) — бригадный генерал
- Шапюи де Турвиль, Шарль Бертен Гастон (Charles Bertin Gaston Chapuis de Tourville) — дивизионный генерал
- Шарбоннель, Жозеф Клод Мари (Joseph Claude Marie Charbonnel) — дивизионный генерал
- Шарбоннье, Луи (Louis Charbonnier) — дивизионный генерал
- Шарле, Этьен (Étienne Charlet) — дивизионный генерал
- Шарлери, Алексис Антуан (Alexis Antoine Charlery) — бригадный генерал
- Шарло, Юг (Hugues Charlot) — бригадный генерал
- Шарноте, Жан-Батист (Jean-Baptiste Charnotet) — бригадный генерал
- Шарпантье, Анри Франсуа Мари (Henri François Marie Charpentier) — дивизионный генерал
- (!) Шарра(с), Жозеф (Joseph Charras) — бригадный генерал
- Шаррьер, Жан-Луи (Jean-Louis Charrière) — бригадный генерал
- Шартон, Шарль-Франсуа (Charles-François Charton) — бригадный генерал
- Шартон, Жоашим (Joachim Charton) — бригадный генерал
- Шартонь, Клод Луи (Claude Louis Chartongne) — бригадный генерал
- Шартран, Жан Иасент Себастьян (Jean Hyacinthe Sébastien Chartrand) — бригадный генерал
- Шассе, Давид Хендрик (David Hendrik Chassé) — дивизионный генерал
- Шассеро, Тома Жан (Thomas Jean Chassereaux) — бригадный генерал
- Шастанье де Бюрак, Жоашим (Joachim Chastanier de Burac) — бригадный генерал
- Шастель, Луи Пьер Эме (Louis Pierre Aimé Chastel) — дивизионный генерал

### Шв-Ше
- Швитер, Анри Сезар Огюст (Henri César Auguste Schwiter) — бригадный генерал
- Шевалло де Буарагон, Жан Арман (Jean Armand Chevalleau de Boisragon) — бригадный генерал
- Шевалье, Жак Франсуа (Jacques François Chevalier) — бригадный генерал
- Шевалье, Пьер (Pierre Chevalier) — бригадный генерал
- Шегаре де Сандо, Тома (Thomas Chegaray de Sandos) — бригадный генерал
- Шелдон, Доминик (Dominique Sheldon) — дивизионный генерал
- Шелье де Вержи, Пьер Франсуа Ксавье (Pierre François Xavier Chailiet de Vergy) — бригадный генерал
- Шельфо (Скальфор), Николя Жозеф (Nicolas Joseph Schelfauldt, dit Scalfort) — бригадный генерал
- Шемино, Жан (Jean Chemineau) — дивизионный генерал
- Шерен, Луи Николя Иасент (Louis Nicolas Hyacinthe Chérin) — дивизионный генерал
- Шерб, Марк Аман Элизе (Marc Amand Elisée Scherb) — бригадный генерал
- Шерер, Бартелеми Луи Жозеф (Barthélemy Louis Joseph Schérer) — дивизионный генерал
- Шеффер, Кристиан Анри (Christian Henri Schaeffer) — бригадный генерал

### Ши-Шу
- Шильт, Жан Жак (Jean Jacques Schilt) — бригадный генерал
- Шинер, Жозеф Франсуа Иньяс (Joseph François Ignace Maximilien Schiner) — дивизионный генерал
- (!) Шлаштер (Шлахтер), Жан-Батист (Jean-Baptiste Schlachter) — бригадный генерал
- Шмиц, Николя (Nicolas Schmitz) — бригадный генерал
- Шоанбур, Алексис Бальтазар Анри Антуан (Alexis Balthazar Henri Antoine Schauenburg) — дивизионный генерал
- Шоанмецель, Шарль Жан Теодор (Charles Jean Theodore Schoenmezel) — бригадный генерал
- Шобер, Лоран (Laurent Schobert) — бригадный генерал
- Шовель, Франсуа Пьер Александр (François Pierre Alexandre Chauvel) — бригадный генерал
- Шодерло де Лакло, Пьер Амбруаз Франсуа (Pierre Ambroise François Choderlos de Laclos) — бригадный генерал
- Шодрон-Руссо, Пьер Гийом (Pierre Guillaume Chaudron-Roussau) — бригадный генерал
- Шоне де Больмон, Франсуа Шарль Робер (François Charles Robert Chonet de Bollemont) — дивизионный генерал
- Шрайбер, Николя Жозеф (Nicolas Joseph Schreiber) — бригадный генерал
- Шрамм, Жан Адам (Jean Adam Schramm) — дивизионный генерал
- Шрамм, Жан Поль Адам (Jean Paul Adam Schramm) — дивизионный генерал
- Шуэн де Монге, Луи Антуан (Louis Antoine Choin de Montgay) — дивизионный генерал
- Шуар, Луи Клод (Louis Claude Chouard) — бригадный генерал

## Э
- Эберле, Гаспар (Gaspard Eberlé) — бригадный генерал
- Эбле, Жан-Батист (Jean-Baptiste Eblé) — дивизионный генерал
- Эвен, Луи Огюст Фредерик (Louis Auguste Frédéric Evain) — дивизионный генерал
- Эвер, Шарль Жозеф (Charles Joseph Evers) — дивизионный генерал
- Эврар де Лонжвиль, Филипп (Philippe Evrard de Longeville) — бригадный генерал
- Эдигоффан, Жан Жорж (Jean Georges Edighoffen) — бригадный генерал
- Эдле де Бьер, Этьен (Étienne Heudelet de Bierre) — дивизионный генерал
- Эйкемейе, Жан Мари Родольф (Jean Marie Rodolphe Eickemeyer) — бригадный генерал
- Эйлиже, Жибер Мартен Кор (Ghisbert Martin Cort Heyligers) — дивизионный генерал
- Экзельман, Изидор (Isidore Exelmans) — дивизионный генерал
- Эли, Жакоб Жоб (Jacob Job Elie) — дивизионный генерал
- Эмар, Антуан (Antoine Aymard) — бригадный генерал
- Эме, Шарль Жан Луи (Charles Jean Louis Aymé) — дивизионный генерал
- Эмон д’Эсклевен, Бальтазар Жозеф (Balthazar Joseph Emond d’Esclevin) — бригадный генерал
- Энар, Жак Анри (Jacques Henri Esnard) — бригадный генерал
- Эннекен, Жан-Франсуа (Jean-François Hennequin) — бригадный генерал
- Эпплер, Жорж Анри (Georges Henri Eppler) — бригадный генерал
- Эрбен, Матьё (Mathieu Herbin) — бригадный генерал
- Эрбен-Дессо, Жан-Батист (Jean-Baptiste Herbin-Dessaux) — дивизионный генерал
- Эрво, Клод Мари (Claude Marie Hervo) — бригадный генерал
- Эрвуаль д’Уаре, Франсуа Иньяс (François Ignace Ervoil d’Oyré) — бригадный генерал
- Эрно де Риньяк де Брюли, Николя (Nicolas Ernault de Rignac des Bruslys) — дивизионный генерал
- Эрнуф, Жан Огюстен (Jean Augustin Ernouf) — дивизионный генерал
- Эспер де Бюлаш, Жан-Марк (Jean-Marc Espert de Bulach) — бригадный генерал
- Эспер де Латур, Жан-Батист (Jean-Baptiste Espert de Latour) — бригадный генерал
- Эспер де Сибра, Пьер (Pierre Espert de Sibra) — бригадный генерал
- Эстас, Жан Ске (Jean Skey Eustace) — бригадный генерал
- Эстев, Этьен (Étienne Estève) — бригадный генерал
- Эстев де Латур, Жан-Батист (Jean-Baptiste Estève de Latour) — бригадный генерал

## Ю
- Ю-Лаборд, Клод Франсуа-Ксавье (Claude François-Xavier Hue-Laborde) — бригадный генерал
- Юар де Сент-Обен, Леонар Жан Обри (Léonard Jean Aubry Huard de Saint-Aubin) — бригадный генерал
- Юбер, Пьер Франсуа Антуан (Pierre François Antoine Huber) — бригадный генерал
- Юге-Шато, Луи (Louis Huguet-Chataux) — бригадный генерал
- Юго (Гюго), Жозеф Леопольд Сигисбер (Joseph Léopold Sigisbert Hugo) — дивизионный генерал, отец Виктора Гюго
- Юго (Гюго), Луи (Louis Hugo) — бригадный генерал
- Юлен, Пьер Огюстен (Pierre Augustin Hulin) — дивизионный генерал
- Юло, Этьен (Étienne Hulot) — дивизионный генерал
- Юмбер, Франсуа Луи (François Louis Humbert) — бригадный генерал
- Юмбер, Жан Жозеф Амабль (Jean Joseph Amable Humbert) — бригадный генерал
- Юмбер, Жан-Франсуа Сильвестр (Jean-François Sylvestre Humbert) — бригадный генерал
- Юмбер де Феркур, Жан Николя (Jean Nicolas Humbert de Fercourt) — бригадный генерал
- Юртюби, Луи Жан Шарль (Louis Jean Charles Urtubie) — бригадный генерал
- Юссон, Пьер Антуан (Pierre Antoine Husson) — дивизионный генерал
- Юше, Жан-Батист Мишель Антуан (Jean-Baptiste Michel Antoine Huché) — дивизионный генерал
- Юэ, Луи Пьер (Louis Pierre Huet) — дивизионный генерал
- Юэн, Жак Доминик (Jacques Dominique Huin) — бригадный генерал

## Я
- Яблоновский, Ладислас Франсуа Константен (Ladislas François Constantin Jablonowski) — бригадный генерал
- Янсенс, Ян Виллем (Jan Willem Janssens) — дивизионный генерал